# Containerschip

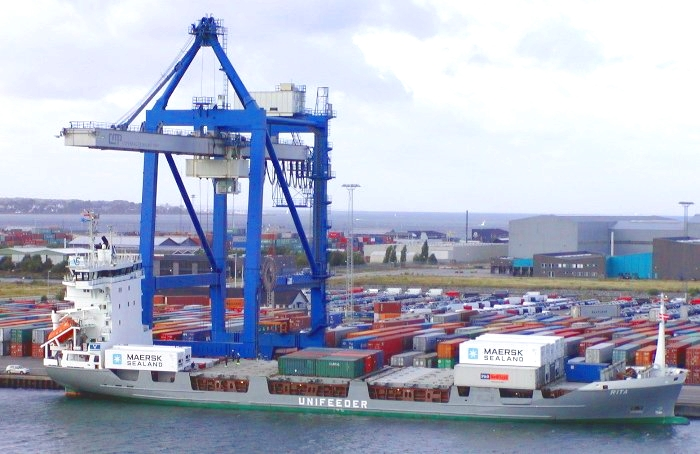
Containerschip MSC Rita in Kopenhagen

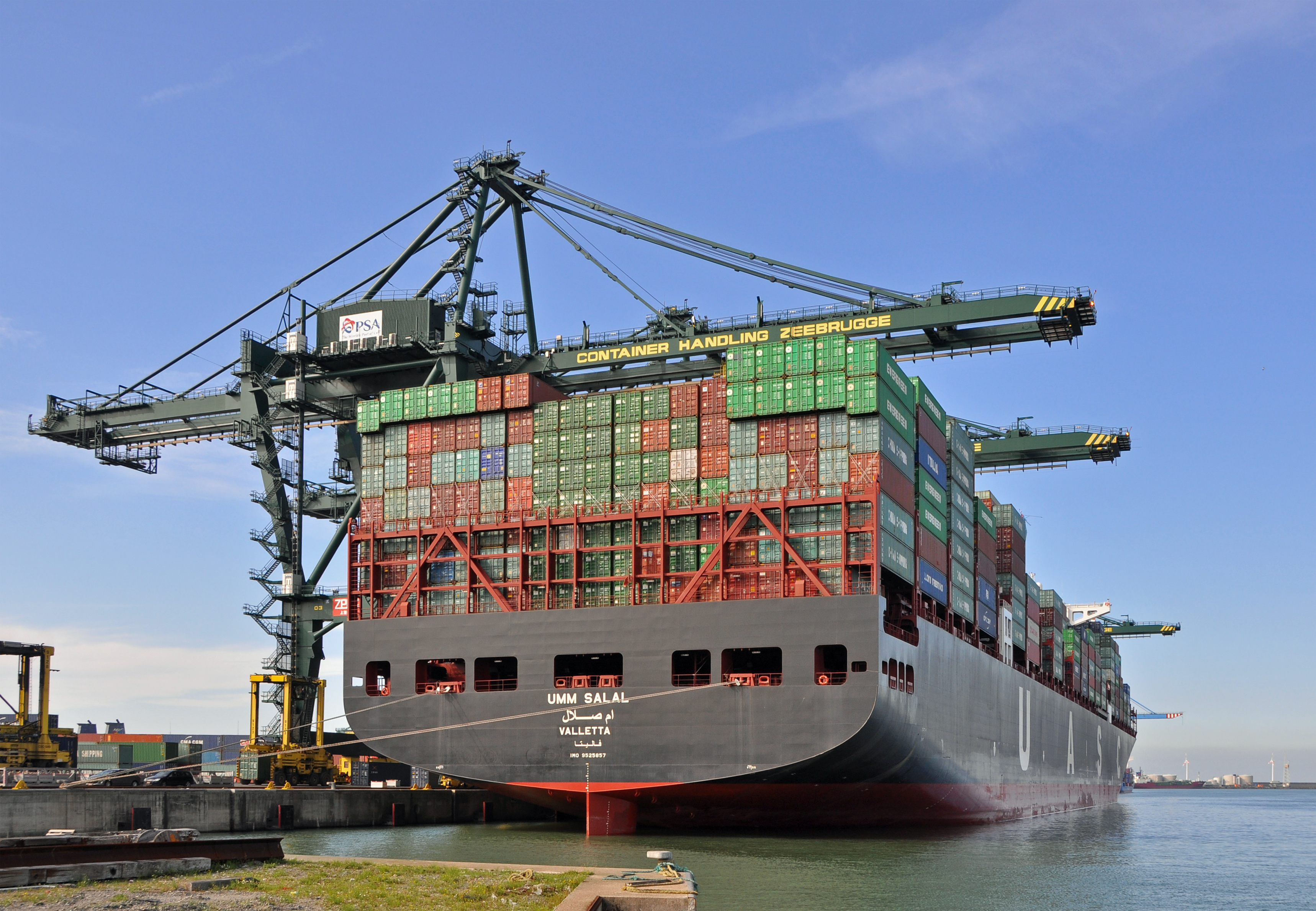
De Uhm Salal met een capaciteit van 13.470 TEU-containers in de haven van Zeebrugge

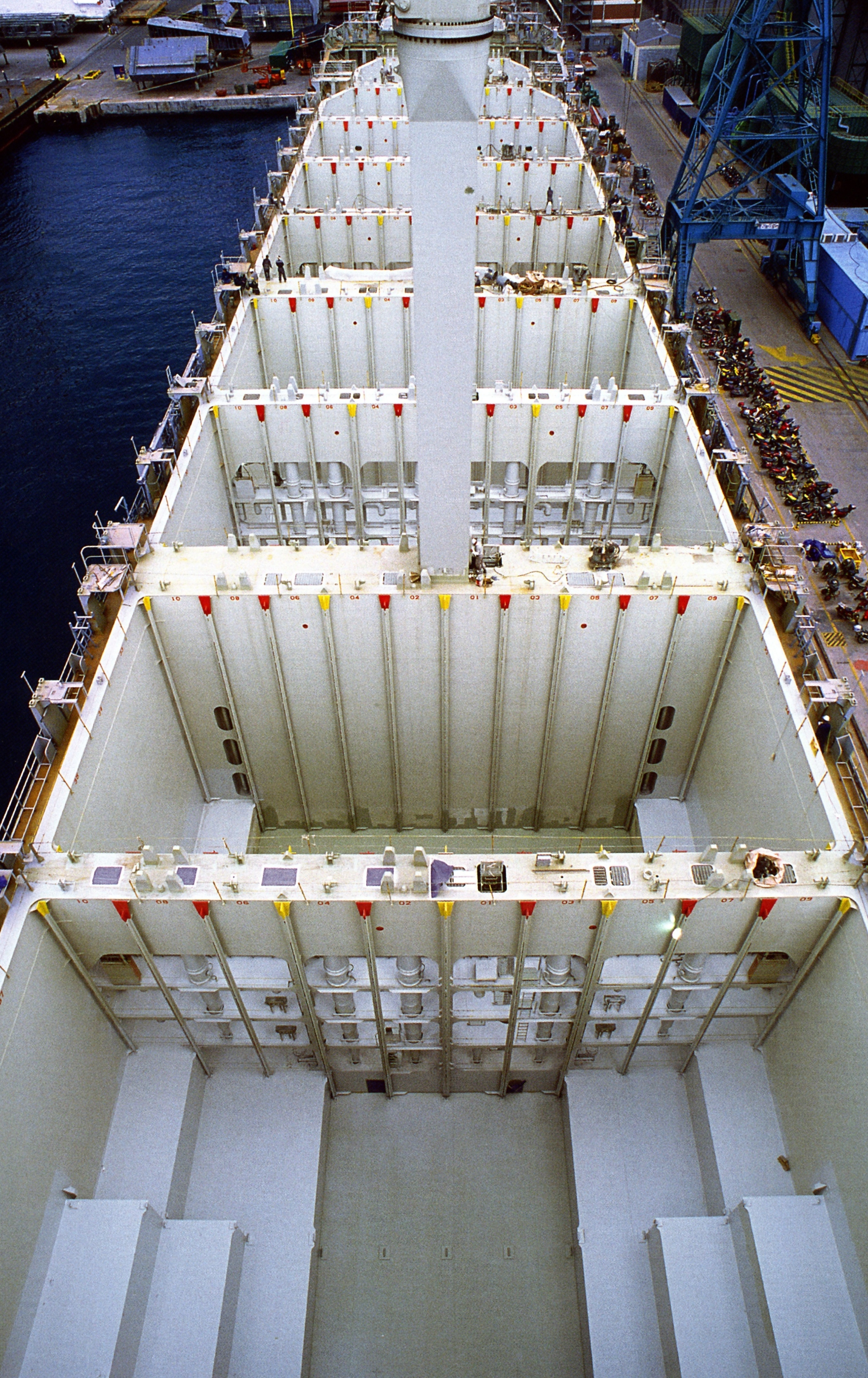
Het laadruim van een containerschip

Een containerschip is een vrachtschip, een vervoermiddel voor zeecontainers. Het eerste containerschip was de Clifford J. Rogers van White Pass & Yukon Route in 1955. Hoewel de Ideal X al in 1944 werd gebouwd, werd dat schip pas later gebruikt om containers mee te vervoeren.

## Gebruik
Het grootste deel van de stukgoederen die tegenwoordig per schip worden vervoerd, wordt per containerschip getransporteerd over de wereldzeeën. Behalve de gewone standaardcontainer, 2 TEU, zijn er ook verschillende gespecialiseerde containertypen, met wel de gestandaardiseerde buitenmaten van 20 voet of 40 voet lang, maar ook de maten 10 en 45 voet komen voor, reefers voor het vervoer van bijvoorbeeld koel- en vrieslading en containers voor vloeibare lading of project-lading die kan worden vervoerd op een platform, zogenaamde flat racks.

## Capaciteit
De capaciteit van een containerschip wordt uitgedrukt in TEU: Twenty feet Equivalent Unit, het equivalent aantal standaard containers van ongeveer 6,10 meter dat het schip kan vervoeren. Anno 2019 kunnen de grootste containerschepen zo'n 22.000 TEU vervoeren.

## Geschiedenis

### Aanloop
Het laden en lossen van schepen gebeurde al millennia op min of meer dezelfde manier. Alle goederen werden apart gelost en geladen, wat langzaam en arbeidsintensief was. De Tweede Wereldoorlog werd echter gevolgd door een periode van sterke economische groei. De tweede helft van de 20e eeuw was een lange periode van hoogconjunctuur. Dit geldt vooral de eerste dertig jaar na de oorlog, ook wel trente glorieuses. Tussen 1950 en 1998 werd de wereldeconomie zesmaal zo groot en aanvankelijk was de vrachtvaart niet goed in staat de sterk toegenomen vraag naar transport op te vangen. In de bulkvaart vond vooral na de jaren 1950 een enorme schaalvergroting plaats en ontstonden onder druk van een sterk toegenomen vraag gespecialiseerde bulkcarriers en olietankers, vooral gestimuleerd door multinationals die op zoek waren naar goedkope grondstoffen van goede kwaliteit. De lijnvaart kon aanvankelijk niet profiteren van deze schaalvergroting. Stukgoed was dusdanig arbeidsintensief dat lijnschepen zo'n twee derde van de tijd in de haven lagen te laden en te lossen. Toenemende wereldhandel, congestie in de havens en arbeidsonrust deed de transporttijd tussen Europa en de Verenigde Staten toenemen tot enkele maanden. Mechanisering bood hierbij een oplossing die kwam met de containerisatie. In 1956 ontwikkelde hij de metalen container die de traditionele stukgoed-methode van laden en lossen revolutionair veranderde. Op 26 april 1956 werd een omgebouwde T2 tanker van McLean, de Ideal X, geladen in Newark, New Jersey en vertrok naar Houston, Texas met 58 35-foot containers aan dek, naast de gewone lading olie. Waar bij stukgoed de vervoerskosten nog rond de $6 per ton lagen, was dit bij nu slechts 16 cent per ton. Dat stukgoed zo duur was, had vooral te maken met de hoge kosten in de haven, die tot dan tot tussen de 60-75% van de vervoerskosten bedroegen. Zo was berekend dat het verschepen van een trucklading medicijnen van 15 ton van Chicago naar Nancy $2485 kostte. Zo kon de vrachtprijs zo'n 25% uitmaken van de prijs van de goederen zelf en lag in de Verenigde Staten op gemiddeld 10%. Daarmee was dit een grotere handelsbarrière dan de in 1961 geldende invoerrechten van 7%, zodat import en export niet meer aantrekkelijk was. Het maakte internationale handel op een tot dan toe ongekende schaal mogelijk en in dertig jaar tijd verdween het flexibele systeem van lijn- en wilde vaart dat de koloniale rijken een eeuw lang zo goed had gediend.

### Eerste fase, begin in de Verenigde Staten

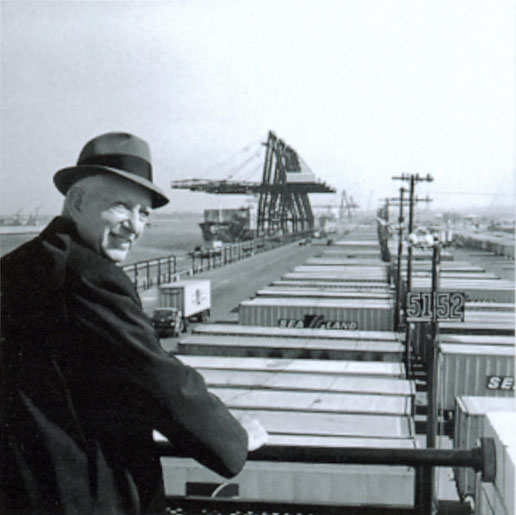
Malcom McLean in 1957

De eerste fase begon door buitenstaanders, waarna de gevestigde Amerikaanse lijndiensten volgden. De eerste generatie van containerschepen bestond uit omgebouwde vrachtschepen als de  Clifford J. Rogers en Ideal X. Het laatste schip  was van de Pan-Atlantic Steamship Company dat Malcom McLean in 1955 had overgenomen. De omgebouwde T2-tanker kon 58 containers vervoeren. In 1957 volgden zes omgebouwde schepen van het type C2-S-E1, de Iberville, Azalea City, Bienville, Fairland, Raphael Semmes en Afoundria. In 1960 werd Pan-Atlantic Sea-Land Corporation.
Matson Line volgde dit voorbeeld en liet zes C3's ombouwen, waarvan de Hawaiian Merchant de eerste was die de dienst op Hawaii opende. Na de eerste fase met alleen containers aan dek werd de Hawaiian Citizen van Matson in 1960 omgebouwd als volledig containerschip. In tegenstelling tot de schepen van McLean hadden deze zelf geen kranen. Bestaande walkranen voldeden niet, waarop Matson bij Pacific Coast Engineering Company (Paceco) een nieuw ontwerp containerkraan met A-frame bestelde die in 1959 in gebruik werd genomen op de Encinal Terminal in Alameda.
Grace Line bouwde in 1959 de C2's Santa Eliana en Santa Leonor om tot containerschepen. Toen het in 1960 in Venezuela arriveerde, was de Santa Eliana het eerste containerschip dat een haven buiten de Verenigde Staten aanliep. Het vertrok uit de haven van Newark en vertrok naar La Guaira. Daar werd het echter aanvankelijk geweigerd door de havenarbeiders die inkomstenderving en baanverlies vreesden. Na twee weken werd het gelost, maar het zou twee jaar duren voordat een overeenkomst werd bereikt voor volgende afvaarten. De twee schepen konden daarop niet ingezet worden, terwijl United States Lines niets zag in de door Grace Lines voorgestelde samenwerking tussen Newark en Tilbury en de container een voorbijgaande moderniteit. De in 1962 bereikte overeenkomst bleek van korte duur en de schepen werden verkocht aan Sea-Land. Seatrain Lines had met zijn intermodale concept al in 1928 vergelijkbare problemen gehad en ook McLean kende met de Waterman Steamship Corporation deze problemen toen de Bienville geweigerd werd in Puerto Rico. Met de International Longshore and Warehouse Union (ILWU) aan de Amerikaanse westkustwerd in 1959 een proef overeengekomen, de Mechanization and Modernization fund.

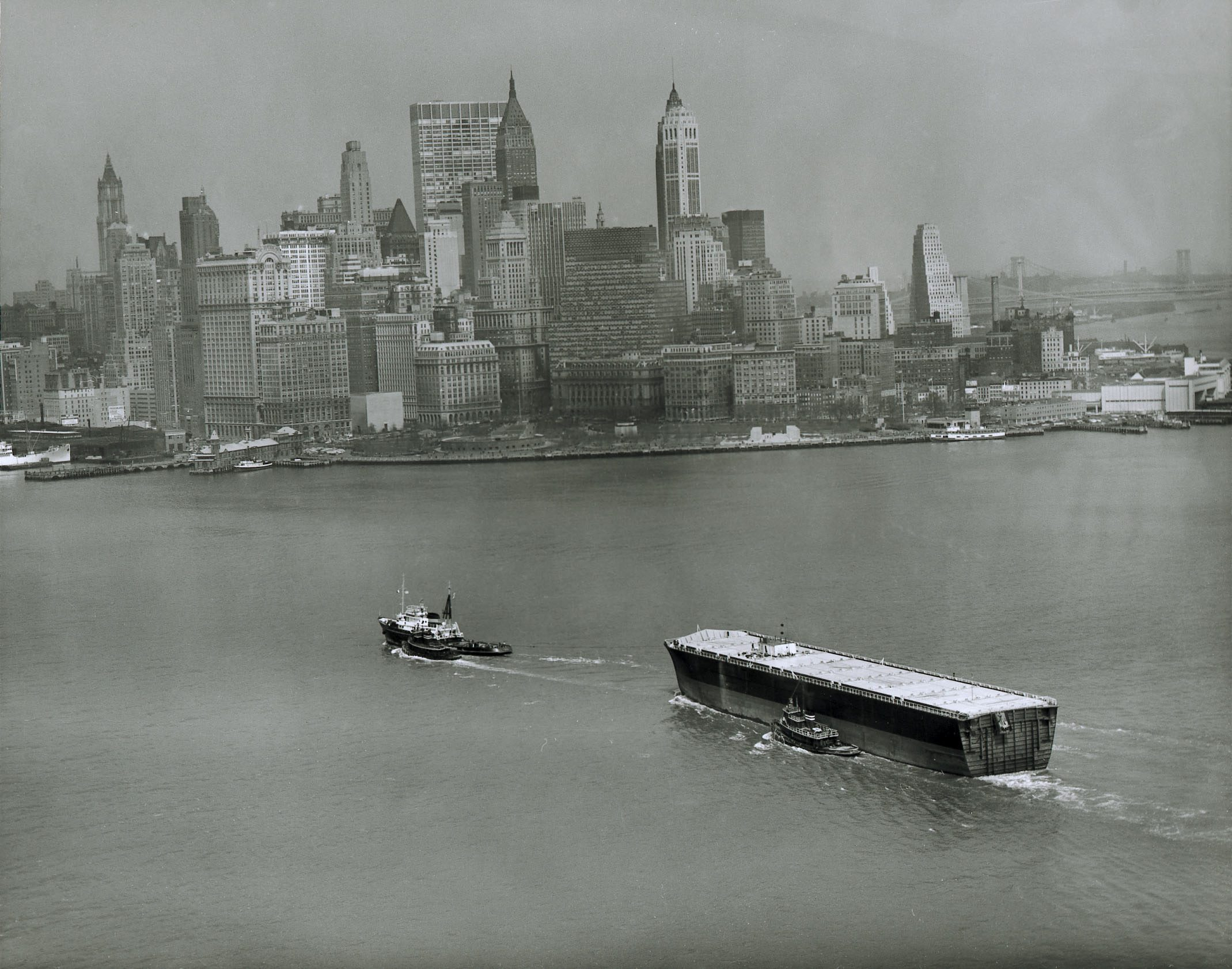
De Thames met de in Duitsland gebouwde midscheepssectie voor de ombouw van de Elizabethport

Vooral Sea-Land breidde uit, onder meer met een dienst tussen oost- en westkust van de Verenigde Staten via het Panamakanaal, gebruikmakend van de omgebouwde T3-tankers Elizabethport, Los Angeles, San Francisco en San Juan. De midscheepssectie werd in Duitsland bij Schlieker-werf en Blohm & Voss gebouwd en na de ombouw waren het de grootste drogeladingschepen van die tijd. Door gebruik te maken van bestaande Amerikaanse schepen voldeden deze daarmee aan de Jones Act en mochten daarmee ook lading vervoeren tussen Amerikaanse havens. Korte tijd daarna werd de Jones Act aangepast om deze maas in de wet te verwijderen.
Alaska Steamship Company was een andere rederij die ervaring had met intermodaal vervoer en nu de overstap maakte naar de container met twee omgebouwde Liberty's, de Tonsina en Nadina, maar kon niet op tegen Sea-Land waarop Matson de schepen charterde en Alaska Steam stopte in 1971. White Pass & Yukon Route begon op de Clifford J. Rogers met kleine containers, maar in 1965 werden deze vervangen door grotere exemplaren waarvoor het de Frank H. Brown liet bouwen.

### Tweede fase, naar een wereldwijd netwerk
De eerste jaren van de containerisatie vond plaats in de Verenigde Staten, maar tussen 1966 en 1976 breidde zich het zich daarna in zeer groot tempo verder uit. Amerikaanse rederijen waren door het Amerikaanse mededingingsrecht beperkt in hun deelname aan lijnvaartconferences. Om de hogere kosten die volgden uit de Jones Act en de beschikbaarheid voor het Amerikaanse leger via de United States Maritime Administration (MARAD), werden zij wel gesubsidieerd tot gelijk niveau met de buitenlandse reders.
Buiten de Verenigde Staten werden veel lijndiensten gedomineerd door rederijen uit de traditionele maritieme landen. Deze rederijen hadden veelal nog diensten op voormalige koloniën en verenigden zich in lijnvaartconferences. Zelfs als zij al rederijen hadden, kregen ontwikkelingslanden hier nauwelijks een voet aan de grond, terwijl zij er voor de export wel afhankelijk van waren. Rederijen uit ontwikkelingslanden werden veelal buitengesloten van de conferences, terwijl de tarieven ondoorzichtig waren en verhogingen moeilijk aan te vechten. De United Nations Conference on Trade and Development (UNCTAD) werkte vanaf de oprichting in 1964 aan een oplossing voor dit probleem en het verdrag inzake een gedragscode voor lijnvaartconferences uit 1974 was een poging om de achterstelling aan te pakken. Conferences waren door de Europese Unie echter vrijgesteld van het kartelverbod dat was vastgelegd in artikel 81 van het Verdrag tot oprichting van de Europese Economische Gemeenschap.
Door de samenwerking binnen de conferences konden Europese reders ook op lange routes die veel schepen nodig hadden een dienstregeling bieden met voldoende afvaarten. De kosten die gepaard gingen met de containerisatie waren echter zelfs binnen die conferences dusdanig hoog dat veel traditionele rederijen samenwerkten of fuseerden. Dit ging aanvankelijk vooral langs nationale lijnen, zoals het Britse Overseas Containers Limited (OCL), het Duitse Hapag-Lloyd, het Nederlandse Nedlloyd en het Franse Compagnie Générale Maritime (CGM).
Japan kende ook een sterke maritieme traditie waarbij de rederijen nog geruime tijd onafhankelijk konden blijven, gestimuleerd door de shikumisen-financiering van de Japanse overheid, waarvan ook reders uit Hongkong profiteerden. Nieuwe maritieme landen als de Aziatische Tijgers Zuid-Korea, Taiwan en Singapore wisten ook nationale rederijen te beginnen. United Arab Shipping Company (UASC) was in die trend opvallend, omdat het niet langs nationale lijnen, maar door het in de jaren 1970 oplevende Arabisch nationalisme werd opgezet. In 1976 werd het gevormd door de samenvoeging van Kuwait Shipping Company uit Koeweit met schepen uit Bahrein, Irak, Qatar, Saoedi-Arabië en de Verenigde Arabische Emiraten.
Naast de lijnvaartconferences was er ook cross-trade, de handel tussen andere landen dan het thuisland. Maersk en Evergreen waren de belangrijkste onafhankelijke reders.
Veel lijndiensten bestonden al als zeepostdiensten, maar de postschepen waren ongeschikt voor containers. Zo raakten deze schepen verouderd en vrijwel overbodig, waarmee grote traditionele rederijen hun voordeel ten opzichte van nieuwkomers verloren.
Aanvankelijk werd veelal ingezet op snelle schepen met stoomturbines en soms zelfs gasturbines. Na de oliecrisis van 1973 en de daaropvolgende stijging van de olieprijs werd veelal ingezet op slow steaming, maar na de oliecrisis van 1979 en verdere prijsstijgingen was dit niet langer houdbaar en werden veel turbines vervangen door grote langzaamlopende dieselmotoren. Een uitzondering waren de schepen van de Hamburg Express-klasse die om werden gebouwd van dubeelschoever naar enkeleschroef, waarbij een van de twee turbines behouden bleef. De grootste schepen werden zo'n 3000 TEU met een panamaxbreedte van zo'n 32 meter. Het Panamakanaal was door de sluiting van het Suezkanaal tussen 1967 en 1975 van extra belang.

#### Verenigde Staten - Europa
De Fairland van Sea-Land dat 226 containers kon vervoeren was in 1966 het eerste containerschip dat met Rotterdam een haven in Europa aanliep. In Europa was Bell Lines een vroege pionier tussen Ierland en het Verenigd Koninkrijk en daarna het vasteland van Europa. Het charterde in 1966 het containerschip Bell Vanguard met enkele zusterschepen en had terminals in Waterford, Teesport, Preston, Rotterdam en Radicatel. British Rail begon in 1968 een dienst tussen Harwich en Zeebrugge, Sea Freightliner met de Sea Freightliner I en Sea Freightliner II. Dit waren de eerste schepen naar ISO-normen met 30 voets-containers. Pogingen tot standaardisatie waren er al eerder omdat elke rederij zijn eigen afmetingen en hijssysteem had. In 1968 kwam de Internationale Organisatie voor Standaardisatie (ISO) met ISO 668 waarin de afmetingen waren vastgelegd.
De traditionele stukgoedrederijen waren echter terughoudend om te investeren in nieuwe schepen en containers terwijl de overige infrastructuur zoals containerterminals nog grotendeels ontbraken. Waar rederijen zich met stukgoed eerder konden onderscheiden in hun ladingbehandeling, werd de container meer een commodity met bijbehorende lagere marges. Tegelijkertijd ging de overgang niet in elke haven even snel, zodat er tijdens de overgangsperiode schepen moesten zijn die overweg konden met meerdere transportvormen en havens.
De eerste nieuwbouw was dan ook deels ingericht op stukgoed en deels op containers. Begin jaren 1960 werden zo semicontainerschepen als de President Lincoln en President Tyler van American President Lines en de Tobias Mærsk van Maersk gebouwd. De Kooringa uit 1964 van Associated Steamships was het eerste schip met geleidebanen (cell-guides) in het ruim.
De voordelen van een veel hogere overslagsnelheid, lagere overslagkosten en minder schade en diefstal bleken echter steeds meer, zodat de containerisatie langzaam doorzette.
De eerste reguliere diensten over de Atlantische Oceaan ontstonden in 1966 door Moore-McCormack, United States Lines en Sea-Land. Moore-McCormack was de eerste met zijn C4-S-60a Constellation-klasse Mormacargo, Mormaclynx, Mormacvega, Mormacdraco, Mormacaltair en Mormacrigel. Deze snelle volledig geautomatiseerde schepen waren geen volcontainerschepen zoals United States Lines en Sea-Land die enkele weken later wel in zouden zetten op deze dienst. In 1969 werden ze vervangen door de C5-S-78a Seabridge-klasse stukgoed/roro/containerschepen Mormacsea, Mormacsky, Mormacstar en Mormacsun, maar de beperkte containercapaciteit van 800 TEU bleek al snel onvoldoende, waarop ze verkocht werden aan American Export-Isbrandtsen Lines en Moore-McCormack zich terugtrok van de Atlantische dienst.

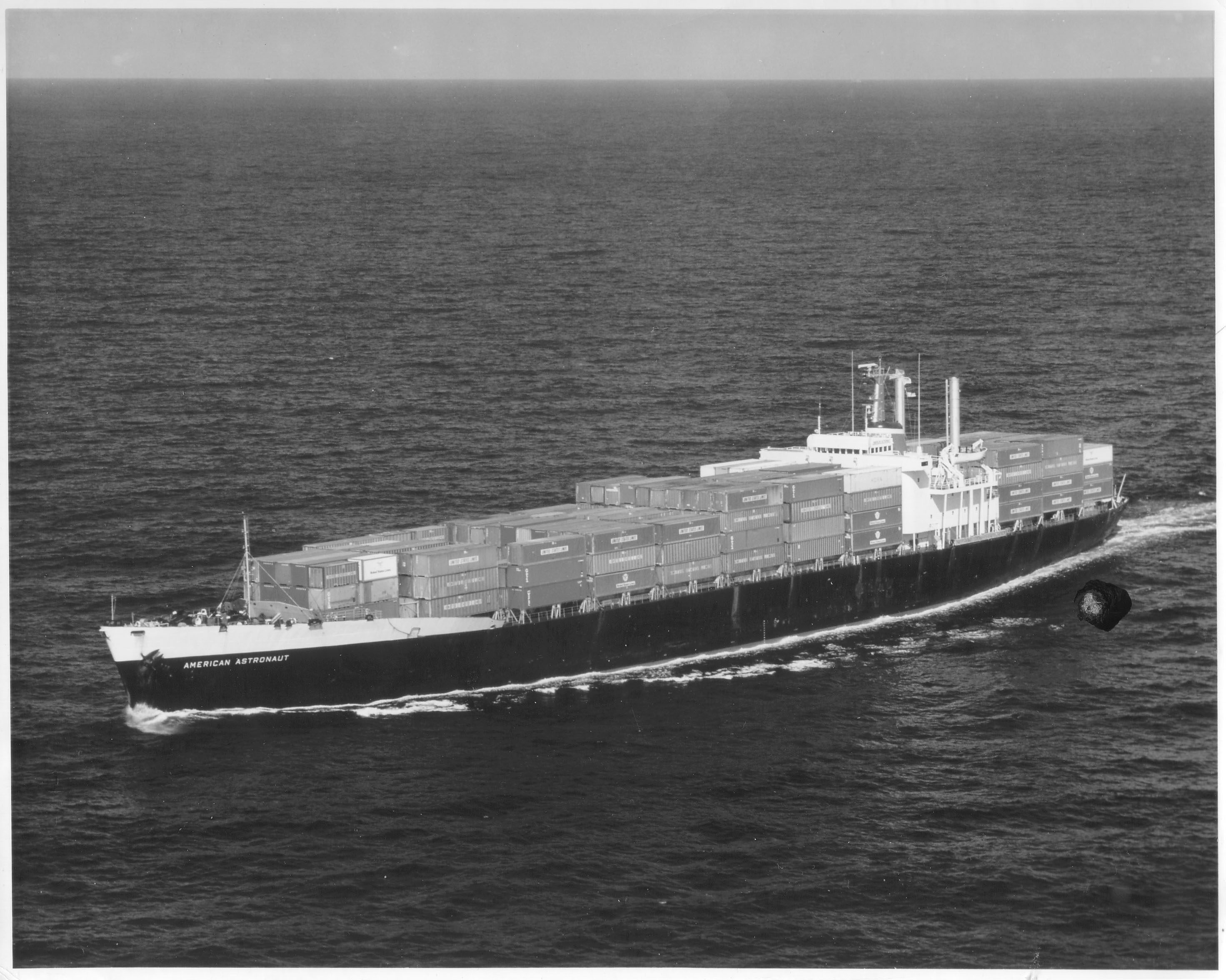
De American Astronaut in 1969

United States Lines begon de Atlantische dienst met de C4-S-64a American Racer, gevolgd door de American Rover, American Ranger, American Reliance en American Resolute. Dit waren stukgoedschepen die eigenlijk bedoeld waren voor de vaart op Australië, maar geschikt waren gemaakt om 112 TEU onderdeks en 48 TEU bovendeks te vervoeren. In 1968 volgde een serie van acht C7-S-68 volcontainerschepen, de eerste die meer dan 1000 TEU konden vervoeren. Deze bestond uit de American Lancer, American Legion, American Liberty, American Lynx, American Lark, American Astronaut, American Apollo en American Aquarius. In het eerste ontwerp waren dit nog stukgoedschepen, maar dit werd snel aangepast. Het eerste ontwerp was de C7-S-68c met 1178 TEU, gevolgd door de C7-S-68d met 1210 TEU en als laatste de C7-S-68e met 1434 TEU. In 1970 werden deze schepen ingezet op de dienst tussen de Amerikaanse westkust en het Verre Oosten.

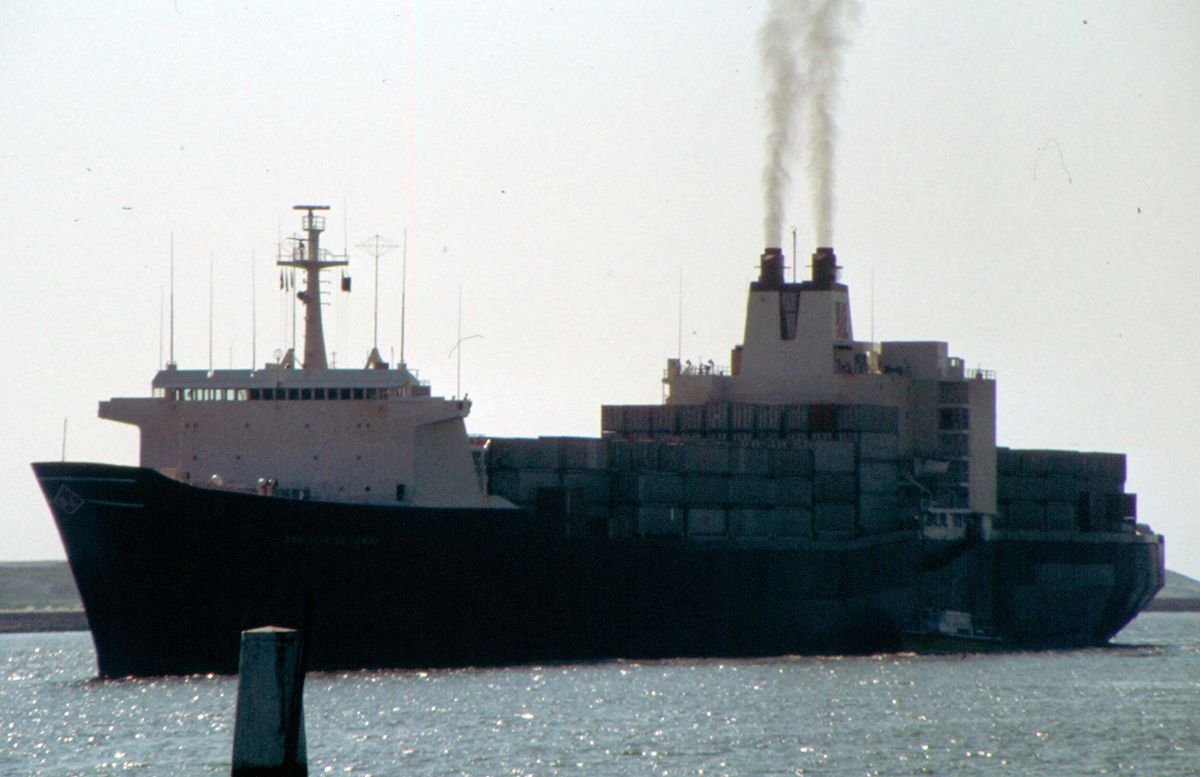
De Sea-Land Market in 1981 bij Hoek van Holland

Sea-Land onderhield vanaf 1966 met vier van de  C2-S-E1-schepen een wekelijkse Atlantische dienst en liet in Rotterdam, Bremen en Grangemouth eigen containerkranen plaatsen. Deze schepen werden enkele jaren later vervangen door C4-S-A1-schepen, de Portland, Brooklyn, Chicago, Newark, St. Louis, Boston, Mobile en New Orleans en de C4-S-A3 Galveston. Begin jaren 1970 zette Sea-Land hier C7-S-88a-schepen in die het overnam van Matson nadat deze zich terugtrok uit de internationale vaart. De S.L. 180 en S.L. 181 werden de Sea-Land Venture en Sea-Land Economy en werden aangevuld met de Sea-Land Consumer en Sea-Land Producer die over werden genomen van Pacific Far East Lines (PFEL). Deze SL-18-klasse waren de eerste schepen waarbij Sea-Land de echte overstap naar ISO-containers maakte. In deze periode kwamen ook de acht schepen van de SL-7-klasse in de vaart, de Sea-Land Galloway, Sea-Land McLean, Sea-Land Commerce, Sea-Land Trade, Sea-Land Exchange, Sea-Land Finance, Sea-Land Market en Sea-Land Resource. Deze dubbelschroevers met twee Stal-Laval stoomturbines liepen 33 knopen en maakten de oversteek zo in 4,5 dag. Na de oliecrisis van 1973 werd dit echter te duur en werd de vaart teruggebracht tot 22 knopen. Daarmee waren ze nog steeds duurder dan schepen met dieselmotoren en vanaf 1981 werden ze dan ook verkocht aan Military Sealift Command als Fast Sealift Ships.
American Export-Isbrandtsen Lines zette met Container Marine Lines in november 1966 ook een Atlantische dienst op, aanvankelijk met twee omgebouwde C5-S AX1 bulkcarriers, de Container Despatcher en de Container Forwarder. Dit was de enige manier voor de rederij om deze dienst op deze termijn uit te kunnen voeren, maar de schepen waren te langzaam en te klein. Ze werden dan ook al snel vervangen door nieuwbouwschepen, de C5-S-73b Sea Witch, Lightning, Stag Hound, Export Freedom, Export Leader en Export Patriot. Nadat er zware verliezen werden geleden, trok Isbrandtsen zich in 1973 terug. Het resterende American Export Lines (AEL) verkocht zijn Staten Island Marine Terminal, maar ging in 1977 uiteindelijk failliet.
Seatrain Lines had enkele jaren een dienst op Puerto Rico en volgde vrij laat de Atlantische dienst in 1969 met vier omgebouwde C4-S-A1-schepen, de C4-S-A1 Transindiana, Transhawaii, Transidaho,  en Transoregon. In 1971-72 werden deze vervangen door de met  gasturbines uitgeruste Euroliner, Eurofreighter, Asialiner en Asiafreighter met een capaciteit van 1632 TEU. Het aanvankelijke plan was dat de eerste twee schepen de Atlantische dienst zouden uitvoeren, waarna voor Azië bestemde containers met de trein, het landbrugsysteem, naar de Amerikaanse westkust zouden worden gebracht waar de laatste twee ze naar Azië zouden vervoeren. De zeer snelle schepen moesten daarvoor echter bunkeren in Hawaï, wat niet toegestaan was, aangezien de in Duitsland gebouwde schepen volgende de Jones Act niet tussen Amerikaanse havens mochten varen. Daarop werden alle vier ingezet op de Atlantische dienst. Na de oliecrisis werden deze geschikt gemaakt om op het goedkopere marine diesel oil (MDO) te draaien en werd er minder hard gevaren. In 1981 werden de schepen verkocht en de gasturbines vervangen door dieselmotoren. Het landbrugsysteem werd desondanks een succes.

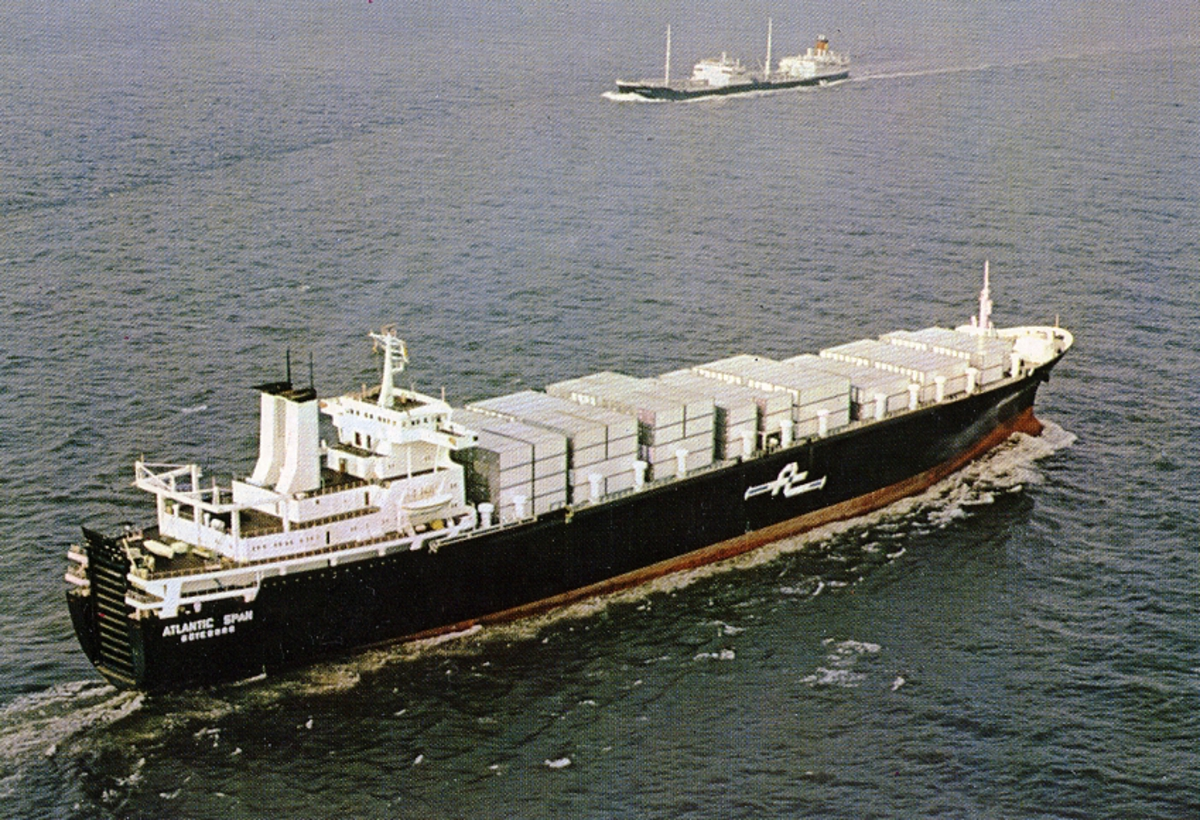
De Atlantic Span

Waar Amerikaanse rederijen elk voor zich een dienst openden, bundelden vier Europese rederijen in 1965 hun krachten in de Atlantic Container Line (ACL). Wallenius Lines, Swedish American Line (Broström), Transatlantic Steamship Company en Holland-Amerika Lijn (HAL) werden voor de officiële oprichting in 1967 gevolgd door Compagnie Générale Transatlantique (CGT) en kort daarna door Cunard Line. ACL opende een dienst met vier schepen die zowel roll-on-roll-off als containerschip waren, de ACL G1-serie conro-schepen. Transatlantic liet de Atlantic Span bouwen en Broström de Atlantic Saga. Wallenius bestelde de Atlantic Song en Atlantic Star waarbij de HAL de laatste overnam. Deze schepen konden naast rollend materiaal ook 569 TEU meenemen. In 1969-70 volgde de grotere ACL G2-serie met de Atlantic Causeway en Atlantic Conveyor van Cunard, de Atlantic Crown van de HAL, de Atlantic Champagne en Atlantic Cognac van CGT en de Atlantic Cinderella van Wallenius die 882 TEU konden vervoeren.

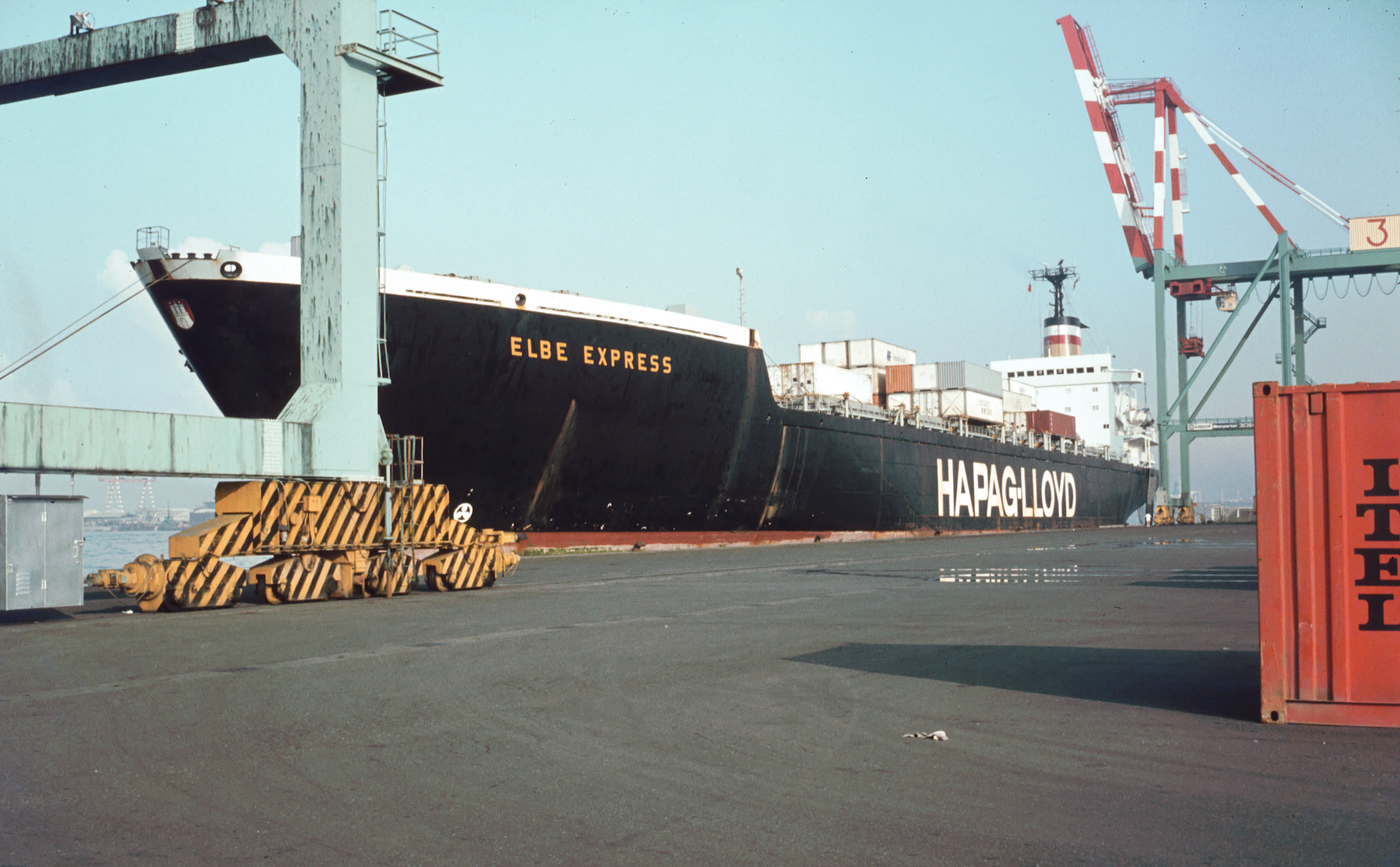
De verlengde Elbe Express in 1975

Hamburg-America Line (HAPAG) en Norddeutscher Lloyd begonnen als Hapag-Lloyd Container Line vanaf 1968 een dienst met vier schepen, waarvan de Weser Express en Mosel Express een capaciteit van 624 TEU hadden en de Elbe Express en Alster Express 736 TEU. In 1970 fuseerden de rederijen en in 1971-72 werden de Rhein Express en Main Express toegevoegd. In 1973 werden de schepen verlengd en werd de capaciteit bijna 1100 TEU.
Een derde samenwerking begon in 1969. Dart Container Line bestond uit Compagnie Maritime Belge (CMB), Bristol City Line en Clarke Traffic Services en in afwachting van nieuwbouw werd de dienst begonnen met vier bestaande schepen van CMB, de Breughel, Jordaens, Rubens en Teniers. Deze werden gevolgd door de Dart Europe van CMB, de Dart America van Clarke Traffic Services en de Dart Atlantic van Bristol City Line met een capaciteit van 1556 TEU. In 1971 werd Bristol City Line overgenomen door Bibby Line dat zijn aandeel in Dart overdeed aan Orient Overseas Container Line (OOCL). In 1973 nam OOCL ook het aandeel van Clarke over.
Al deze diensten voeren tussen de Amerikaanse oostkust en Europa. Vanaf de westkust vormde East Asiatic Company (EAC, Østasiatiske Kompagni, ØK) met Blue Star Line en Johnson Line in 1972 Johnson ScanStar. EAC liet de Falstria en Meonia van 1200 TEU bouwen, de eerste in Denemarken gebouwde containerschepen. Blue Star bracht de California Star en Columbia Star en Johnson de Axel Johnson, Annie Johnson, Margaret Johnson, San Francisco en Antonia Johnson van 744 TEU.

#### Canada - Europa

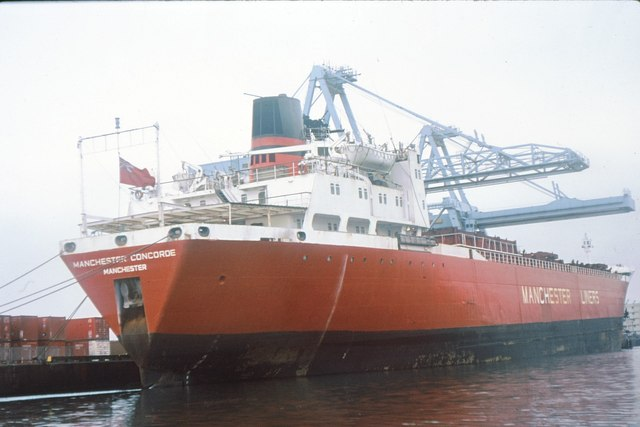
De Manchester Concorde in de Manchester docks

Manchester Liners begon in 1969 een dienst tussen Manchester en Halifax met de Manchester Challenge, Manchester Courage, Manchester Concorde en Manchester Crusade met een capaciteit van 527 TEU. In 1974 volgden de Manchester Renown en Manchester Reward. De grootte van de schepen werd beperkt door het Manchester Ship Canal.
Canadian Pacific Steamships (CP) voer al vanaf 1965 tussen Antwerpen en Londen en Montreal, Toronto en Hamilton met de Beaveroak met een capaciteit van 100 TEU. Na verlenging kon deze als CP Ambassador 322 containers vervoeren. In 1971 werd ook de Beaverpine omgebouwd tot CP Explorer. In 1969 kwam het tot een reguliere dienst, aanvankelijk met gecharterde schepen, later met de CP Voyageur, CP Discoverer en CP Trader van 779 TEU. CP kwam in de problemen en verkocht de oudste twee schepen, terwijl de andere drie schepen door Manchester Liners beheerd werden. Furness Withy had in 1970 Manchester Liners volledig overgenomen.

#### Amerikaanse westkust - Verre Oosten
Matson breidde in 1967 de dienst op Hawaï verder uit naar het Verre Oosten met de Hawaiian Planter en Hawaiian Craftsman die daartoe werden omgebouwd en respectievelijk Pacific Trader en Pacific Banker werden genoemd en een capaciteit van 464 containers hadden. Matson werkte daarbij samen met Nippon Yusen Kaisha (NYK) waarbij zich Showa Kaiun Kaisha (SKK) voegde. Samen lieten zij voor deze dienst de Hakone Maru en Haruna Maru bouwen. Aanvankelijk werd vanaf de Amerikaanse westkust gevaren op Japan tot dit in 1969 werd uitgebreid met Zuid-Korea, de Filipijnen, Taiwan en Hongkong. Om ook een landbrugsysteem aan te kunnen bieden, nam Matson Acme Fast Freight over. Acme maakte echter verlies en nadat Matson volledig in handen was gekomen van Alexander & Baldwin werd besloten om zich terug te trekken uit deze dienst en de schepen te verkopen, waaronder de in aanbouw zijnde S.L. 180 en S.L. 181 aan Sea-Land en twee andere aan Pacific Far East Lines dat echter failliet ging, waarna ook deze schepen in handen kwamen van Sea-Land als Sea-Land Consumer en Sea-Land Producer. Matson bleef wel actief op Hawaï met de in 1970 gebouwde Hawaiian Enterprise en Hawaiian Progress met de Hawaiian Princess als feeder.
United States Lines zette op deze dienst vanaf 1970 de C7-S-68-schepen in die eerder op de Atlantische dienst waren ingezet, terwijl Seatrain vanaf 1969 de Transoneida, Transchamplain en Transontario en de voormalige spoorponten Seatrain Georgia, Seatrain Louisiana inzette tussen Hawaï en San Francisco. Het kon de concurrentie met Matson echter niet volhouden en deed de schepen in 1974 over aan die rederij.
In Japan werd containerisatie van overheidswege gestimuleerd en kwam het Council for Rationalization of the Shipping and Shipbuilding Industries (CRSSI) in 1966 met aanbevelingen. Mitsui O.S.K. Lines (MOL), Yamashita-Shinnihon Line (YS Line), Kawasaki Kisen Kaisha (K Line) en Japan Line begonnen in 1968 een dienst vanuit Oakland met de American Maru van MOL, de Golden Gate Bridge van K Line, de Kashu Maru van YS Line en de Japan Ace van Japan Line.
Vanwege de hoge kosten die gepaard gingen met de containerisatie trok Matson zich in 1970 terug uit de internationale vaart om zich te concentreren op Hawaï, waarop de zes Japanse rederijen een gezamenlijke dienst opzetten. Het betekende ook het einde van Honolulu als containerhub. De rederijen lieten drie nieuwe schepen schepen bouwen, elk eigendom van twee rederijen met de Hiei Maru van 1006 TEU van NYK en Showa als eerste. Deze order werd al snel gevolgd door nog drie schepen.
Sea-Land voer voor het Amerikaanse leger op Vietnam en kon daardoor tegen relatief lage kosten Japan toevoegen aan de dienst. Toen de SL-7-klasse in de vaart kwam, werden enkele op deze dienst ingezet.
American President Lines had al geruime tijd een transpacific-dienst, maar was terughoudend met containerisatie. Hoewel APL vanaf 1970 meer containers dan stukgoed vervoerde, duurde het tot 1973 voordat vier Pacesetters van 1570 TEU in de vaart kwamen. De C6-S-85b President Jefferson, President Madison, President Pierce en President Johnson werden samen besteld met vier schepen van Farrell Lines, de C6-S-85a Austral Envoy, Austral Ensign, Austral Endurance en Austral Entente. APL vormde met Pacific Far East Lines de Natomas-groep en had vier Mariner-klasse C4-S-1A Hong Kong, Oregon Bear, Washington Bear en California Bear met een beperkte containercapaciteit, maar zette vooral in op C8-S-81b LASH-schepen die geschikter leken voor de overbelaste Aziatische havens. Daarmee konden ze echter niet op tegen de containerisatie, waarop de LASH-schepen om werden gebouwd naar containerschepen. In 1978 ging PFEL failliet en nam APL de schepen over. Het derde Natomas-lid was American Mail Line dat ook terughoudend was bij de containerisatie. Het bouwde in 1968-69 de C5-S-75a stukgoedschepen Alaskan Mail, Hong Kong Mail, Indian Mail, Korean Mail en American Mail die ook 332 TEU konden vervoeren en liet in 1972 vier vrachtschepen ombouwen naar volcontainerschepen, maar werd het jaar daarop volledig overgenomen door APL.

#### Amerikaanse oostkust - Verre Oosten
Vijf Japanse rederijen begonnen in 1972 ook een dienst op de Amerikaanse oostkust met de Tohbei Maru van 1620 TEU van YS Line, de Kurobe Maru en Kiso Maru van NYK van 1826 TEU, de New York Maru en New Jersey Maru van 1890 TEU van Mitsui OSK, de Japan Ambrose van 1569 TEU van Japan Line en de Verrazano Bridge van 1842 TEU van K Line.
Evergreen bracht in 1975-76 vier containerschepen van de Ever Spring-klasse van 646 TEU in de vaart, de Ever Spring, Ever Summit, Ever Superb en Ever Shine. Deze voeren op de dienst tussen Hongkong, Keelung, Kaohsiung en Pusan via het Panamakanaal naar New York, Baltimore en Charleston.

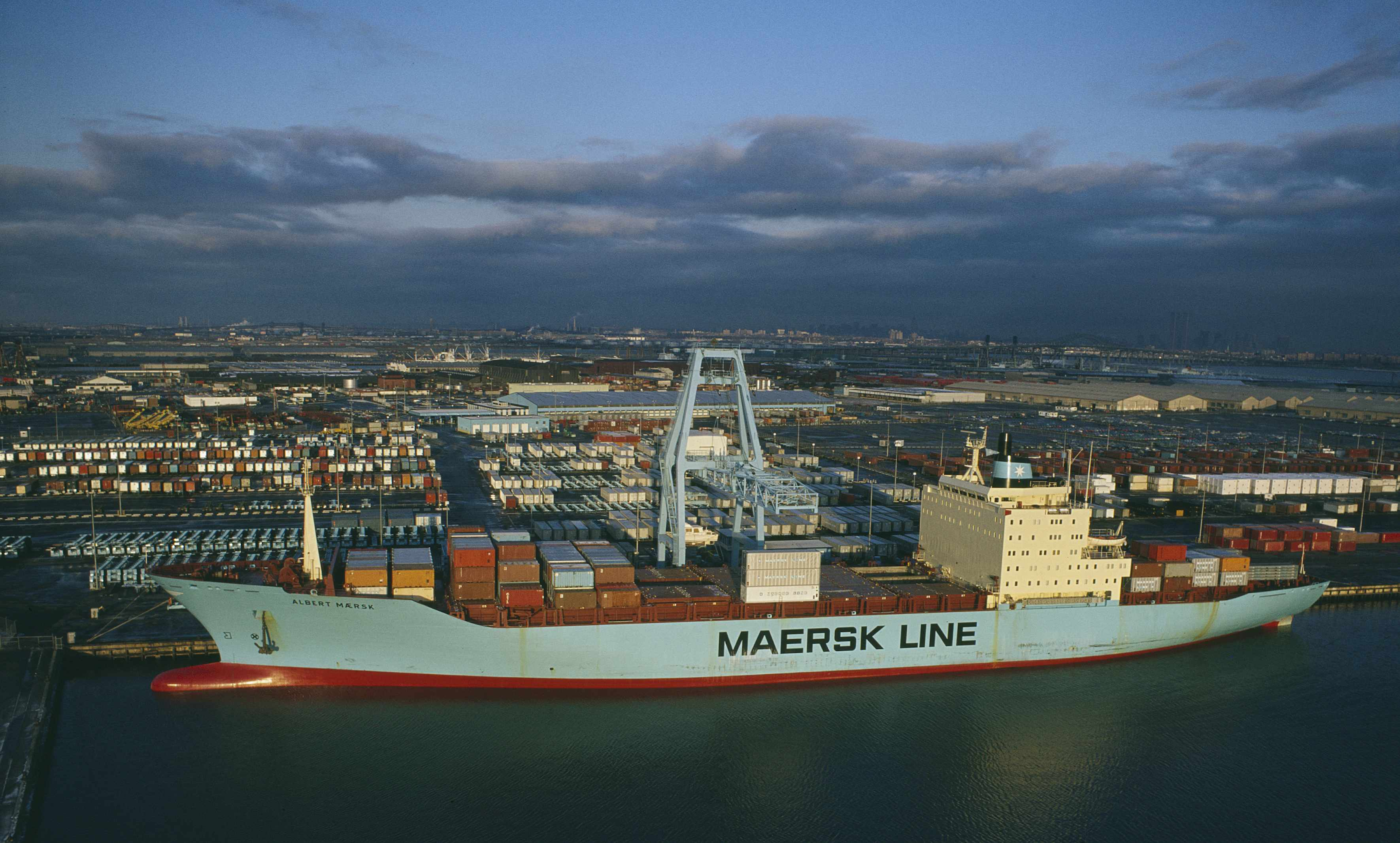
De Albert Mærsk

Maersk had een afwachtende houding om over te gaan tot volledige containerisatie, aangezien het liever niet toetrad tot allianties en er veel volume nodig was om een dienst te beginnen, zoals Flemming Jacobs stelde:
Knowing Mr Møller a little bit, I think he would be very careful not to put a ton of money into a new activity like that. You know, you buy one tanker, and then you are in business. You buy one container ship, and you are not in business.
In 1973 werd echter duidelijk dat lijndiensten zonder containers een aflopende zaak waren en ging Maersk volledig voor deur-tot-deurdiensten. Tegen die tijd werd de derde generatie containerschepen gebouwd en onbedoeld kon Maersk zo profiteren van de eerdere ervaring van andere reders. De eerste negen schepen werden gebouwd voor wat bij Maersk de Panama Line heette, de Adrian Mærsk, Arnold Mærsk, Albert Mærsk, Anna Mærsk, Alva Mærsk, Arthur Mærsk, Axel Mærsk, Anders Mærsk en Arild Mærsk met een capaciteit van 1984 TEU. In 1978 werden deze verlengd met een extra ruim voor 40-voets-containers. Vanaf 1983 werd het achterschip omgebouwd met nog een 40-voets-ruim waarmee ook de stoomturbine vervangen werd door een dieselmotor. De Arthur Mærsk was de eerste en kreeg een nieuw achterschip, waarna het oude achterschip omgebouwd werd voor de volgende, terwijl enkele ook roro-capaciteit kregen.
De andere Deense rederij op deze dienst, EAC, liet voor andere diensten wel containerschepen bouwen, maar liet voor deze dienst zeven stukgoedschepen bouwen die ook 542 TEU konden vervoeren. Deze Liner Replacement Vessels (LRV) kwamen in 1975–1977 in de vaart, maar de Sumbawa, Songkhla, Samoa, Sargodha, Siena, Simba en Sinaloa waren relatief klein en langzaam, maar moesten flexibiliteit brengen. Deze neo-bulk-schepen bleken echter niet op te kunnen tegen de andere rederijen met volcontainerschepen.

#### Europa - Australië
In 1965 werd Overseas Containers Limited (OCL) gevormd, een consortium van the British & Commonwealth Shipping Company, Furness Withy en P&O, in 1969 aangevuld met the Ocean Steamship Company. In 1969-70 werden de eerste zes schepen opgeleverd, de Encounter Bay, Flinders Bay, Discovery Bay, Moreton Bay, Botany Bay en Jervis Bay. Ze hadden een capaciteit van 1300 TEU en werden daarmee de nieuwe standaard. Ook waren ze uitgerust met conair, een koelsysteem voor porthole-containers. Ze werden ingezet op de dienst tussen Europa en Australië waar de eerste jaren zware verliezen werden geleden, maar waarmee wel een groot marktaandeel werd verworven.

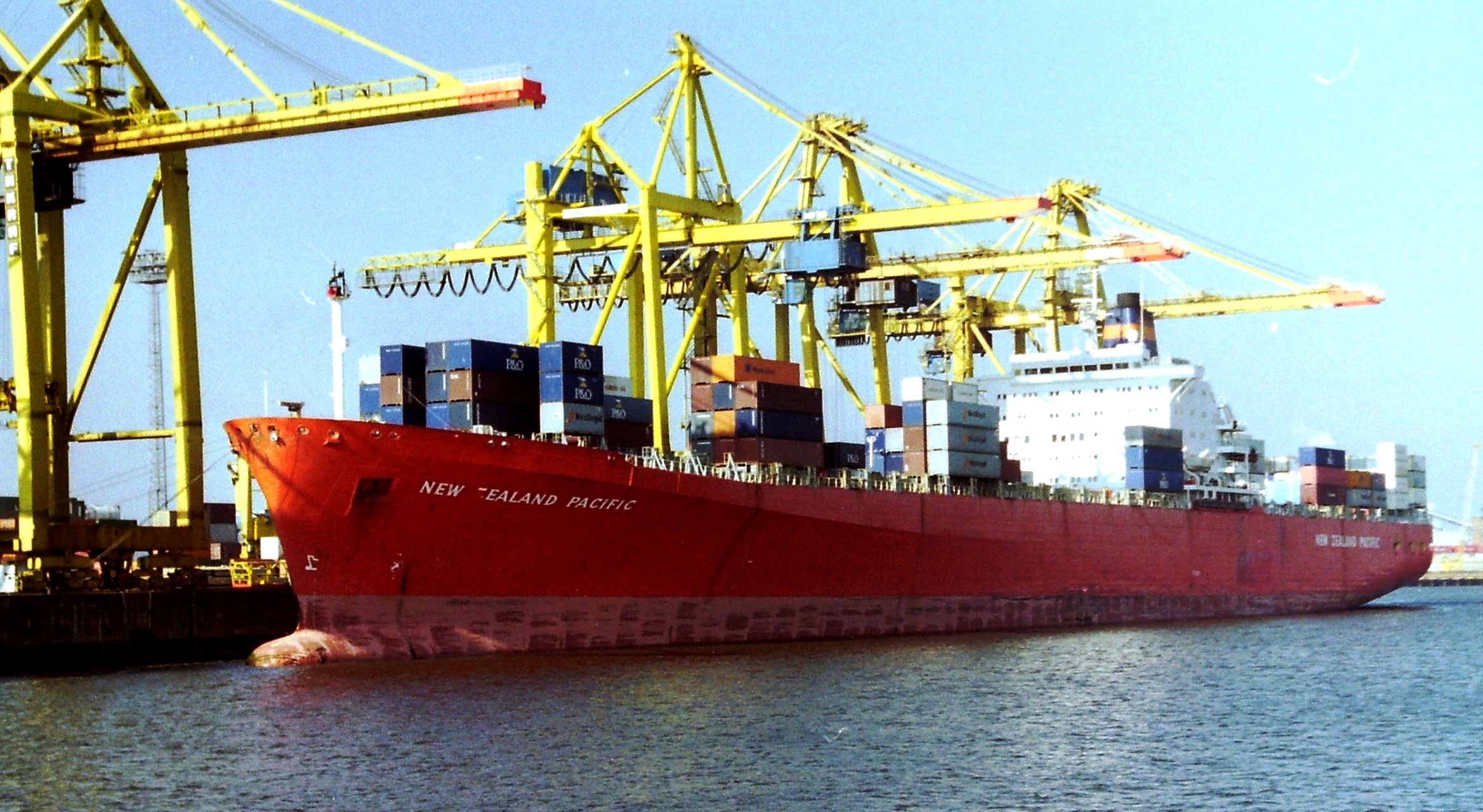
De New Zealand Pacific

Associated Container Transportation (ACT) werd in 1966 gevormd door Ellerman Lines, Blue Star Line, Ben Line, Harrison Line en Port Line en met de in 1969 opgeleverde ACT 1 en ACT 2 van 1223 TEU voegden deze zich bij de in 1970 opgerichte Australia Europe Container Service (AECS). De in 1969 opgeleverde ACT 3 werd overgenomen door Australian National Line (ANL) als Australian Endeavour, waarna in 1971-72 de ACT 3, ACT 4, ACT 5 van 1294 TEU en de ACT 6 van 1326 TEU volgden. ANL bracht daarnaast ook de conro Australian Enterprise in bij de AECS. Deze dienst bestond naast de schepen van OCL, ACT en ANL uit de Melbourne Express van 1526 TEU en Sydney Express van 1507 TEU van Hapag-Lloyd, de Abel Tasman van Nedlloyd, de Kangourou van 1490 TEU van Compagnie des messageries maritimes (MM) en de Lloydiana van Lloyd Triestino. ACT en ANL zetten in 1972 een eigen dienst op, maar keerden in 1977 terug naar wat met de toevoeging van Nieuw-Zeeland en de New Zealand Pacific van New Zealand Shipping Corporation de Australia New Zealand Europe Container Service (ANZECS) werd.
East Asiatic Company en Transatlantic begonnen in 1969 met Wilh. Wilhelmsen ScanAustral (Scandinavia Australia Carriers). Aanvankelijk werden onder meer de Torrens, Taronga, Woollahra, Talarah en Atrevida gebruikt, Scandia-schepen met extra grote luikdeksels, wat ze geschikt moest maken voor zowel stukgoed als containers. In 1972-73 werden deze vervangen door vijf conro's met een capaciteit van 1320 TEU, de Tricolor, Tombarra en Tarago van Wilhelmsen, de Barranduna van Transatlantic en de Lalandia van EAC. In 1978 werd ScaNZeal hierbij gevoegd en werd de naam veranderd naar ScanCarriers. ScaNZeal was tussen 1965 en 1978 een samenwerking van Wilhelmsen en EAC tussen Europa en Nieuw-Zeeland.

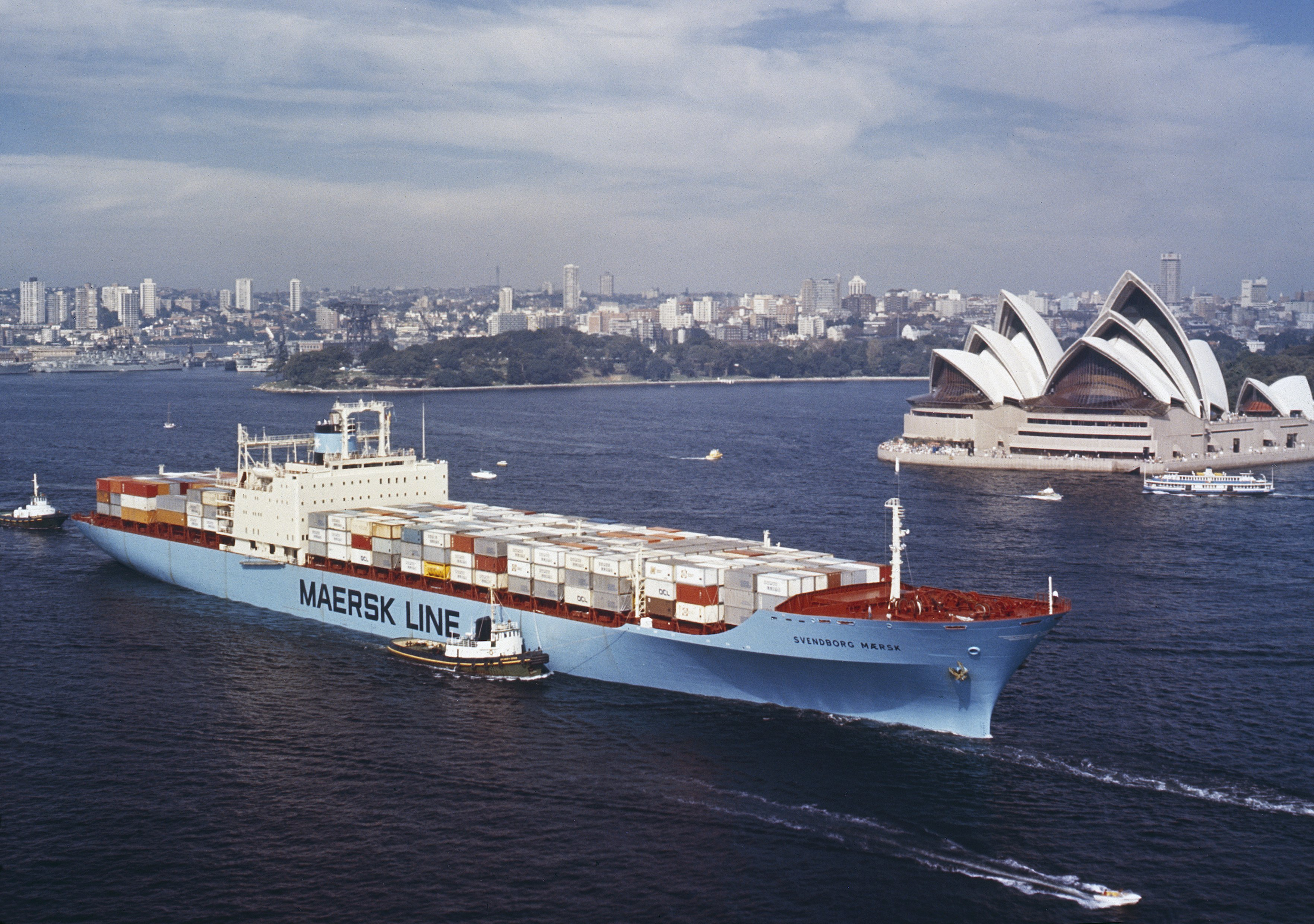
De Svendborg Mærsk in Sydney

De Svendborg Mærsk was in 1974 het eerste volcontainerschip van Maersk en was bedoeld voor de dienst tussen Europa en het Verre Oosten, maar was de enige in zijn klasse en werd aanvankelijk op de AECS ingezet.

#### Australië - Azië
In 1969 begonnen K Line, ANL en Flinders Shipping Company de Eastern Searoad Service (ESS) tussen Australië en Azië. ANL bracht de Australian Enterprise in die later op de AECS in werd gezet, terwijl K Line de Australian Searoader en Flinders de Matthew Flinders inzetten. Deze drie conro's waren zusterschepen met een capaciteit van 600 TEU. Later voegde de Hyogo Maru van MOL, NYK en YS zich daarbij.
In 1968 verenigden OCL, ACT en Australia-West Pacific Line (AWPL) van het Zweedse Hillerström zich in de Australia Japan Container Line (AJCL). De handelsrechten van AJCL kwamen voort uit die van de China Navigation Company (CNCo) van Swire en OCL, de Eastern and Australian Steamship Company van P&O en AWPL. In 1970 werd een dienst begonnen tussen Australië en Japan met aanvankelijk de Nanchang IV, nog datzelfde jaar aangevuld met de Arafura en Ariake van 1140 TEU. Met de Hakozaki Maru van NYK, de Australia Maru van Mitsui OSK en de Tohgo Maru van YSL bestond de dienst uit vijf schepen.

#### Australië - Noord-Amerika
In 1965 nam Farrell Lines de dienst tussen Australië en de Amerikaanse oostkust met de bijbehorende zes C2-schepen over van United States Lines. Dit werden de Australian Galaxy, Australian Gem, Australian Gulf, Australian Isle, Australian Reef en Australian Surf. In 1969 zou Farrell de gehele American Racer–klasse overnemen voor deze dienst, maar het bleef beperkt tot de American Rover en American Resolute die de Austral Pilot en Austral Patriot werden. Deze schepen moesten de tijd overbruggen tot in 1972 de C6-S-85a volcontainerschepen Austral Envoy, Austral Ensign, Austral Endurance en Austral Entente, de zusterschepen van de vier APL-schepen.
ACT en ANL hadden naast de dienst op Europa vanaf 1971 samen met Transatlantic ook een dienst tussen Australië en de Amerikaanse westkust, Pacific Australia Direct (PAD) met drie conro's van 1212 TEU, de Paralla van Transatlantic, de Dilkara van ACT en de Allunga van ANL. Tussen Australië en de Amerikaanse oostkust voeren ACT en ANL op de Pacific America Container Express (PACE). Hierop werden de ACT 3, ACT 4 en ACT 5 van ACT ingezet en de Australian Exporter van ANL. In latere jaren werden ook de ACT 1, ACT 2, ACT 6, ACT 7, Australian Endeavour en Australian Venture toegevoegd aan deze dienst.
Hamburg Süd was in 1957 onder de naam Columbus Line een dienst begonnen tussen Noord- en Zuid-Amerika en gebruikte deze schepen vanaf 1967 ook tussen Noord-Amerika en Australië en Nieuw-Zeeland. Vanaf 1971 werden hier de volcontainerschepen Columbus New Zealand, Columbus Australia en Columbus America ingezet.

#### Europa - Verre Oosten

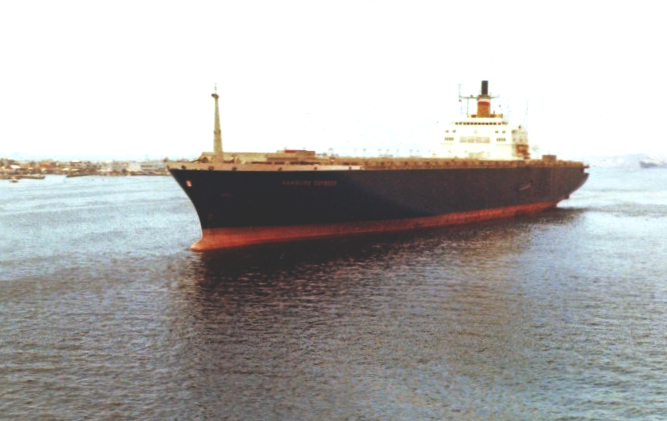
De Hamburg Express in 1978

De dienst tussen Europa en het Verre Oosten had de grootste afstand, zeker nadat na de Zesdaagse Oorlog in 1967 het Suezkanaal gesloten bleef tot 1975. Om een dienst met enige regelmaat te bieden, waren dan ook veel snelle schepen nodig en daarmee grote investeringen. De dienst werd ook gedomineerd door de sinds 1879 bestaande Far Eastern Freight Conference (FEFC) met de drie consortia TRIO, ScanDutch en ACE.
TRIO bestaande uit Ben Line, OCL, Hapag-Lloyd, MOL en NYK begon in 1972. De Hamburg Express van Hapag-Lloyd was een containerschip van de derde generatie met een capaciteit van 3010 TEU en werd met de zusterschepen Bremen Express, Hongkong Express en Tokio Express ingezet met daarnaast de Liverpool Bay, Cardigan Bay, Tokyo Bay, Kowloon Bay en Osaka Bay van OCL, de Elbe Maru en Rhine Maru van MOL, de Benalder, Benavon en City of Edinburgh van Ben Line en de Kamakura Maru, Kitano Maru en Kurama Maru van NYK. Een deel van de zeventien schepen voer via het Panamakanaal en een ander deel via Kaap de Goede Hoop en zo kon er elke vijf dagen een schip varen.
Het consortium Scandinavian Joint Shipping Service (ScanService) begon in 1969 een rond-de-wereld-dienst tussen Europa en het Verre Oosten met elke 15 dagen een afvaart. In 1972 werd dit ook een containerdienst met de Nihon van Svenska Ostasiatiska Kompaniet, de Selandia en Jutlandia van EAC en de Toyama van Wilhelmsen, alle snelle drieschroevers. Nedlloyd mocht zich niet bij TRIO aansluiten en voegde zich daarop met de Nedlloyd Delft en de Nedlloyd Dejima bij wat vanaf dan ScanDutch werd. Ook het Franse Messageries maritimes voegde zich met de Korrigan bij ScanDutch, wat vier afvaarten per maand mogelijk maakte. Messageries maritimes fuseerde in 1977 met Compagnie Générale Transatlantique tot Compagnie Générale Maritime (CGM). In 1977 trad Malaysia International Shipping Corporation (MISC) toe tot ScanDutch en bracht in 1979 de Bunga Suria en Bunga Permai in. Nedlloyd bracht de Nedlloyd Houtman in, zodat de dienst uitgevoerd werd met tien schepen.
In juni 1975 werd ook ACE (Asian Containers to/from Europe) gestart, bestaande uit Franco Belgian Service (FBS) – Compagnie maritime des chargeurs réunis (CMCR), Compagnie maritime belge (CMB) en Ahlers –, K Line, Neptune Orient Lines (NOL) en Orient Overseas Container Line (OOCL). De Seven Seas Bridge van 2068 TEU van K Line was het eerste schip op de dienst met daarnaast de omgebouwde Neptune Sapphire en Neptune Emerald van NOL, de Hong Kong Container van 2068 TEU en de Oriental Chief van 1574 TEU van OOCL, de Chevalier Paul en Chevalier Roze van 1482 TEU en de Mercator van 1392 TEU van FBS. In 1976 voegde Korea Shipping Corporation (KSC) zich bij ACE met de Korean Jacewon en Korean Jacejin, in 1979 op aandringen van de Korea Maritime and Port Administration (KMPA) gevolgd door Cho Yang Line met de Korean Chance.

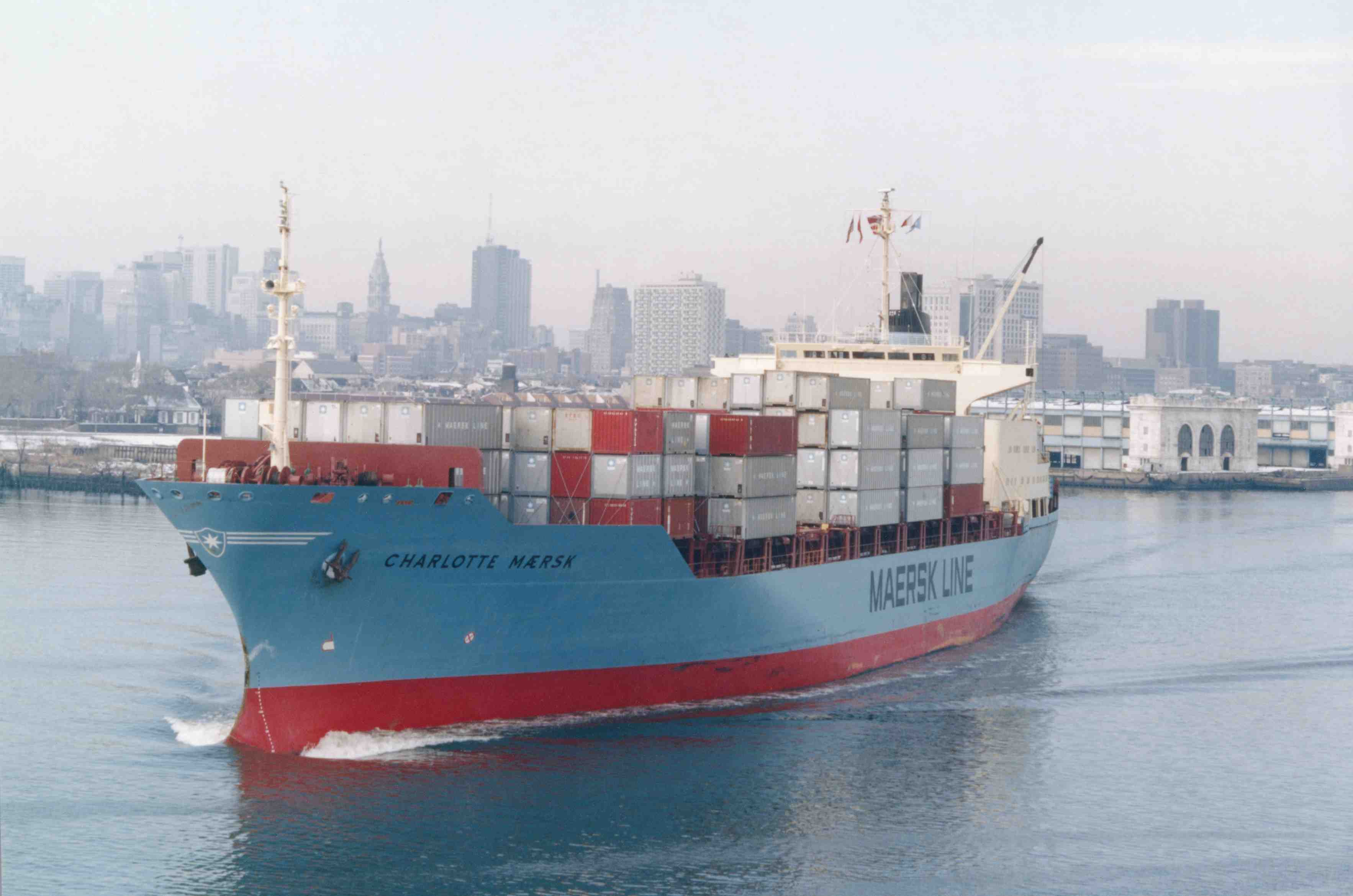
De omgebouwde Charlotte Mærsk

Maersk werd lang buiten de FEFC gehouden en probeerde in 1967 met K Line als Maersk-Kawasaki Line, in Japan de Maersk-Kawasaki Line, toe te treden. Dit werd geweigerd en ook K Line had nog geen toestemming van de Japanse overheid, zodat de dienst op 9 maart 1968 begon als Maersk Line toen semicontainerschip Charlotte Mærsk in Antwerpen werd geladen. Aangezien zowel de FEFC als de Japanse overheid liever geen buitenstaanders zagen, werden zij in juni alsnog toegelaten, waarna de France Maru op 20 juni geladen werd in Kobe. Samen met de Christian Mærsk en de Italy Maru werd zo een maandelijkse dienst opgezet. Om competitief te blijven op deze dienst liet Maersk zijn eerste volcontainerschip bouwen, de Svendborg Mærsk, terwijl K Line de vrijwel gelijke Kurobe Maru en Kiso Maru liet bouwen. In 1973 beëindigde K Line de samenwerking echter om zich bij ACE te voegen. Samen met de vijf andere omgebouwde C-schepen – de Cecilie Mærsk, Cornelia Mærsk, Chastine Mærsk, Clara Mærsk en Olivia Mærsk – vulde Maersk de dienst daarna in.
De Mediterranean Club of Mediterranean Far East Container Service (Med Club of MFECS) begon in 1972 met Lloyd Triestino, Flotta Lauro, NYK, MOL en Chargeurs réunis. Doordat deze niet op Noordwest-Europa voer, maar op de Middellandse Zee, waren deze leden deels overlappend met de andere op Europa varende consortia. Het eerste schip was in 1973 de Nipponica van Lloyd Triestino, gevolgd door de Mediterranea van Lloyd Triestino, de Hakata Maru van NYK en de Mont Blanc Maru van MOL. De Chevalier Valbelle van Chargeurs réunis, Alemania Express gecharterd door Lloyd Triestino van Hapag-Lloyd en de Ercole Lauro van Lauro Lines volgden enkele jaren later.
Orient Mediterranean Express (OMEX) werd in 1982 gevormd door OOCL, NOL en Cho Yang, maar had aanvankelijk zelf slechts een schip, de Omex Pioneer, en vervoerde verder met slot charters bij MFECS.

#### Europa - Caraïben

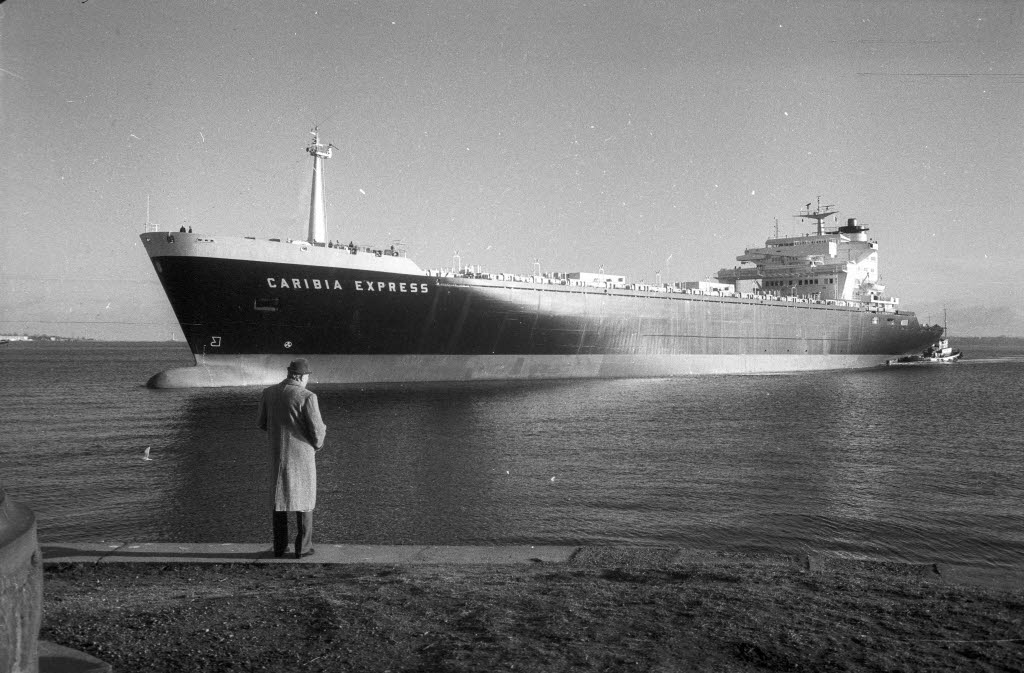
De Caribia Express in 1976

In 1973 werd de Carribean Overseas Line (CAROL) opgericht voor de dienst tussen Europa en de Caraïben. Hapag-Lloyd, Harrison Line en Koninklijke Nederlandsche Stoomboot Maatschappij (KNSM) namen deel met elk twee schepen, terwijl Horn Line zonder schepen deelnam. Bij Stocznia Gdanska im Lenina werden zes B463-schepen van 1160 TEU besteld die vanaf 1976 werden opgeleverd. De Caribia Express en Cordillera Express waren voor Hapag-Lloyd, de Astronomer, Adviser voor Harrison Line en de Hollandia voor de KNSM. CGM sloot zich in 1974 ook aan en nam het tweede schip over van de KNSM als Caraibe. Na de nodige proeven lukte het hier om ook koffie per container te vervoeren.

#### Europa - Zuid-Afrika

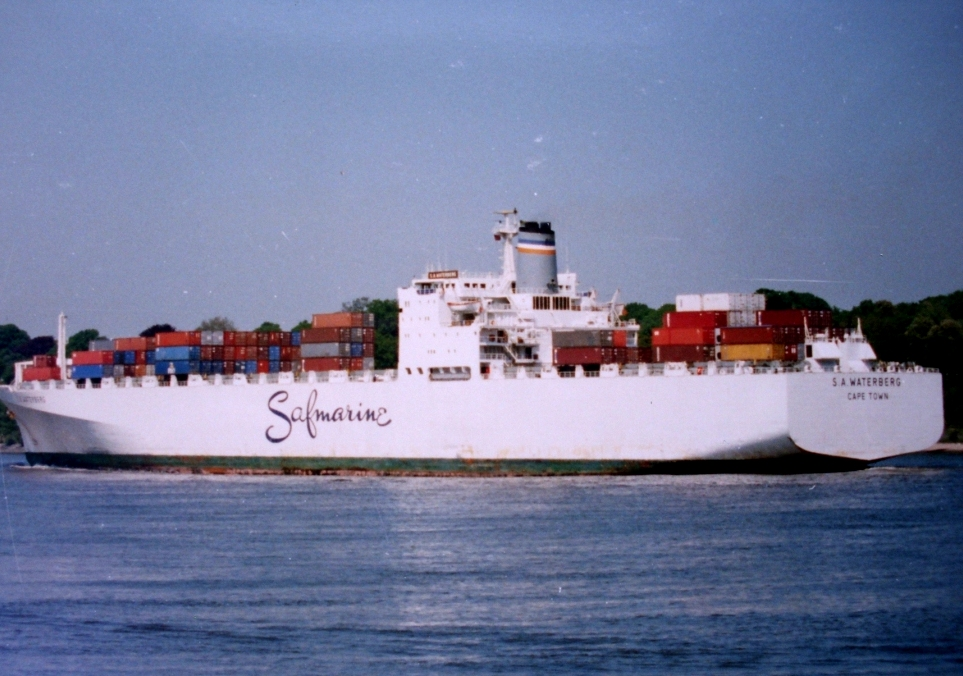
De S.A. Waterberg

Containerisatie in Zuid-Afrika werd opgezet door de overheid. Op 1 juli 1977, C-Day, openden containerhavens in Kaapstad, Durban, Port Elizabeth en City Deep, het grote containerdepot in Johannesburg dat met bloktreinen als binnenhaven fungeert. De overheid bepaalde ook het aandeel binnenlandse en buitenlandse schepen. Zo zette South African Marine Corporation (Safmarine) in 1977 de South African Europe Service (SAECS) op, bestaande uit twee delen. Tussen Zuid-Afrika en de Middellandse Zee werkte Safmarine samen met Lloyd Triestino die de Africa en Europa inzette, terwijl Safmarine de S.A. Langeberg gebruikte. Messina nam deel met slot-chartering. De Africa opende de dienst op 26 juli toen het in Kaapstad arriveerde. Op Noordwest-Europa zette Safmarine de S.A. Helderberg, S.A. Sederberg, S.A. Winterberg en S.A. Waterberg van 2450 TEU in, al snel The Big Whites genoemd. Hier werkten zij samen met OCL met de Table Bay, Ellerman Harrison Container Lines met de City of Durban, CMB met de Ortelius,  Deutschen Afrika Linien (DAL) met de Transvaal en Nedlloyd met de Nedlloyd Hoorn. Alle schepen waren uitgerust met conair. Deze samenstelling varieerde en zo werden vanaf 1979 ook de conro's Elgaren en Kolsnaren van Transatlantic ingezet om minder ontwikkelde havens in zuidelijk Afrika aan te kunnen doen. Transatlantic had de dienst Transatlantic Southern Africa Services (TSAS) tussen zuidelijk Afrika en Noord-Europa en werkte samen met SAECS. Deze werden het jaar daarop aangevuld met de conro's Ango van Chargeurs réunis en Ronsard van CGM.

### Derde fase, verdere uitbreiding
| No. | Rederij             | Land                | Schepen | TEU    | %    |
| --- | ------------------- | ------------------- | ------- | ------ | ---- |
| 1   | Sea-Land            | Verenigde Staten    | 30      | 41.713 | 5,3% |
| 2   | Hapag-Lloyd         | Duitsland           | 27      | 40.491 | 5,2% |
| 3   | Maersk              | Denemarken          | 25      | 36.522 | 4,7% |
| 4   | OCL                 | Verenigd Koninkrijk | 18      | 35.180 | 4,5% |
| 5   | NYK                 | Japan               | 26      | 29.047 | 3,7% |
| 6   | OOCL                | Hongkong            | 21      | 27.742 | 3,5% |
| 7   | CGM                 | Frankrijk           | 18      | 22.713 | 2,9% |
| 8   | Evergreen           | Taiwan              | 15      | 20.768 | 2,7% |
| 9   | APL                 | Verenigde Staten    | 14      | 19.689 | 2,5% |
| 10  | United States Lines | Verenigde Staten    | 19      | 19.346 | 2,5% |
| 11  | MOL                 | Japan               | 13      | 18.614 | 2,4% |
| 12  | NOL                 | Singapore           | 9       | 16.539 | 2,1% |
| 13  | Nedlloyd            | Nederland           | 11      | 15.927 | 2%   |
| 14  | ZIM                 | Israël              | 12      | 14.982 | 1,9% |
| 15  | K Line              | Japan               | 13      | 14.641 | 1,9% |

De oliecrisis van 1979 bracht een einde aan een lange periode van economische groei. Dit resulteerde in een overcapaciteit op de vrachtenmarkt, wat in combinatie met de hoge brandstofprijzen leidde tot nieuwe ontwikkelingen.

#### Noord-Atlantische Oceaan
Begin jaren 1980 was de Noord-Atlantische Oceaan nog de drukste containerdienst. Farrell Lines was in 1978 door overnames gegroeid tot de tweede Amerikaanse rederij met 44 schepen, maar dit ging gepaard met een hoge schuldenlast en door de economische neergang werd het bedrijf zo hard geraakt. Het liet drie routes vallen en wist na drie jaar van verliezen in 1980 weer een kleine winst te boeken. Uiteindelijk voer het aan het begin van de jaren 1990 nog met vier schepen op de Middellandse Zee en de Perzische Golf.

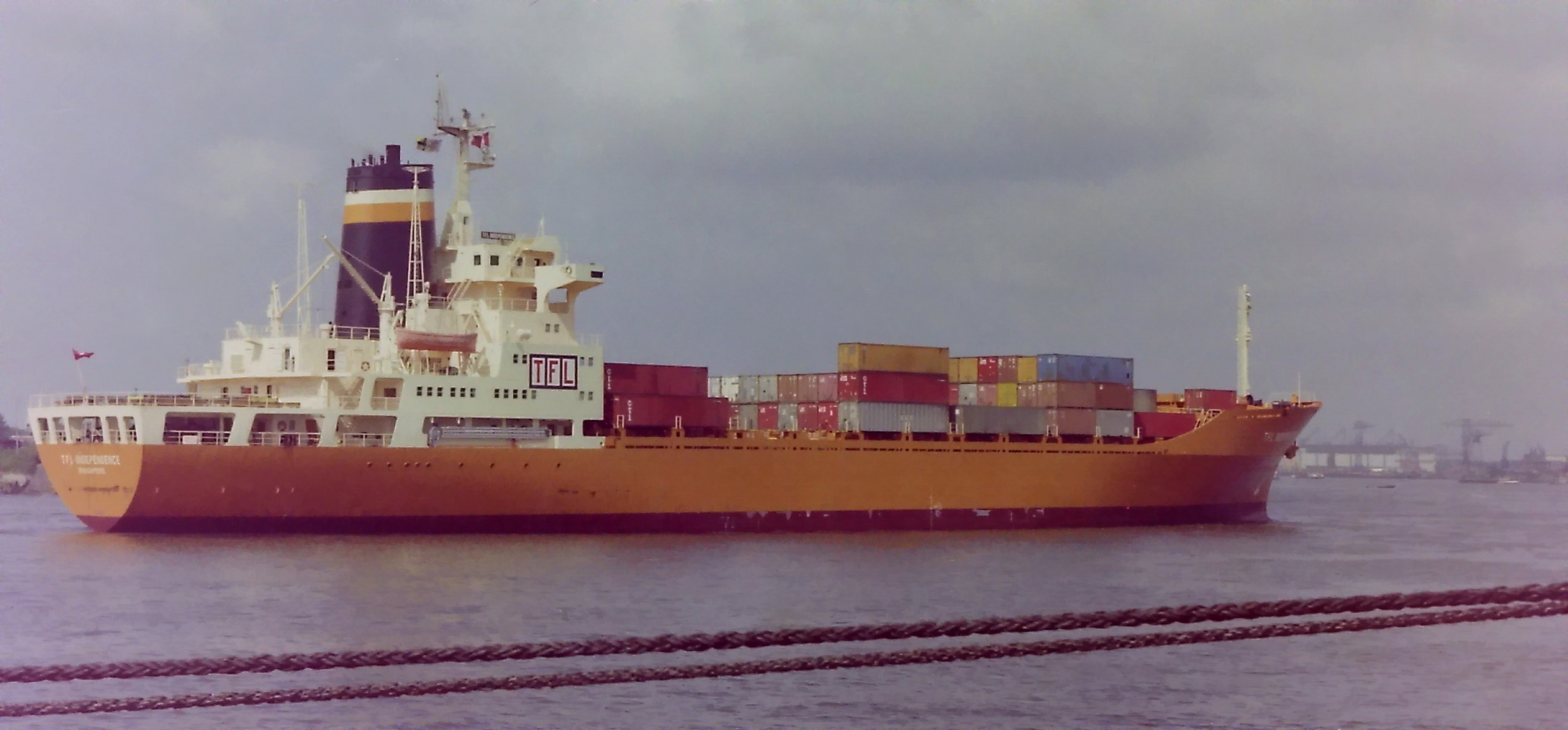
De TFL Independence

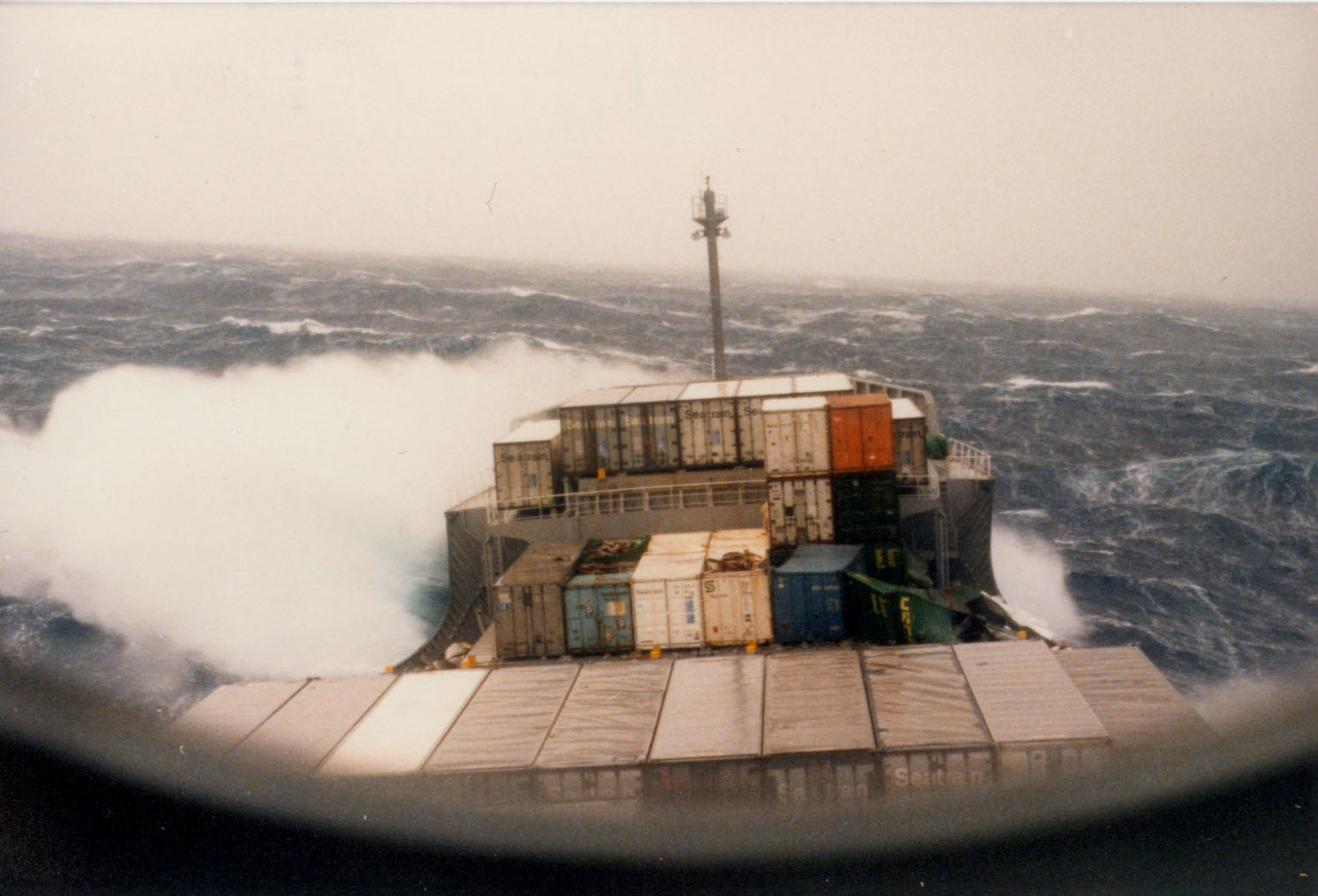
De Seatrain Bennington verloor in 1980 in zwaar weer op de Atlantische Oceaan enkele containers

Ook Seatrain verkeerde in zwaar weer en begon in 1980 een prijzenoorlog om het marktaandeel te vergroten, maar de andere rederijen volgden direct en Seatrain kon dit niet lang volhouden. In augustus werden de Atlantische schepen aan Trans Freight Lines (TFL) verkocht en werden de Seatrain Bennington en Seatrain Saratoga de TFL Franklin en TFL Jefferson. De resterende schepen werden onderbracht in Seatrain Pacific Service of Seapac. Deze werden de Seapac Independence, Seapac Yorktown, Seapac Chesapeake en Seapac Oriskany. Het jaar erop ging het bedrijf alsnog failliet en nam C.Y. Tung het over om het bij OOCL te voegen. TFL was een dochteronderneming van Thomas Nationwide Transport (TNT) en TFL was in 1976 een Atlantisch dienst begonnen buiten de conferences om met de Trans America en Trans Europa van 600 TEU, binnen een maand aangevuld met de New England Trapper en New England Hunter van 490 TEU. Vanaf 1978 werden de TFL Independence, TFL Freedom, TFL Liberty, TFL Democracy, TFL Express en TFL Enterprise van 856 TEU ingezet. De aanvankelijk onafhankelijke rederij wist een marktaandeel van zo'n 20% te behalen, waarna het zich lieerde aan conferences om dit aandeel te beschermen. In 1986 werd de dienst overgenomen door OCL.
In 1981 nam Canadian Pacific een belang van 33% in Dart, dat daarnaast nog CMB en het OOCL van C.Y. Tung als deelnemers had. Dart maakte gebruik van de vier Seapac-schepen die Tung over had genomen van Seatrain. Deze werden de Dart Americana, Dart Continent, Dart Atlantica en Dart Britain. Tung had in 1980 ook Furness Withy en daarmee Manchester Liners overgenomen en was daarmee de eerste Aziatische rederij met een trans-Atlantische dienst. In 1981 vormden CMB, CP en Manchester Liners de Saint Lawrence Coordinated Service en werd met de Dart-schepen een dienst opgezet tussen Noordwest-Europa en Montreal. In oktober 1983 kocht Tung CMB en CP Ships uit, waarna de naam Dart-ML Container Line werd. CMB en CP gingen in 1984 verder in de joint venture Canada Maritime (Canmar).
Na de overname van Furness Withy door OOCL werd deze uit OCL gezet door de drie overgebleven partners. Het belang van Ocean Steamship nam af 40,5%, terwijl dat van P&O toenam tot 36,7% en dat van British and Commonwealth naar 22,8%. Na de scheepvaartcrisis van 1982-83 kocht P&O de andere twee in 1986 uit.

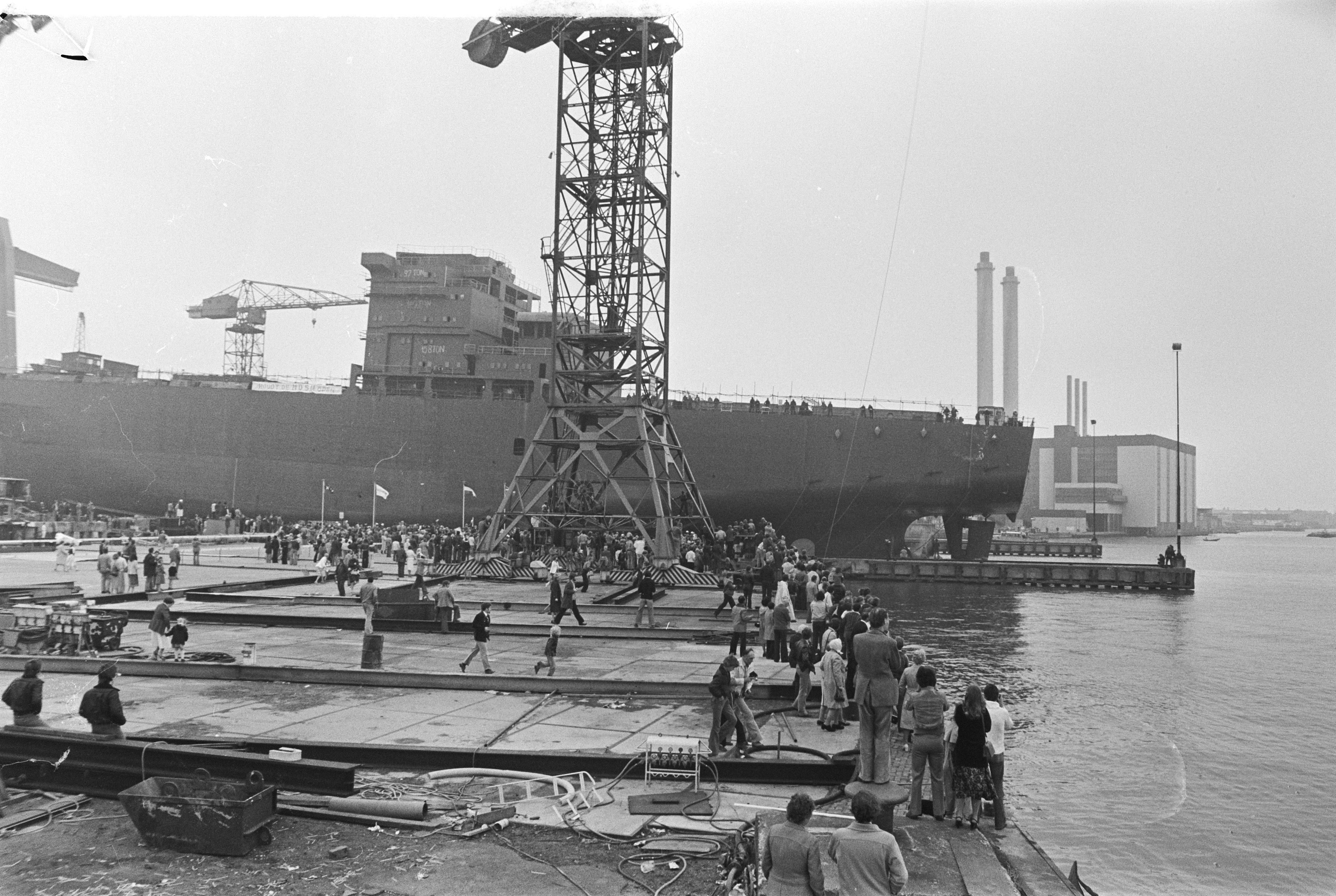
De tewaterlating van de Incotrans Spirit

Broström nam in 1975 de gehele vrachtdivisie over van de HAL en bracht deze onder in Incotrans. In 1979 kwamen de Incotrans Spirit en Incotrans Speed in de vaart, de laatste schepen gebouwd door de Nederlandsche Dok en Scheepsbouw Maatschappij (NDSM). Er was in 1980 even sprake van dat Nedlloyd Incotrans over zou nemen, maar deze zag daarvan af vanwege de slechte marktomstandigheden.
Cast Container Line van Eurocanadian Shipholdings (ECS) was in 1970 een dienst begonnen die bulklading combineerde met containers. Cast was een onafhankelijke reder en de eerste die vaste tarieven hanteerde. Conferences hadden duizenden verschillende tarieven, terwijl Cast alleen met volumekortingen werkte.
Sea-Land, United States Lines, Hapag-Lloyd, ACL en Dart, de establisment lines, probeerden in 1983 een gesloten front te vormen tegen TFL en Cast, maar slaagden daar niet in. Uiteindelijk stegen de tarieven later dat jaar echter voor het eerst in jaren en sloten TFL en Cast zich aan bij de conferences.

#### Grote Oceaan
Op de Grote Oceaan werd de containerisatie ook verder doorgevoerd. Nieuwkomers als OOCL, NOL, KSC, MISC en Far Eastern Shipping Company (Fesco) kwamen op de markt. Maersk zette containerschepen in op een bestaande dienst en Hapag-Lloyd zette vanaf 1977 vier containerschepen in die eerder op de Atlantische Oceaan werden gebruikt, de Mosel Express, Elbe Express, Alster Express en Weser Express. Hapag-Lloyd nam weliswaar deel aan enkele consortia, maar had een voorkeur om onafhankelijk te opereren:
After careful consideration Hapag-Lloyd chose the risky course of going alone.
Andere onafhankelijke rederijen waren Evergreen en Yang Ming Line. Yang Ming zette hier vanaf 1980 de Ming Sun, Ming Moon, Ming Star, Ming Galaxy, Ming Glory, Ming Ocean en Ming Universe in.
Het toegenomen aanbod zette deze markt onder druk en betekende in 1978 het einde voor Pacific Far East Lines en States Steamship Company. In 1980 brak dan ook een grote prijzenoorlog uit toen Sea-Land zich terugtrok uit samenwerkingsverbanden. Het jaar daarop was ook het einde bereikt voor Seapac. De vijf overgebleven Amerikaanse reders op deze route – Sea-Land, APL, US Lines, Lykes en Waterman Steamship – vroegen dat jaar dan ook de Federal Maritime Commission (FMC) toestemming om slots met elkaar te mogen delen zoals de Japanse reders ook deden. Met de Shipping Act of 1984 werd dit Sea-Land en APL inderdaad toegestaan.
Hapag-Lloyd had in 1978 22 volcontainerschepen met een capaciteit van 35.000 TEU en was daarmee de tweede containerrederij ter wereld. Dat jaar was met het vergaan van de LASH München echter de eerste van vier verliesjaren, waarna grootaandeelhouders Deutsche Bank, Dresdner Bank en Veritas van Allianz het bedrijf in 1982 dwongen om voor 300 miljoen DM aan bezittingen te verkopen, zoals het hoofdkantoor in Hamburg en onderdelen van dochter Spedition Pracht.
NOL, KSC en OOCL kregen in maart 1982 toestemming van de Zuid-Koreaanse overheid om het Tripartite Agreement (TPA) consortium te vormen. KSC trok zich twee jaar later terug, waarop NOL en OOCL samen verdergingen.

#### Europa - Verre Oosten
| TRIO                                 | 39% |
| ScanDutch                            | 17% |
| ACE                                  | 17% |
| Maersk, Rickmers, Unithai en anderen | 9%  |
| Evergreen                            | 9%  |
| Balt Orient Line                     | 3%  |
| Trans-Siberische spoorlijn           | 6%  |

De dienst tussen Europa en het Verre Oosten was met de opening van het Suezkanaal in 1975 weliswaar korter geworden, maar was nog dusdanig lang dat het moeilijk was voor onafhankelijke rederijen om hier toe te treden. Maersk deed dit aanvankelijk met de omgebouwde semicontainerschepen van de C-klasse tot in 1980-81 de Newton-schepen (new tonnage) of L-klasse in de vaart kwamen met de Laura Mærsk, Leise Mærsk, Lexa Mærsk en Lica Mærsk van 2100 TEU, de eerste containerschepen die op de eigen Odense Staalskibsværft werden gebouwd.

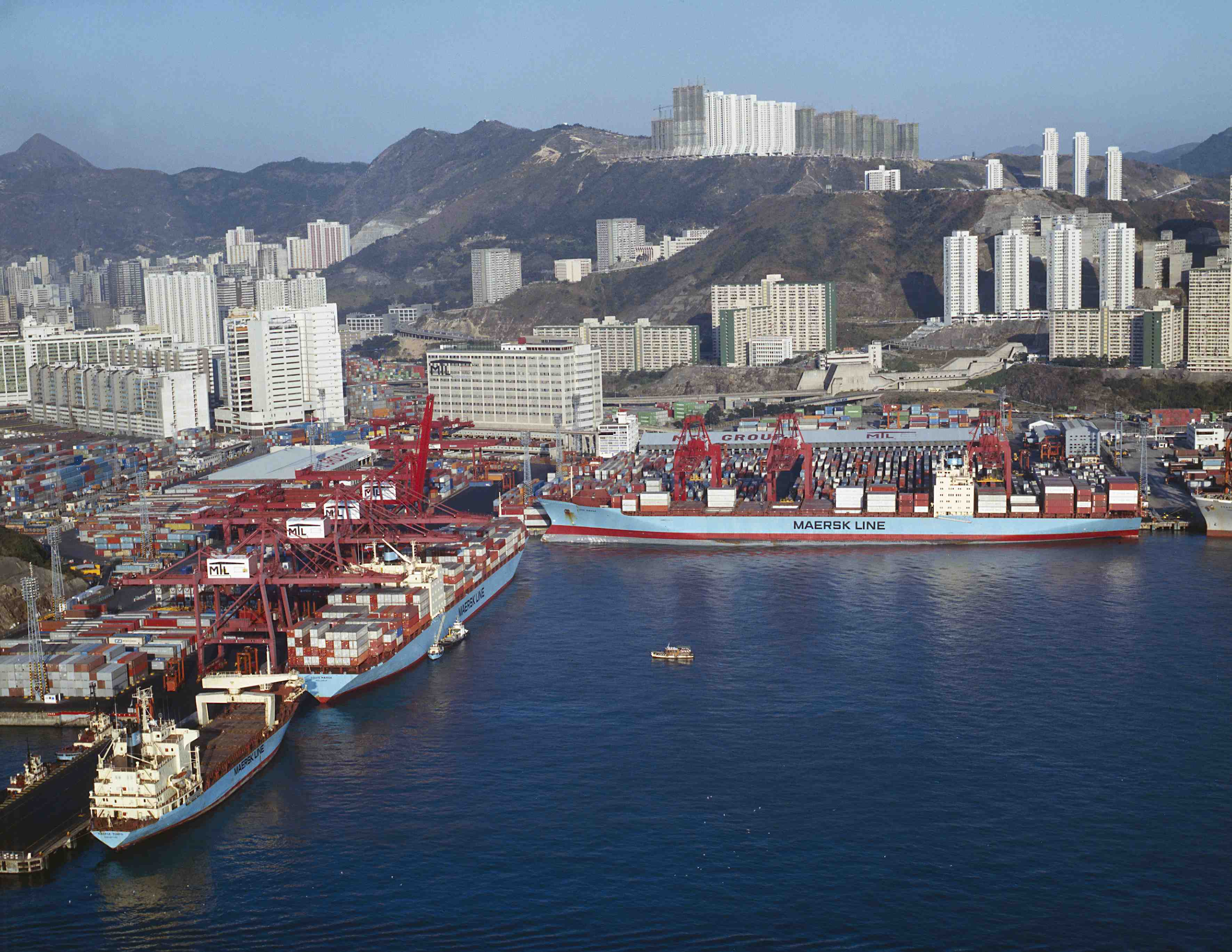
De Mærsk Tempo, Louis Mærsk en Leda Mærsk in Hongkong

De L-klasse werd daarna verder uitgebreid met de Leda Mærsk, de Luna Mærsk die tijdens de bouw werd verlengd met twee extra 40-voetsruimen om zo uit te komen op 2536 TEU en de verlengde Regina Mærsk, Laust Mærsk, Louis Mærsk, Lars Mærsk en Mc-Kinney Mærsk die ook op andere diensten werden ingezet. Deze hadden een officiële capaciteit van 2723 TEU uitgaande van een gewicht van 14 ton per container, maar konden 3840 TEU herbergen. Maersk had zich altijd toegelegd op de cross-trade en trok zich in 1982 terug uit de FEFC. Ib Kruse had het jaar daarvoor al aangegeven geen voorstander te zijn van de UNCTAD-code uit 1974:
basically we are opposed to the concept of the Code as we consider it detrimental to the free flow of world trade, since the Code's intended 40/40/20 principle imposes restrictions on the practice of exporters and importers making their own independent choice of who is to carry their cargoes ... a principle of expedience, whereby ships of all nations compete with each other offering merchants the best means of having their goods transported and thus helping to develop world trade at the lowest and most competitive cost.
Om de ontwikkelingslanden tegemoet te komen, sloot Maersk zich echter aan bij het compromis van het pakket van Brussel:
however, in order to assist in solving the problem, we subscribed, together with other Danish liner operators, to Denmark's adherence to the E.E.C. compromise ... the so called Brussels package ... which, very simply, is that we support the request of the developing nations to participate with up to 40 per cent of their own liner trade, with the remaining 60 per cent to be handled on a commercial basis.
Evergreen opereerde op enigszins vergelijkbare wijze als Maersk en opende in 1978 met de omgebouwde Ever Humanity een dienst tussen het Verre Oosten, de Rode Zee en de Middellandse Zee. In 1979 werd de dienst doorgetrokken naar Noordwest-Europa met als eerste schip de Ever Vital. Onder meer door onder goedkope vlag te varen en efficiënte schepen in te zetten, konden de kosten laag gehouden worden. Maersk dreigde in 1981 uit de FEFC te stappen als er geen actie werd ondernomen tegen Evergreen en in mei 1982 accepteerde FEFC Evergreen als tolerated outsider om stabiliteit terug te brengen op de dienst. Evergreen mocht 5% onder de conference-tarieven aanbieden, als het 300.000 ton van zijn jaarlijkse aandeel van 1.500.000 ton inleverde. Maersk had in 1980 juist een toename van 550.000 ton weten af te dwingen in een informele inter-group agreement (IGA). In 1984 kwam hier echter al een einde aan de status van Evergreen omdat deze zich niet aan de voorwaarden hield.
Daarbij speelde een rol dat Evergreen onder druk stond doordat de Taiwanese staatsrederij Yang Ming in 1981 ook een dienst begon op Europa, volledig buiten de FEFC om. Deze werd in 1983 doorgetrokken naar Noordwest-Europa met de Ming Energy als eerste, gevolgd door de Ming Comfort, Ming Fortune en Ming Longevity, alle van de Ming Sun-klasse.
Andere onafhankelijke reders waren ZIM, Polish Ocean Lines (PLO) en COSCO.

#### Zuid-Amerika
Het duurde tot 1980 tot de dienst op Zuid-Amerika werd gecontaineriseerd. Hamburg Süd zette hier op de oostkust de omgebouwde Monte Sarmiento en Monte Olivia in van 530 TEU. Zij werden in 1981-82 gevolgd door de Monte Rosa en de Monte Cervantes.
In 1984 begon de Europe-South America Line (Eurosal) een dienst tussen Europa en de westkust van Zuid-Amerika. Dit consortium voer met de Bo Johnson van Johnson Line, de Humboldt Express van Hapag-Lloyd, de Isla de la Plata van Transportes Navieros Ecuatorianos (Transnav), de Maipo van Compania Sud-Americana de Vapores (CSAV) en de Andes van Pacific Steam Navigation Company (PSNC). Er zouden zeven schepen ingezet worden, maar vanwege verminderde vraag zette Nedlloyd de Nedlloyd Clarence in op het Midden-Oosten en vercharterde CMB – als moederbedrijf van Armement Deppe – de Verhaeren. Andere deelnemende rederijen zonder eigen schip waren Compania Naviera Marasia en Lineas Navieras Bolivianas.
Amerikaanse rederijen hadden op moment niet de financiële middelen om containerschepen te bouwen voor de diensten op Zuid-Amerika en vervoerden hier de containers nog met stukgoedschepen. Moore-McCormack voer op de Zuid-Amerikaanse oostkust vanaf de Amerikaanse oost- en westkust, terwijl Delta Steamship Lines vanuit de Golf van Mexico op de Zuid-Amerikaanse oostkust voer. Delta breidde de Zuid-Amerikaanse bestemmingen uit nadat het in 1978 Prudential Grace Line over had genomen. Die laatste was in 1970 gevormd toen Grace Line over was genomen door Prudential Line. United States Lines kreeg al deze rederijen in bezit nadat het in 1983 Moore-McCormack overnam en kort daarna Delta.

#### Rond-de-wereld

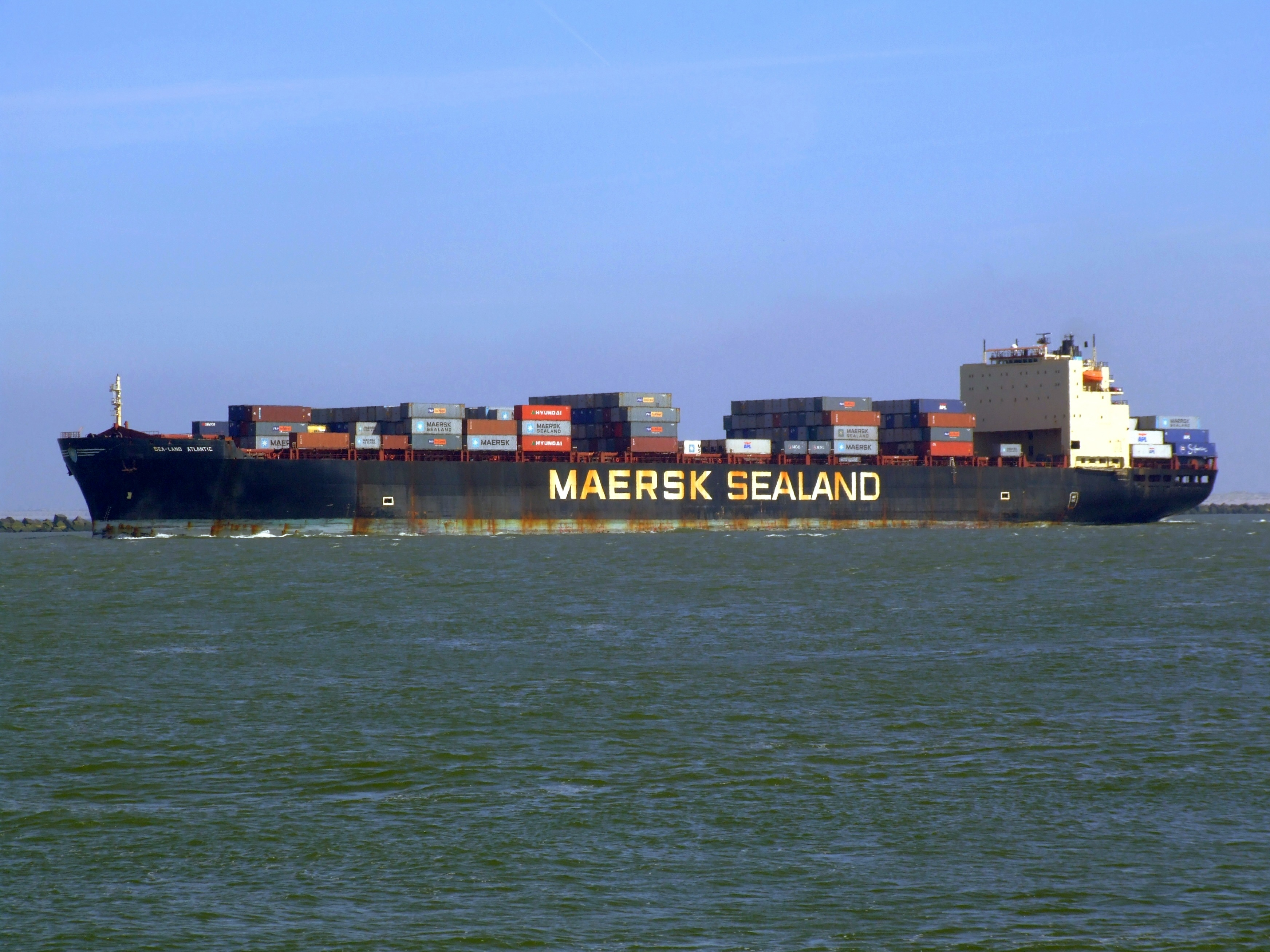
De
voormalige American Oklahoma als Sea-Land Atlantic

Malcom McLean had Sea-Land in 1969 verkocht aan Reynolds Tobacco Company en gaf in 1977 zijn zetel in de raad van bestuur op en het jaar daarna bestelde R.J. Reynolds twaalf schepen voor een rond-de-wereld-dienst. Dit was een manier om om te gaan met de ongelijke handelsbalans op verschillende routes. Zo werd veel meer vracht vanuit Japan naar de Verenigde Staten vervoerd dan andersom, terwijl dit tussen het Midden-Oosten en de Verenigde Staten andersom was. Met een oostgaande konden volle containers van de Verenigde Staten naar het Midden-Oosten worden gebracht, waar lege containers voor Japan werden opgehaald, om daar weer volle containers voor de Verenigde Staten op te halen. Andere havens als Singapore en Hongkong konden worden aangedaan door deze met feeders van voldoende vracht te voorzien. Het was echter een uitdaging om de route via de Noord-Atlantische Oceaan, Straat van Gibraltar, Suezkanaal, Indische Oceaan en Grote Oceaan te voltooien in een strak schema. Zo wist ZIM in 1980 op een enigszins vergelijkbare dienst tussen de Amerikaanse oost- en westkust via het Suezkanaal slechts in 64% van de tijd binnen een dag van het schema te arriveren en arriveerde soms meer dan een week te laat. Gezien die risico's zette Sea-Land deze plannen uiteindelijk niet door.
McLean had na zijn vertrek bij Sea-Land in 1978 United States Lines overgenomen en zette een ambitieus expansieprogramma op. Naast de overname van andere rederijen, gaf McLean ook opdracht tot de bouw van veertien van de tot dan toe grootste containerschepen van 4354 TEU. Uiteindelijk werden dit er twaalf, de American New York, American New Jersey, American Maine, American Alabama, American Virginia, American Kentucky, American Nebraska, American Oklahoma, American Illinois, American California, American Utah en American Washington. Na de oliecrises van 1973 en 1979 waren deze Jumbo Econships zuinige en daarmee langzame schepen die ingezet zouden worden op een oostgaande 84 dagen durende rond-de-wereld-dienst. Het Bracht United States Lines voor het eerst in de Middellandse Zee, Midden-Oosten en India. Aanvankelijk was de dienst succesvol, afgezien van een lagere dan verwachte vraag in het Midden-Oosten. Begin 1986 daalde de olieprijs echter sterk en konden ze moeilijk op tegen de snellere schepen en ging United States Lines zelfs failliet.

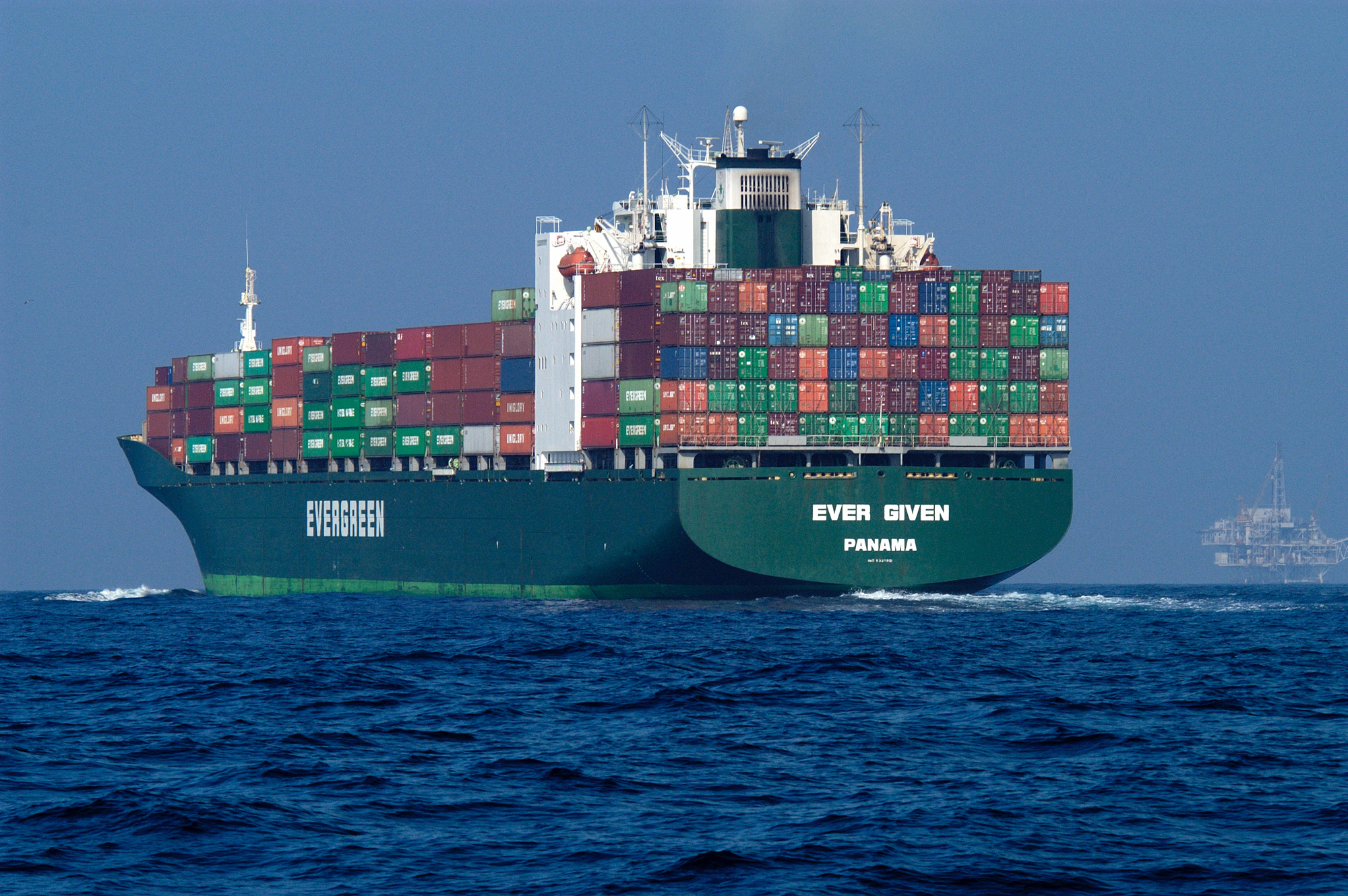
De Ever Given

Anders liep het voor Evergreen dat rond die tijd ook een rond-de-wereld-dienst begon, zowel oost- als westgaand. Hiervoor zou het 24 schepen bouwen van 1954 TEU. Uiteindelijk werd alleen de Ever Guard zo gebouwd, de Ever Guide en Ever Going werden vergroot tot 2240 TEU. Daarna werd een 40-voets-ruim toegevoegd en werd de Ever Glory opgeleverd met 2728 TEU. De eerste drie werden ook vergroot tot 2728 TEU en de daaropvolgende Ever Grade, Ever Giant, Ever Gather, Ever Garden, Ever Genius, Ever Gentry, Ever Gentle, Ever Gifted, Ever Globe, Ever Greet, Ever Grace, Ever Gifted, Ever Grand,  Ever Growth, Ever Golden, Ever Gleamy en Ever Govern hadden ook deze capaciteit. De dienst begon met een tiendaagse afvaart, maar was eind 1985 wekelijks. De Ever Goods, Ever Guest, Ever Group en Ever Given volgden in 1986. In 1987-88 werden er vier toegevoegd die echter nog een 40-voetsruim bijkregen, zodat de Ever General, Ever Gaining, Ever Glamour en Ever Garland 2940 TEU konden vervoeren. Deze GL-klasse werd daarna nog verder verlengd tot de GX-klasse van 3428 TEU waarvan daarna ook de Ever Gallant, Ever Gleeful en Ever Glowing gebouwd werden.

### Vierde fase, nadruk op het transportnetwerk
Halverwege de jaren 1980 kwam er meer nadruk op het transportnetwerk. Horizontale integratie vond plaats door het vormen van allianties, joint ventures, fusies en overnames, onder meer om de sterke groei in volume op te vangen. Hoewel het aandeel van containers in het vervoer van stukgoed sterk was gegroeid, was dit volgens Henk Molenaar in 1992 nog beperkt:
Niettegenstaande de zeer hoge containeraandelen in hoofdroutes, de containerpenetratie in het wereldstukgoederenvervoer in 1989 niet hoger was dan 46% met een limietwaarde van 65%.
Daarnaast moest ook in toenemende mate voldaan worden aan methodes als just-in-time, waartoe onder meer verticale integratie met het meer in beheer nemen van containerterminals, binnenhavens, containertreinen en andere vormen van landvervoer noodzakelijk werd.

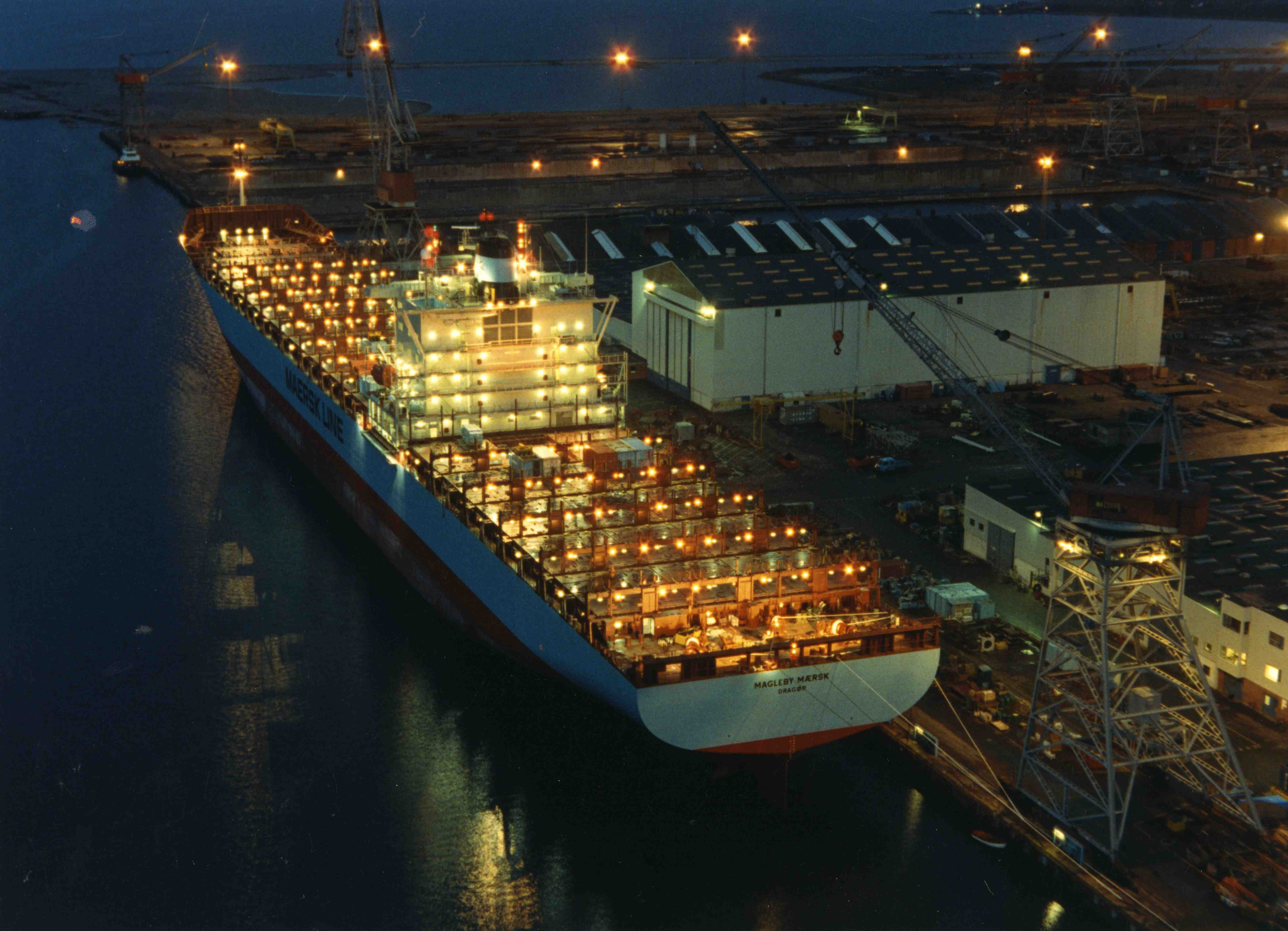
De Magleby Mærsk bij de Odense-werf

Aanvankelijk werd de vergroting van de scheepscapaciteit nog binnen de panamaxgenzen gezocht. Maersk verminderde bij de M-klasse onderdeks de dwarsscheepse afstand tussen de containers en ongebruikelijk smalle wingtanks, waardoor er in de ruimen elf containers breed geladen konden worden. De smalle wingtanks vereisten wel veel berekeningen met de eindige-elementenmethode om met voldoende verstevigingen de sterkte te waarborgen om het buigend moment te weerstaan. De Marchen Mærsk, Marit Mærsk, Margrethe Mærsk, Mette Mærsk, Mathilde Mærsk, Maren Mærsk, Majestic Mærsk, Marie Mærsk, Magleby Mærsk, McKinney Mærsk, Madison Mærsk en Mayview Mærsk werden opgeleverd tussen 1988 en 1991 en hadden een opgegeven capaciteit van zo'n 3900 TEU, maar de capaciteit voor lege containers lag op 4437 TEU.
Hapag-Lloyd vergrootte in 1991 de capaciteit door de langsscheepse stringers voor de luikhoofden te verwijderen bij de Hannover Express, Leverkusen Express, Dresden Express, Hoechst Express, Ludwigshafen Express, Essen Express, Stuttgart Express en Hamburg Express. De capaciteit werd aanvankelijk aangegeven als 4400 TEU, later als 4600 TEU.
In 1991 kwam Nedlloyd met wat een revolutionair ontwerp moest zijn, de Ultimate Container Carrier (UCC). Hiervan zouden er vijftien gebouwd worden, maar uiteindelijk werden dit er zeven, waarvan vijf kleinere panamax – de Nedlloyd Asia, Nedlloyd Europa, Nedlloyd America, Nedlloyd Africa en Nedlloyd Oceania. Deze open-containerschepen waren gebouwd met alleen op het voorste laadruim luikdeksels, de ruimen daarachter waren open met boven het dek doorlopende geleidebanen. Dit zou moeten resulteren in een tijdsbesparing, omdat hiermee voor containers die onderdeks stonden de luiken niet geopend hoefden te worden. Ook waren ze zo gebouwd dat er met een kleine kernbemanning van maritiem officieren gevaren kon worden. Door het ontbreken van luikhoofden en de langsspanten daarvoor konden hier ook 11 containers breed geladen worden en kwam de capaciteit op 3568 TEU. In 1990 was al een open-containerschip in de vaart gebracht, de Bell Pioneer van Bell Lines met een capaciteit van 301 TEU. De Euro Power werd twee jaar later opgeleverd naar vergelijkbaar, maar iets groter ontwerp. Verder werden de Atlantic Lady en European Express van 1646 teu opgeleverd en werden voor Norasia tussen 1993 en 1996 zes open schepen gebouwd van de Norasia-Fribourg-klasse van 3429 teu. Wagenborg liet in 1994 de Reggeborg en Reestborg bouwen van 558 teu en in 2007 werd de Rijnborg opgeleverd. De Sietas-werf in Hamburg heeft enkele series van open schepen gebouwd, de Sietas type 160 van 700 teu, de Sietas type 168 van 862 teu en de Sietas type 178 van 1425 teu. Afgezien daarvan sloeg het open-containerschip echter niet aan, mede door de schaalvergroting die al snel volgde.
Uiteindelijk werd de panamaxgrens echter steeds meer losgelaten. APL kwam in 1988 met de C10-M-F150a President Adams, President Jackson, President Kennedy, President Polk en President Truman met een capaciteitvan 4340 TEU. De grotere breedte gaf een betere stabiliteit, een probleem voor de lange panamaxschepen die daardoor veel ballastwater mee moeten varen in de dubbele bodemtanks. Onderdeks konden deze 12 containers breed laden en aan dek 16 breed, wat ook grotere containerkranen noodzakelijk maakte. Door de inflexibiliteit van deze schepen doordat het Panamakanaal niet meer gepasseerd kon worden, bleven veel rederijen nog echter vasthouden aan panamax.
In 1992 liet CGM met de enkele CGM Normandie van 4419 TEU het eerste Europese postpanamaxschip bouwen en liet Hyundai Merchant Marine (HMM) de Hyundai Admiral, Hyundai Baron, Hyundai Commodore, Hyundai Duke en Hyundai Emperor van 4411 TEU bouwen, twee jaar later gevolgd door de Hyundai Federal. MISC liet in 1992 de Bunga Pelangi bouwen en drie jaar later volgde de Bunga Pelangi Dua, terwijl Nedlloyd in 19994-95 de twee grotere UCC's in de vaart nam, de Nedlloyd Hongkong en Nedlloyd Honshu.
Opmerkelijk genoeg duurde het even voordat de eerst postpanamaxen een grotere capaciteit kregen dan de grootste panamaxen. Eind 1994 werd dit doorbroken. De NYK Altair was even het grootste containerschip ter wereld met 4743 TEU, samen met zusterschepen NYK Procyon en NYK Vega. Deze vergrootten de capaciteit door de lengte toe te laten nemen van zo'n 275 m naar bijna 300 m. Dit was ook het geval bij de Maas, Tyne, Loire, Mosel, Rhine van MOL, terwijl de OOCL California, OOCL Hong Kong, OOCL America, OOCL Japan, OOCL China, OOCL Britain, OOCL Germany, OOCL France van 4960 TEU met een breedte van 40 m juist breder gebouwd waren. APL nam in 1995 ook de APL China, APL Japan, APL Korea, APL Singapore, APL Thailand en APL Philippines in de vaart. Deze C11-schepen hadden grotendeels de afmetingen van de C10-schepen, maar hadden met 14 m een grotere diepgang en konden 4826 TEU vervoeren.

#### Noord-Atlantische Oceaan
Op de Noord-Atlantische Oceaan was het begin jaren 1980 relatief stabiel. Wel had ACL de nodige veranderingen doorgemaakt. Nadat Swedish American Line in 1975 de vrachtdivisie van de HAL over had genomen als Incotrans was het in de financiële problemen gekomen en was het in 1984 zelf overgenomen door Transatlantic. ACL liet daarna de nieuwe conro ACL G3-serie bouwen, de Atlantic Companion en Atlantic Compass van Transatlantic, de Atlantic Concert van Wallenius, de Atlantic Conveyor van Cunard en de Atlantic Cartier van CGM. In 1986 ging ACL in 1986 een slot sharing agreement aan met Hapag-Lloyd, waartoe de vijf G3's eerst verlengd werden en de Atlantic Companion en Atlantic Concert van naam veranderden naar Companion Express en Concert Express. In 1988 werd Transatlantic overgenomen door Bilspedition en begon het ACL over te nemen. In 1989 werden Wallenius en CGM uitgekocht en in 1995 verkocht Cunard de Atlantic Conveyor aan ACL, terwijl CGM de Atlantic Cartier in 1996 verkocht.
Er voegden zich echter nieuwkomers op de dienst, waaronder P&O, Nedlloyd, Maersk, MOL, Yang Ming, Cosco en K Line. Sea-Land had de twaalf Econships uit de boedel van United States Lines overgenomen als Atlantic-klasse en deze verkort en van een snellere boeg voorzien. Om de capaciteit te kunnen vullen, vercharterde het er in 1988 drie aan TFL en twee aan Nedlloyd (American Nebraska als Nedlloyd Hudson en American New York als Nedlloyd Holland) die vervolgens een vessel sharing agreement (VSA) aangingen met een wekelijkse dienst. P&O Containers Limited (P&OCL), de nieuwe naam na de volledige overname van OCL door P&O, had in 1986 een belang van 50% genomen in TFL om het in 1987 volledig over te nemen, waarna het in 1990 de naam TFL verving voor P&O. Na het vertrek uit ACL sloot CGM zich aan bij de VSA. De twaalf schepen werden ingezet op de Verenigde Staten, Canada, Noordwest-Europa en de Middellandse Zee.
Maersk begon in 1988 een trans-Atlantische dienst door daar de vanaf 1988 gebouwde M-klasse in te zetten, waarmee het vanaf dan een wereldwijd netwerk had. De dienst ontstond door het doortrekken van de dienst over de Grote Oceaan. In 1991 gingen Sea-Land, P&O, Nedlloyd en CGM een slotcharter op deze schepen aan voor de Amerikaanse westkust, terwijl Maersk zo andersom toegang kreeg tot havens in de Golf van Mexico.
OOCL was al aanwezig op de Atlantische Oceaan als eigenaar van Dart en Manchester Liners, maar ging in 1988 onder eigen naam aan de slag en gaf de schepen die het daar in beheer had het voorvoegsel OOCL. Het werkte binnen Saint Lawrence Coordinated Service (SLCS) op Canada nog samen met Canada Maritime en samen gingen deze een slotcharter aan met ACL en Hapag-Lloyd. Met de voormalige Dart-schepen voer het op de oostkust van de Verenigde Staten.
Dit alles resulteerde in een overcapaciteit waardoor de prijzen onder druk kwamen te staan. De collectieve verliezen voor de conference-rederijen liepen in 1992 op tot 400 miljoen dollar.
CGM trok zich terug van de Atlantische Oceaan en OOCL sloot zich in 1993 aan bij de VSA terwijl het de eigen schepen terugtrok en twee schepen charterde. De Nedlloyd Hudson werd de OOCL Innovation en de American California die als CGM Ile de France had gevaren werd de OOCL Inspiration. Maersk sloot zich aan bij de VSA met eigen schepen.
De samenwerking tussen ACL en Hapag-Lloyd veranderde toen Hapag-Lloyd in 1992 met NYK en NOL een pendulumdienst begon tussen Europa, de oost- en westkust van de Verenigde Staten en het Verre Oosten, terwijl ACL ging samenwerken met MSC.
In 1992 werd de Trans-Atlantic Agreement (TAA) opgericht om de overcapaciteit in goede banen te leiden. Deze verving twee eerdere overeenkomsten, de USA - North Europe Rate Agreement en de North Europe - USA Rate Agreement. Aanvankelijk ging dit capaciteitsbeperkende programma te ver voor de FMC en werd dit geblokkeerd, maar na aanpassingen ging deze alsnog akkoord. Samen hadden de zes conference-leden Sea-Land, P&O Containers, Nedlloyd, ACL, Hapag-Lloyd en Maersk en de vijf onafhankelijke lijnen Senator/DSR, Cho Yang, OOCL, POL en Mediterranean Shipping Company (MSC) een marktaandeel van zo'n 80%. ACL sloot zich dat jaar nog aan, in 1993 aangevuld met NYK, NOL, Transportación Marítima Mexicana (TMM), Tecomar en Hanjin Shipping.
Verladers hadden de nodige kritiek op de prijsafspraken en dienden bezwaar aan bij de Europese Commissie (EC). Deze honoreerde die bezwaren in 1994, waarop de leden een nieuwe overeenkomst aangingen, de Trans-Atlantic Conference Agreement (TACA), waarbij Hyundai zich ook voegde. Ook deze werd onderzocht door de EC die de leden in 1998 een boete gaf van in totaal 273 miljoen euro naar het aandeel dat zij in 1994 hadden, al werd deze boete in 2003 door het Gerecht van Eerste Aanleg teruggedraaid omdat de overtredingen van kleine aard waren en de leden onvoldoende mogelijkheid hadden om op de aantijgingen te reageren.
De Middellandse Zee werd deels bediend door rond-de-wereld- en pendulumdiensten, maar ook met rechtstreekse diensten op de Amerikaanse Golf- en oostkust. Naast de leden die ook op Noordwest-Europa voeren, waren hier ook onder meer Italia di Navigazione of Italian Line, Compañía Transatlántica Española of Spanish Line, Lykes, ZIM, Farrell, Contship Containerlines, Jugolinija en Evergreen aanwezig in wisselende samenwerkingsverbanden.

#### Grote Oceaan
Met de verruiming van de mogelijkheden door de Shipping Act of 1984 werd op de Grote Oceaan in 1985 de Transpacific Westbound Rate Agreement (TWRA) afgesloten door de rederijen APL, Barber Blue Sea, EAC, Evergreen, Hanjin, Hapag-Lloyd, Japan Line, K Line, Korea Marine Transport (KMTC), Lykes, Maersk, MOL, NOL, NYK, OOCL, Sea-Land, Seawinds, Showa Line, United States Lines, YS Line en ZIM. Later dat jaar werd deze overeenkomst gevolgd door afspraken op de oostgaande dienst in de Asia North America Eastbound Rate Agreement (ANERA). Deze bestond uit grotendeels dezelfde leden, aangevuld met Hong Kong Islands Lines, maar zonder EAC, NYK en United States Lines. Aangezien de overcapaciteit aanzienlijk bleef, werd in 1989 ook het Transpacific Stabilization Agreement (TSA) overgekomen waarin dertien reders overkwamen om 13% capaciteit te verminderen.
De Japanse grote zes zochten aanvankelijk meer toenadering naar elkaar en probeerden te overleven via hun dominantie op hun thuismarkt. Dit stuitte op kritiek van Japanse verladers die benadeeld werden ten opzichte van buitenlandse concurrentie. De voorzitter van de Japan Shippers' Council benoemde dit in een toespraak over de zeven wonderen van de Japanse scheepvaart. Daarin haalde hij ook de negatieve effecten aan van het beschermen van de zwakkere leden en het niet in het weekend werken op containerterminals. Het grote NYK bleef vasthouden aan de bestaande structuren, maar de nummers twee en drie zochten alternatieven. MOL en K Line werkten al vanaf 1980 samen op Taiwan en MOL vroeg in 1983 toestemming aan het Japanse Ministerie van Transport om zich terug te trekken uit de dienst met de vijf anderen op de Amerikaanse westkust. Het ministerie besloot om drie paren toe te staan op deze dienst en in 1985 werkten MOL en K Line samen op Californië. Op de Amerikaanse oostkust werkte MOL echter samen met EAC, terwijl K Line in zee ging met NOL en OOCL. NYK bleef over met het veel kleinere Showa en die laatste trok zich in 1988 dan ook geheel terug uit de lijndiensten. YS en Japan Line fuseerden dat jaar tot Nippon Liner Systems met als moederbedrijf Navix Line. In 1991 werd Nippon Liner overgenomen door NYK.
Ook in Zuid-Korea volgden maatregelen om de in moeilijkheden verkerende scheepvaart te herstructureren. In het Shipping Industry Rationalization Plan (SIRP) werd voorgesteld om de 69 nationale rederijen te laten fuseren tot 20 reders. Zo moest KMTC in 1985 zijn schepen verkopen aan Hyundai en fuseerden KSC en Hanjin in 1988, maar Cho Yang bleef buiten schot.

#### Europa - Verre Oosten
In 1987 werd Franco Belgian Service (FBS) overgenomen door Maersk, waarop een einde kwam aan het lidmaatschap van FBS bij ACE. Het jaar daarop betekende ook het einde van de deelname van KSC na de fusie met Hanjin en in 1989 stapte Cho Yang uit het consortium. De overgebleven K Line, NOL en OOCL verhoogden daarop hun capaciteit met 50%. Cho Yang en Hanjin werkten even samen, maar dit eindigde al in 1990, waarna Cho Yang verderging met DSR-Senator in de rond-de-wereld-dienst Tricon. De sterke overheidssteun voor de Koreaanse rederijen was voor de Raad van de Europese Unie aanleiding voor zware importheffingen.
In 1991 stapte P&OCL uit het TRIO-consortium en ging verder met Maersk. Vanaf maart werden twee afvaarten per week ingesteld, later uitgebreid naar vier.
Wilhelmsen had in 1988 een tekort aan liquiditeit en besloot om het aandeel van 15% in ScanDutch aan Nedlloyd te verkopen. Transocean, de dochteronderneming van Transatlantic die deelnam in ScanDutch, sloot zich hier met ook 15% bij aan. Zo zou Nedlloyd met zo'n 60% de meerderheid in handen krijgen. EAC had echter het recht om dit te weigeren en deed dit dan ook. Het zou in plaats daarvan in 1993 zelf het aandeel overnemen, samen met de Toyama en Nihon, en zou zo 55% in handen krijgen, terwijl Nedlloyd 30% had en CGM 15%. EAC stelde de partners voor om te investeren in nieuwe grotere schepen, maar de verhoudingen waren dusdanig verslechterd dat er in 1992 een einde kwam aan ScanDutch.
Ben Line was al voor P&OCL uit het TRIO-consortium gestapt en in de overgangsfase maakte Ben Line nog even deel uit van ScanDutch, maar daarna gingen EAC en Ben Line verder als EAC-Ben. Deze dienst werd uitgevoerd met de bestaande Selandia en Jutlandia en de nieuwe Arosia en Alsia van 4000 TEU van EAC en de Benalder, Benavon en City of Edinburgh van Ben Line. Er werd echter zwaar verlies geleden op zowel deze dienst als de liner replacement vessels die het op de Grote Oceaan had varen. Al in 1993 nam Maersk de dienst op het Verre Oosten en enkele schepen over. De Jutlandia, Selandia en Toyama werden verkocht aan Military Sealift Command en omgebouwd naar roro.
De overgebleven partners in ScanDutch – Nedlloyd, MISC en CGM – gingen een minder centraal gestuurd Tonnage Sharing Agreement (TSA) aan. In 1995 verkocht CGM zijn rechten aan de andere twee en trok zich terug uit de dienst Europa - Verre Oosten. Nedlloyd charterde het voor die dienst gebouwde schip van CGM als Nedlloyd Normandie.
Van de overgebleven TRIO-leden Hapag-Lloyd, MOL en NYK konden de laatste twee niet met elkaar verder en zo voegde Hapag-Lloyd zich in 1994 met NYK bij de dienst van NOL.
MOL vond een nieuwe samenwerking met Nedlloyd en MISC waarbij ook APL zich aansloot bij wat in 1994 de Global Alliance werd.
Eind 1995 kwam er ook een einde aan het ACE-consortium van K Line, NOL en OOCL. OOCL sloot zich aan bij de Global Alliance dat niet alleen de dienst Europa - Verre Oosten omvatte, maar alle grote oost-westdiensten.
In mei 1995 kwam er een einde aan de samenwerking tussen P&OCL en Maersk en sloot P&OCL zich aan bij Hapag-Lloyd, NYK en NOL wat de Grand Alliance werd.
K Line bleef alleen over en ging samenwerken met Yangming. Naast de Rhein Bridge, Normandie Bridge en Humber Bridge charterde K Line daarvoor van Yangming de Dover Bridge, Gibraltar Bridge en Malacca Bridge, terwijl Yangming de Ming North, Ming South, Ming East, Ming West en Ming Zenith inbracht.
Maersk breidde daarop de bestaande samenwerking met Sea-Land op de Grote Oceaan en in mindere mate de Atlantische Oceaan uit naar de dienst Europa - Verre Oosten.

### Vijfde fase, fusies en overnames
Tussen 1996 en 2005 groeide het containervolume zo'n 2,5 keer, terwijl de TEU-capaciteit van de schepen met 2,76 toenam. Dit ging gepaard met de nodige schommelingen, die versterkt werden door de tijd tussen de hoogconjunctuur waarin meer schepen besteld worden en het moment van oplevering.
De conjunctuur is van sterke invloed op de lijndiensten die ondanks de conferences veel concurrentie kennen en met kleine marges werken. Zo maakte staatsbedrijf CGM jarenlang verlies en trok het zich van steeds meer diensten terug toen het in 1996 geprivatiseerd werd. De Aziatische financiële crisis van 1997 liet afgezien van de Japanse yen en de Chinese renminbi veel Aziatische valuta in waarde dalen, wat gunstig was voor de export van die landen zodra de situatie in 1999 begon te herstellen. Wereldwijd volgde de recessie begin jaren 2000, maar deze herstelde daarna vlot, zelfs dusdanig dat de stijging in 2003 en 2004 van containerafhandeling van respectievelijk 16 en 14% voor vertragingen zorgde.
Een alternatief voor de kapitaalintensieve schaalvergroting was het van de balans halen van de schepen door onder meer rompbevrachting (bareboat charter). Door het het gunstige fiscale regime hadden vooral Duitse trampreders zoals NSB Niederelbe, Offen en Detjen hierbij een groot aandeel. Zo nam Niederelbe tussen 1978 en 1998 54 containerschepen in de vaart, tegenover 19 door Hapag-Lloyd. Zo hadden Duitse reders in die periode 428 containerschepen van meer dan 1000 TEU in de vaart genomen en bijna evenveel capaciteit als de Japanse, Zuid-Koreaanse en Taiwanese rederijen samen.
Compagnie maritime d'affrètement (CMA) was in 1978 begonnen tussen Marseille en het oostelijke Middellandse Zeegebied met een schip van 200 TEU. In 1982 breidde het uit naar de Rode Zee, in 1985 naar het Midden-Oosten en in 1987 naar het Verre Oosten. Het werkte daarbij met charterschepen, zoals de serie Econprogress BV 1600 met de Ville de Jupiter, Ville de Mercure en Ville de Pluton en de Econprogress BV 1800 met de Ville de Saturne, Ville de Neptune en Ville de Venus. Grotere schepen volgden en CMA streefde CGM voorbij als grootste Franse containerrederij. Tussen 1996 nam het CGM zelfs over, om in 1999 te fuseren tot CMA CGM. In 1998 werden de containertak en de naamsrechten van Australian National Line overgenomen, al had P&OCL enkele jaren daarvoor al de activiteiten tussen Europa en Australië overgenomen. In 2005 werd ook Delmas overgenomen.
In 1996 gingen ook P&OCL en Nedlloyd samen tot P&O Nedlloyd. De reders maakten deel uit van concurrerende allianties en er werd gekozen de Grand Alliance. In 1998 nam het Blue Star Line over en in 2000 werd Farrell uitgekocht en Harrison Line overgenomen. Het jaar daarop werd APL overgenomen door het kleinere NOL. APL was onder druk komen te staan door de vlootexpansie en werd zo een aantrekkelijke overnamekandidaat, ook vanwege het uitgebreide netwerk en de vooruitstrevende e-commerce. De bekende naam APL werd gebruikt voor alle handelsactiviteiten. Ook deze twee rederijen maakten elk deel uit van een andere alliantie en er werd gekozen voor de Global Alliance. Verrassend genoeg stapten OOCL en MISC over naar de Grand Alliance. De uitwisseling betekende dat zo'n 200 schepen van vaarschema moesten veranderen. Nadat Hyundai zich aansloot bij de Global Alliance werd dit de New World Alliance.
Na enkele jaren van samenwerking fuseerden DSR en Senator in 1994. De Tricon-dienst die de rederij onderhield met Cho Yang werkte vanaf dat jaar op de Atlantische Oceaan samen met CMA en Cast. In 1997 verkeerde DSR Senator echter in zwaar weer en werd het overgenomen door Hanjin dat al 80% van de aandelen in bezit had. Nadat UASC zich bij Tricon voegde, werd dit in 1998 de United Alliance. Cho Yang moest zich echter door financiële problemen in 2001 terugtrekken uit de United Alliance nadat meerdere schepen daarvoor al aan de ketting waren gelegd. Korte tijd later ging het failliet. UASC verliet Tricon korte tijd later, waarna Hanjin-Senator zich bij de alliantie voegde bestaande uit de sinds 1996 samenwerkende Cosco, Yang Ming en K Line. De informeel genoemde Strategic Alliance werd de op dat moment grootste alliantie.
Cast werd in 1995 overgenomen door CP Ships dat in 1997 ook Lykes en Contship overnam. In 1998 volgden Ivaran Lines en Australia New Zealand Direct Line (ANZDL), in 1999-2000 TMM, in 2000 Christensen Canadian African Lines (CCAL) en in 2002 Italian Line. In 2005 liet het al die namen vallen en werden alle activiteiten uitgevoerd als CP Ships. Dit groeide zo uit tot een van de grootste containerrederijen, vooral op de Atlantische Oceaan, en werd daarmee een aantrekkelijke overnamekandidaat. China Shipping had onder meer interesse, maar de deelname van Lykes aan het Maritime Security Program betekende een hindernis voor de Chinese reder. Deze charterde veel schepen via Seaspan dat gebruikt kon worden om die hindernis te omzeilen. In 2005 werd CP Ships echter overgenomen door de TUI Group dat het samenvoegde met dochtermaatschappij Hapag-Lloyd.

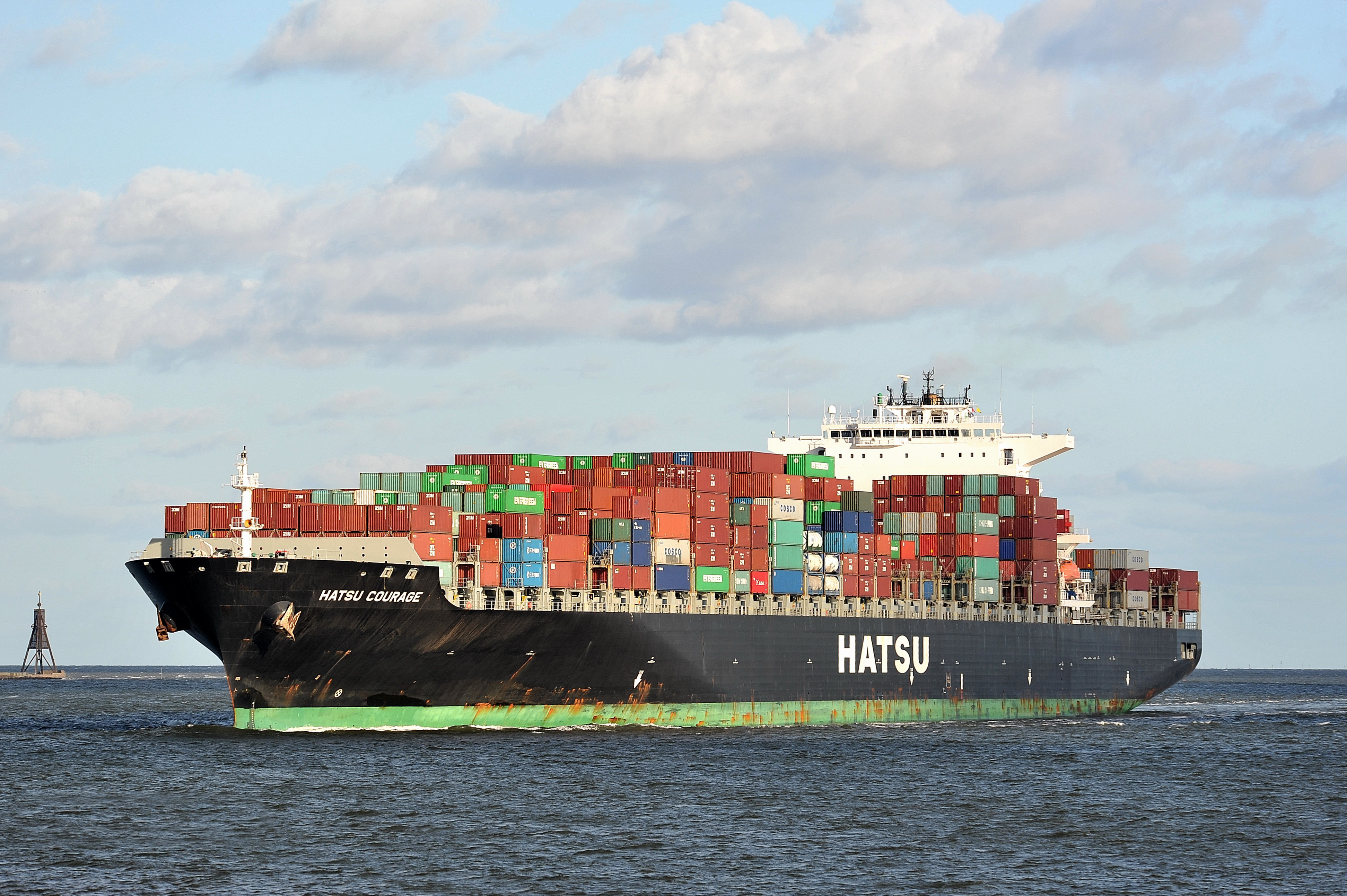
De Hatsu Courage

Evergreen had al in 1984 Uniglory Marine overgenomen en nam in 1998 ook Lloyd Triestino over, een van de oudste lijnvaartrederijen ter wereld, dat in 2006 de naam Italia Marittima kreeg. In 2002 werd Hatsu Marine opgericht door Evergreen.
In 1999 werd Sea-Land door CSX Corporation aan Maersk verkocht dat verderging als Maersk Sealand. In 1990 had Maersk al eens geprobeerd om Sea-Land te kopen en sindsdien hadden de rederijen op meerdere diensten intensief samengewerkt. Maersk nam de zeeschepen over, terwijl CSX de terminals in 2005 verkocht aan Dubai Ports. De binnenlandse tak ging verder als Horizon Lines. Maersk nam in 1999 ook Safmarine and CMBT Lines (SCL) over dat in 1995 ontstond door de fusie van Safmarine met CMBT, de lijnvaarttak van CMB. Daarmee versterkte het het noord-zuid-netwerk. In 2001 liet Maersk de naam SCL vallen en liet het Safmarine terugkeren. In 2002 nam Maersk de lijnvaartactiviteiten over van Torm en verdeelde deze over Maersk en Safmarine. In 2005 werd P&O Nedlloyd overgenomen door Maersk Sealand, dat daarna verderging als Maersk Line. Hoewel het bedrijf op de peik van de markt werd gekocht, waren nieuwe schepen om de capaciteit te vergroten duurder geweest. Het jaar daarop zakte de markt echter ineen en daarmee de winst voor Maersk. Voor zowel Maersk met P&O Nedlloyd als voor Hapag-Lloyd met CP Ships gold dat zij na de overname slechts de helft van het marktaandeel van de overgenomen rederijen wisten te behouden.
In 1986 nam Hamburg Süd – onderdeel van de Oetker-groep – de Deutsche-Nah-Ost-Linie (DNOL) over. In 1990 werd Furness Withy overgenomen van OOCL en daarmee Royal Mail Line en Pacific Steam Navigation Company. Ook kocht het de Rotterdam Zuid-Amerika Lijn (RZAL) en Havenlijn, een joint venture tussen Maatschappij Vrachtvaart en Van Uden en in 1991 Laser Lines, waarmee het het vaargebied betrad dat sinds de jaren 1930 was voorbehouden aan de voorlopers van Hapag-Lloyd. Nadat CSAV interesse had getoond, nam Hamburg Süd in 1998 de containeractiviteiten van Aliança over van fruitteler Carlos Fischer, die wel de reeferactiviteiten behield. Dat jaar werd ook South Seas Steamship ingelijfd en het jaar daarop South Pacific Container Lines en de dienst tussen Europa en de Zuid-Amerikaanse oostkust van Transroll International. In 2000 nam het de dienst tussen de Amerika's over van Crowley en in 2002 Ellerman en Kien Hung. In 2006 werd Fesco Australia New Zealand Liner Services (FANZL) overgenomen en in 2007 de Costa Container Lines (CCL).

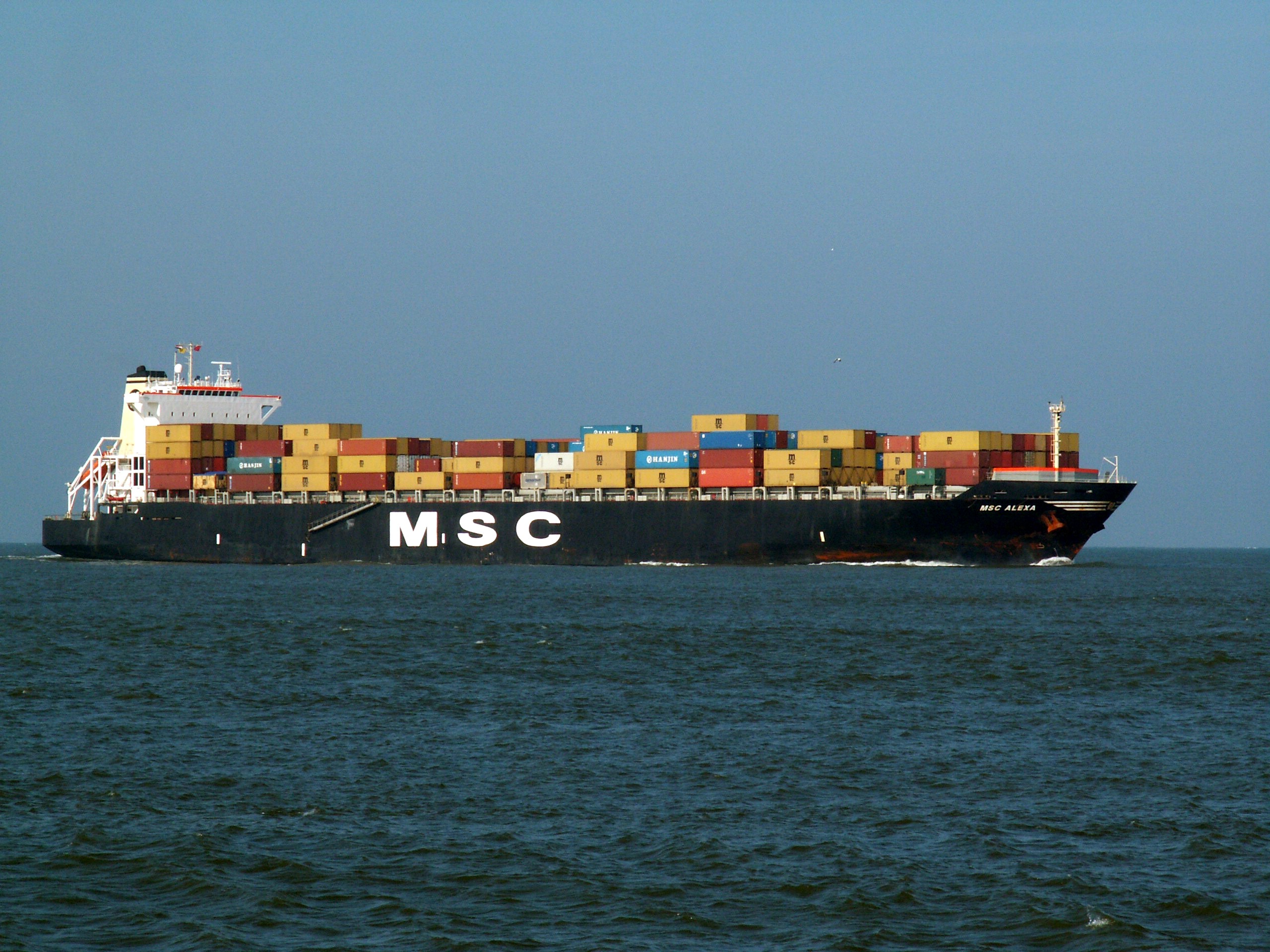
De MSC Alexa

Waar veel rederijen sterk groeiden door overnames, wist Mediterranean Shipping Company (MSC) in deze periode uit te groeien tot een wereldspeler via autonome groei. Het was in 1979 begonnen met een enkel schip en begon in de jaren 1980 met containerschepen die het tweedehands opkocht, zoals de Ercole Lauro uit 1980 die in 1982 omgedoopt werd naar Sextum. In 1984 wist het de dienst tussen Europa en Zuid-Afrika volledig te containeriseren. Vanaf 1990 werden de scheepsnamen voorafgegaan door MSC. In 1996 bracht het voor het eerst nieuwe containerschepen in de vaart, de MSC Alexa en MSC Rafaela van 3300 TEU.
Aziatische rederijen deden nauwelijks meer aan de overnames en NYK, MOL en Cosco verloren aanzienlijk marktaandeel, terwijl K Line zich net kon handhaven. Het in 1997 begonnen China Shipping Container Lines (CSCL) wist wel door te groeien tot een grote speler.

#### Postpanamax

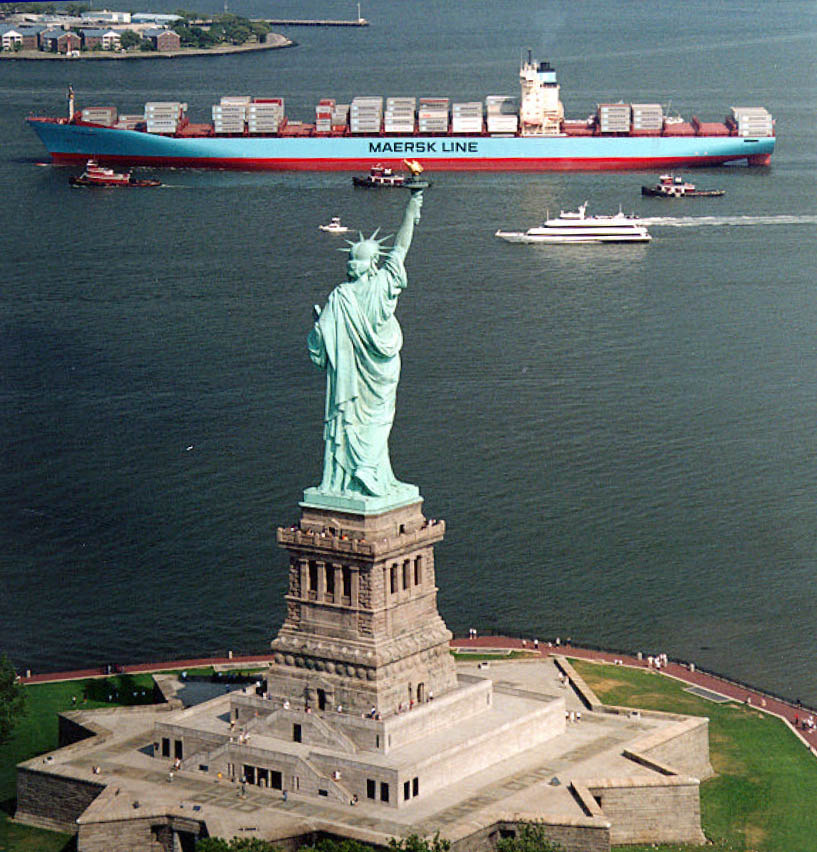
De Regina Maersk tijdens de eerste aanloop van New York. Het voer hier slechts voor het fotomoment, aangezien er voorbij het Vrijheidsbeeld geen geschikte terminals zijn voor dit schip. Het is hier slechts half geladen om Port Authority of New York and New Jersey (PANYNJ) onder druk te zetten om Kill Van Kull richting Port Elizabeth te baggeren

Naast groei door fusies en overnames, kwamen er ook steeds grotere containerschepen. Decennialang was de grootte beperkt tot panamax, maar in de jaren 1990 werd dit doorbroken. Aanvankelijk in beperkte mate, maar met de Regina Maersk verraste de containerwereld in 1996 met een capaciteit van ruim 6000 TEU. Met zusterschepen van de K-klasse, de Knud Mærsk, Kate Mærsk, Karen Mærsk, Katrine Mærsk en Kirsten Mærsk waren dit korte tijd de grootste containerschepen tot Maersk in 1997 de volgende schepen 28,7 meter langer maakte. Dit werd de S-klasse met een officiële capaciteit van 6600 TEU van 14 ton, maar met plaats voor 7400 TEU, al werd ook ruim 8000 TEU genoemd, wat dit de eerste very large container ships (VLCS) zou maken. Tot 2000 werden de Sovereign Mærsk, Susan Mærsk, Sally Mærsk, Sine Mærsk, Svendborg Mærsk, Sofie Mærsk, Svend Mærsk, Soro Mærsk, Skagen Mærsk, Clifford Mærsk en Cornelius Mærsk opgeleverd. De introductie van deze twee series maakte Maersk in 1997 de grootste containerrederij ter wereld.
Tijdens de eerste reis van de Knud Mærsk in 1996 lag deze ter bezichtiging een week lang in Kopenhagen. Topman Ib Kruse schetste daar voor klanten de schaalvergroting van 4 miljoen TEU die in 1973 wereldwijd werden vervoerd, naar 12 miljoen TEU in 1983 en 26 miljoen TEU in 1993. Hiervoor was meer dan 65 miljoen dollar geïnvesteerd, maar was de prijs om goederen te verschepen aanmerkelijk verlaagd. Die groei was mede te danken aan de Algemene Overeenkomst betreffende tarieven (GATT) die vanaf 1947 tijdens meerdere rondes de douanerechten omlaag wist te brengen en andere handelsbelemmeringen wist te verwijderen. Zo daalde het tarief tussen 1967 en 1972 met 35%. Na de Uruguay-ronde in 1995 lagen de tarieven op gemiddeld 5%, terwijl dit in 1947 nog zo'n 22% was. Daarbinnen is ook nog een onderscheid te maken tussen landen die al vroeg lage tarieven hadden, zoals Denemarken, Noorwegen, Zweden de Benelux en landen die in de begintijd nog hoge tarieven hadden, zoals Frankrijk, Italië, Portugal en het Verenigd Koninkrijk. Ook vormden zich handelsblokken met vrijhandelszone als de Noord-Amerikaanse Vrijhandelsovereenkomst (NAFTA) en douane-unies en gemeenschappelijke markten als de Europese douane-unie en Mercosur waarbinnen weinig tot geen tarieven gelden.
De andere postpanamax die in 1996 op werden geleverd waren er zeven van Hyundai met als eerste de Hyundai Independence, drie van een serie van vijf van Evergreen met als eerste de Ever Ultra en drie van Hanjin met als eerste de Hanjin London. Deze waren echter kleiner dan 6000 TEU, net als de in 1997 opgeleverde serie van vijf schepen van Cosco met als eerste schip de Lu He en de serie van vijf van NYK met als eerste de NYK Antares, al kwam deze onofficieel wel boven de 6000 TEU. Vooral voor Evergreen was de stap naar postpanamax van belang, gezien de rond-de-wereld-dienst die gebruik maakt van het Panamakanaal.
P&O Nedlloyd was de eerste die na Maersk officieel boven de grens van 6000 TEU kwam met de in 1998 de P&O Nedlloyd Southampton, P&O Nedlloyd Rotterdam, P&O Nedlloyd Kobe en P&O Nedlloyd Kowloon van 6690 TEU, maar deze waren nog steeds 47 meter korter dan de S-klasse. Andere rederijen namen de nodige postpanamaxschepen in ontvangst onder de grens van 6000 TEU.
Maersk optimaliseerde de S-klasse met meer vermogen die daarna ook wel C-klasse werd genoemd met de A.P. Møller, Caroline Mærsk, Carsten Mærsk, Chastine Mærsk, Charlotte Mærsk, Cornelia Mærsk, Columbine Mærsk en Clementine Mærsk die officieel 6600 TEU en onofficieel 8648 TEU konden vervoeren. De iets grotere A-klasse kwam in 2003-04 in de vaart met de Axel Mærsk, Anna Mærsk, Arnold Mærsk, Arthur Mærsk, Adrian Mærsk en Albert Mærsk. De S-, C- en K-klasse wordt door de gelijkenissen ook wel als enkel de S-klasse beschouwd. Vanaf 2011 werden de accommodatie en de sjorbruggen verhoogd zodat er meer containers aan dek konden worden geladen, waarmee de capaciteit richting de 9600 TEU ging.
In de Grand Alliance kwam Hapag-Lloyd in 2001 met vier schepen van het Hyundai-7500-ontwerp met als eerste de Hamburg Express en P&O Nedlloyd met een serie met als eerste de P&O Nedlloyd Stuyvesant. OOCL volgde in 2003 met de SX-klasse die begon met de OOCL Shenzhen die met 7400 TEU officieel de grootste containerschepen waren.
MSC bracht in 2001 haar eerste postpanamax in de vaart, de bij Conti gecharterde MSC Flaminia, de eerste in een serie van tien. Conti charterde ook aan CMA CGM, de CMA CGM Balzac en de CMA CGM Baudelaire. CMA CGM bestelde zelf de CMA CGM Berlioz, CMA CGM Bizet, CMA CGM Debussy en CMA CGM Ravel en charterde de CMA CGM Verlaine en CMA CGM Voltaire van Niederelbe. Evergreen bracht voor Hatsu vijf schepen in de vaart met als eerste de Hatsu Eagle.
Costamare bestelde de Sealand New York, de eerste in een serie van zeventien schepen die door Hyundai Heavy Industries (HHI) werden gebouwd voor meerdere rederijen. Naast de schepen voor Maersk Sealand waren deze voor MSC en de Al Khor voor Reederei Hermann Wulff die het vercharterde aan UASC. HHI bouwde ook een serie van vijf schepen voor Ofer Brothers die vercharterd werden aan Hyundai Merchant Marine (HMM), de Hyundai Kingdom, Hyundai Republic, Hyundai National, Hyundai Dominion en Hyundai Patriot. Voor New World Alliance-partner MOL kwamen de MOL Advantage, MOL Integrity en MOL Solution in de vaart, terwijl de ander partner APL de APL Holland, APL England, APL Scotland en APL Belgium in de vaart bracht.
In 2004 werd de CSCL Asia het grootste containerschip ter wereld met 8468 TEU, samen met vier zusterschepen. De P&O Nedlloyd Mondriaan van 8450 TEU was dat jaar de eerste uit een serie van acht, waarvan de laatste vier direct een Maersk-naam kregen. Dit ontwerp van IHI werd ook gebruikt voor NYK en K Line die de capaciteit echter opvoerden.
In 2005 kwam de Colombo Express van Hapag-Lloyd in de vaart, de eerste in een serie van acht met een capaciteit van 8749 TEU. De Gudrun Mærsk was de eerste uit een serie van zes met een capaciteit van 9024 TEU. Om bij een groter schip voldoende stijfheid te verkrijgen, was minder staal nodig bij een breder schip dan bij een langer schip. De MSC Pamela werd dan ook 45,6 meter breed met een capaciteit van 9200 TEU, de eerste in een serie van vijftijn waarvan MSC er enkele charterde van Offen. De MSC-schepen hadden een groter deel van de containers onderdeks staan. Door de grotere breedte moesten veel havens ook de containerkranen aanpassen.

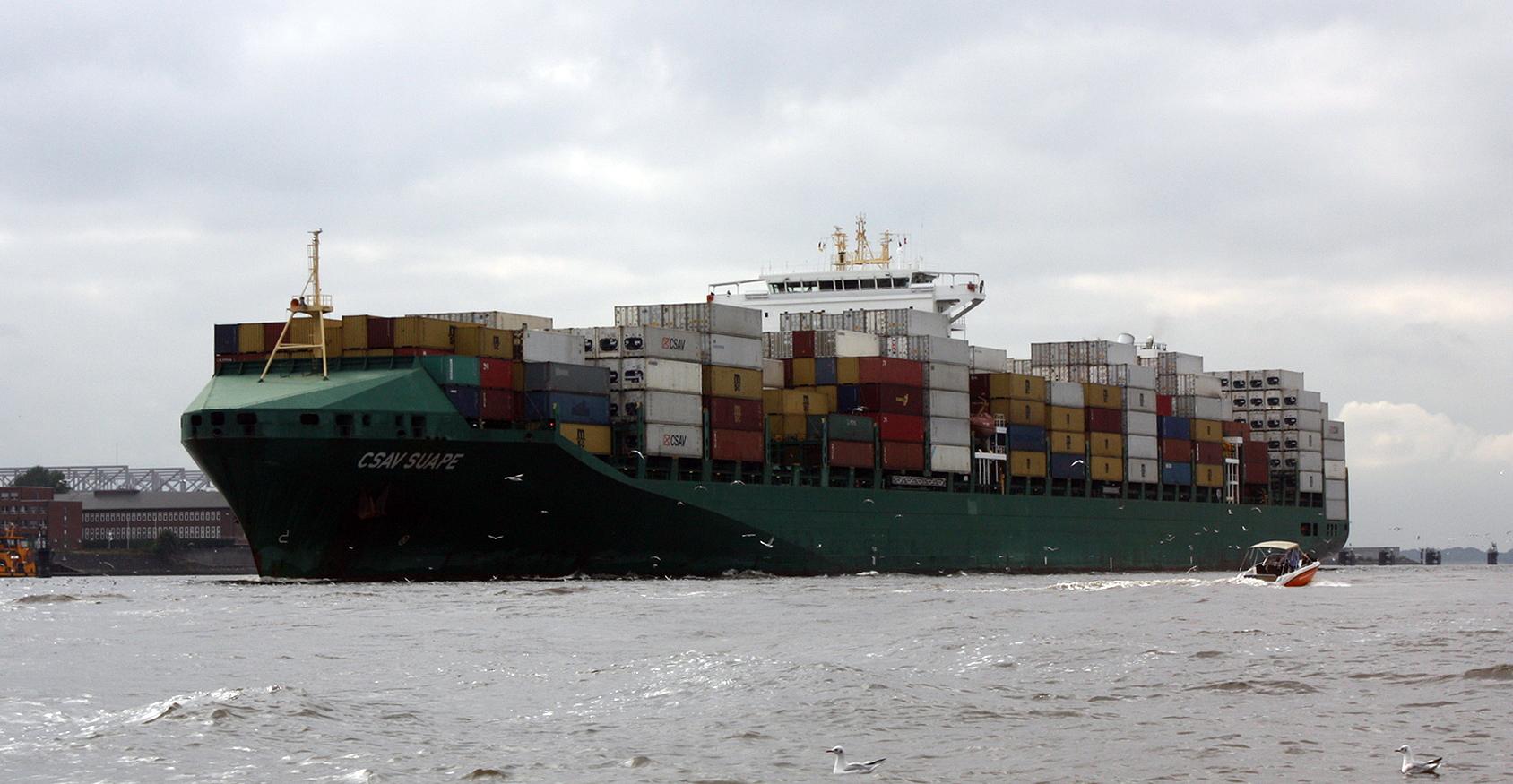
De CSAV Suape, een panamax gebouwd door Zhejiang Ouhua Shipbuilding met een capaciteit van 5300 TEU

#### Panamax
De Hannover Express had de grenzen van de panamax in 1991 op 4864 TEU gelegd, maar in 2000 konden dieselmotoren meer vermogen leveren, zodat de Antwerpen Express geen negen, maar zeven cilinders nodig had. Hanjin Heavy Industries wist in 2004 de grens van 5000 TEU voor panamaxschepen te doorbreken met als eerste schip de MSC Linzie en bouwde dit ontwerp voor Maersk, Italia Marittima en MSC. Zhejiang Ouhua Shipbuilding wist de grens daarna op te rekken naar 5300 TEU.

### Fluctuerende markten

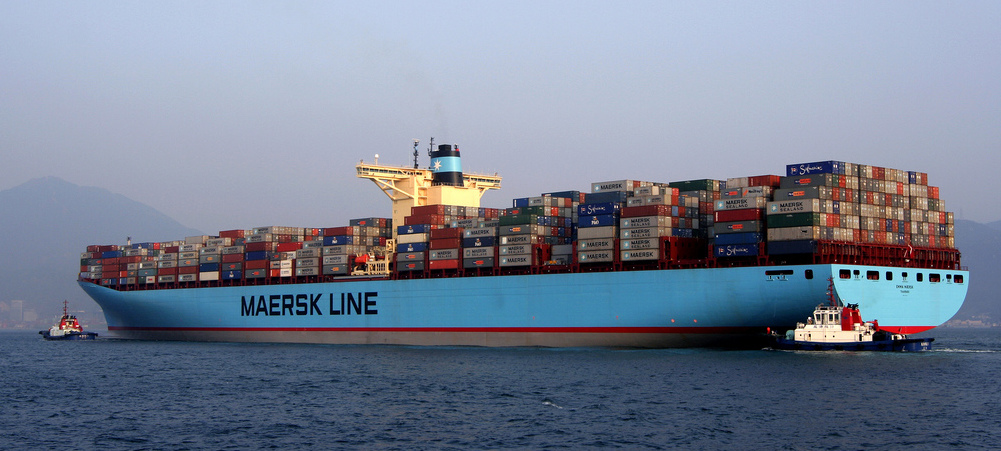
Bij de Emma Mærsk werd de accommodatie al meer naar voren gebracht

In de jaren voor 2006 waren fusies voor veel rederijen de manier om om te gaan met de fluctuerende economie. Tegelijkertijd was de markt in tien jaar tijd meer dan verdubbeld en er werd dan ook in 2006 nog steeds ingezet op groei. Die groei kwam onder meer uit grotere schepen, waaronder de COSCO Guangzhou, de eerste uit een serie van vijf met een capaciteit van 9383 TEU. Dit was het laatste recordbrekende containerschip van 42,8 meter breed. Het waren de eerste schepen met een dieselmotor met meer dan 100.000 pk, de MAN B&W 12K98MC van 75.000 kW, door Hyundai Heavy Industries in licentie gebouwd. Dat jaar werd ook de Xin Los Angeles van CSCL opgeleverd, de eerste in de Samsung 9000-serie van twaalf schepen gebouwd door Samsung Heavy Industries (SHI) met een capaciteit van 9580 TEU, met een lengte van 337 meter, een breedte van 45,6 meter en een diepgang van 14,3 meter. Deze serie werd ook gebouwd voor Danaos Shipping, Seaspan, Offen en MSC. Het was echter weer Maersk die een grote stap zette door dat jaar de Emma Mærsk in de vaart te brengen. Er werden acht schepen van deze serie gebouwd met volgens Maersk een capaciteit van 11.000 TEU, maar met plaats voor 14.770 TEU, later opgegeven als 15.550 TEU. Dit record bleef tot 2012 staan. Deze serie is bijna 400 meter lang, 56,6 meter breed met een diepgang van 15,5 meter.

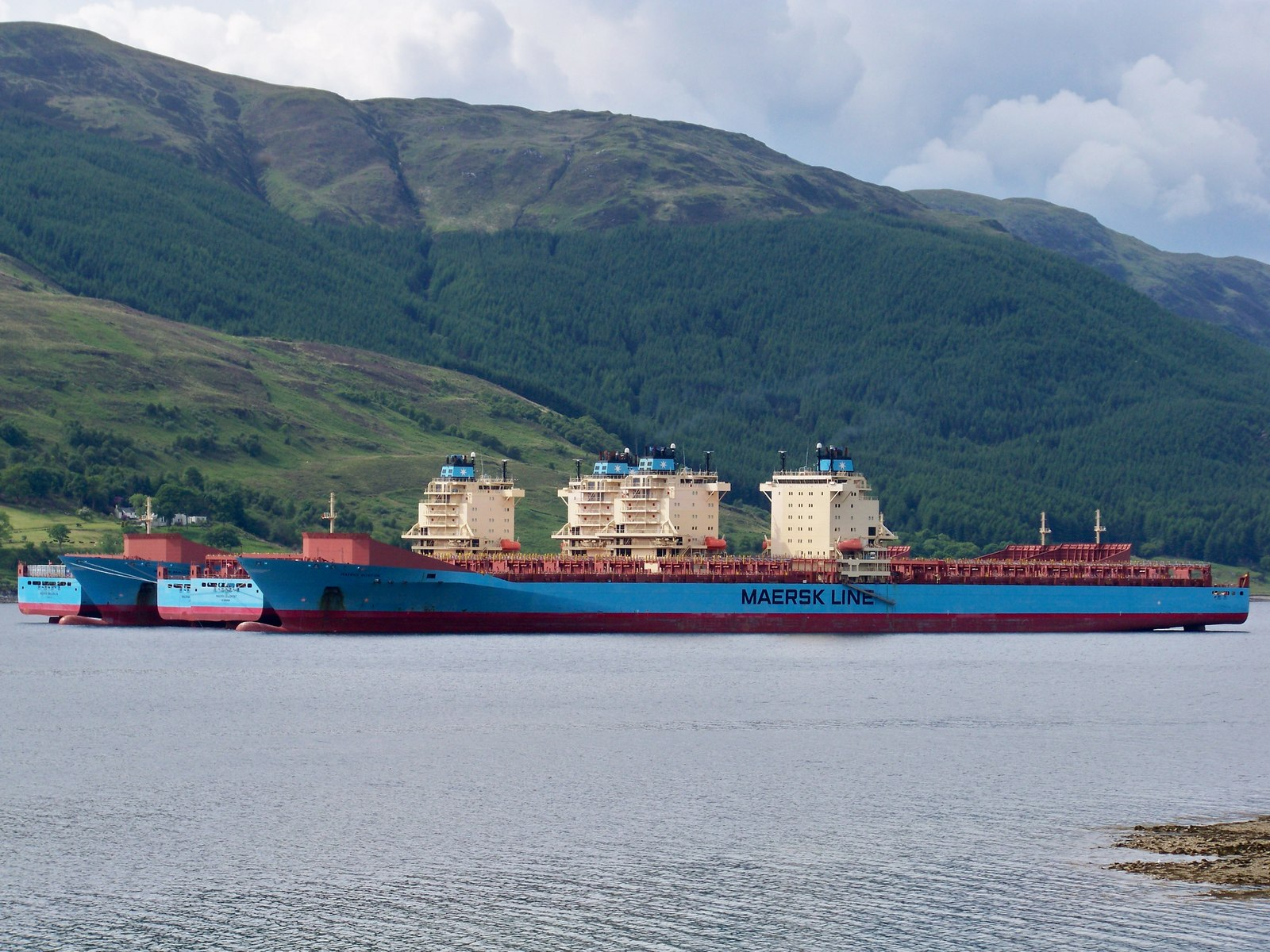
Vier schepen uit de VWS 4000-serie en de oudere Sealand Performance opgelegd in Loch Striven

Vergroting van de capaciteit werd niet alleen gezocht in grotere schepen, maar ook met snellere schepen. In 2006 werd ook de Mærsk Boston van 4100 TEU opgeleverd voor een snelle dienst tussen China en de westkust van de Verenigde Staten. Ontworpen voor een dienstsnelheid van 29 knopen verbruikte deze op die snelheid zo'n 300 ton per dag, wat het met de stijgende olieprijzen niet meer economisch maakte. Slow steaming met 12 knopen bracht het verbruik terug tot zo'n 50 ton per dag, maar andere schepen waren economischer bij die snelheid. De VWS 4000-serie werd dan ook enkele jaren opgelegd in Loch Striven en bij Laem Chabang. Ook Hanjin bracht acht snelle schepen in de vaart, met de Hanjin Bremerhaven van 6655 TEU als eerste. Deze konden een vaart halen van 27 knopen, net als de in 2008 in de vaart gebrachte serie van 8562 TEU beginnend met de Hyundai Brave. De olieprijs piekte halverwege 2008, maar daalde daarna sterk door de kredietcrisis. De bunkerprijs voor zware olie steeg in eerste instantie naar 700 dollar per ton, om daarna te dalen naar 200 dollar per ton. Door de crisis nam de vraag naar scheepsruimte af, zodat slow steaming nog steeds werd toegepast, ondanks een lagere bunkerprijs.
De verslechterde markt bracht NOL ertoe om het bod op Hapag-Lloyd in te trekken nadat TUI de Duitse rederij in de etalage had gezet. Konsortium Albert Ballin nam daarop een meerderheidsbelang, maar werd in 2013 ontbonden nadat de stad Hamburg via HGV de grootste aandeelhouder werd. In 2014 nam Hapag-Lloyd CSAV over.

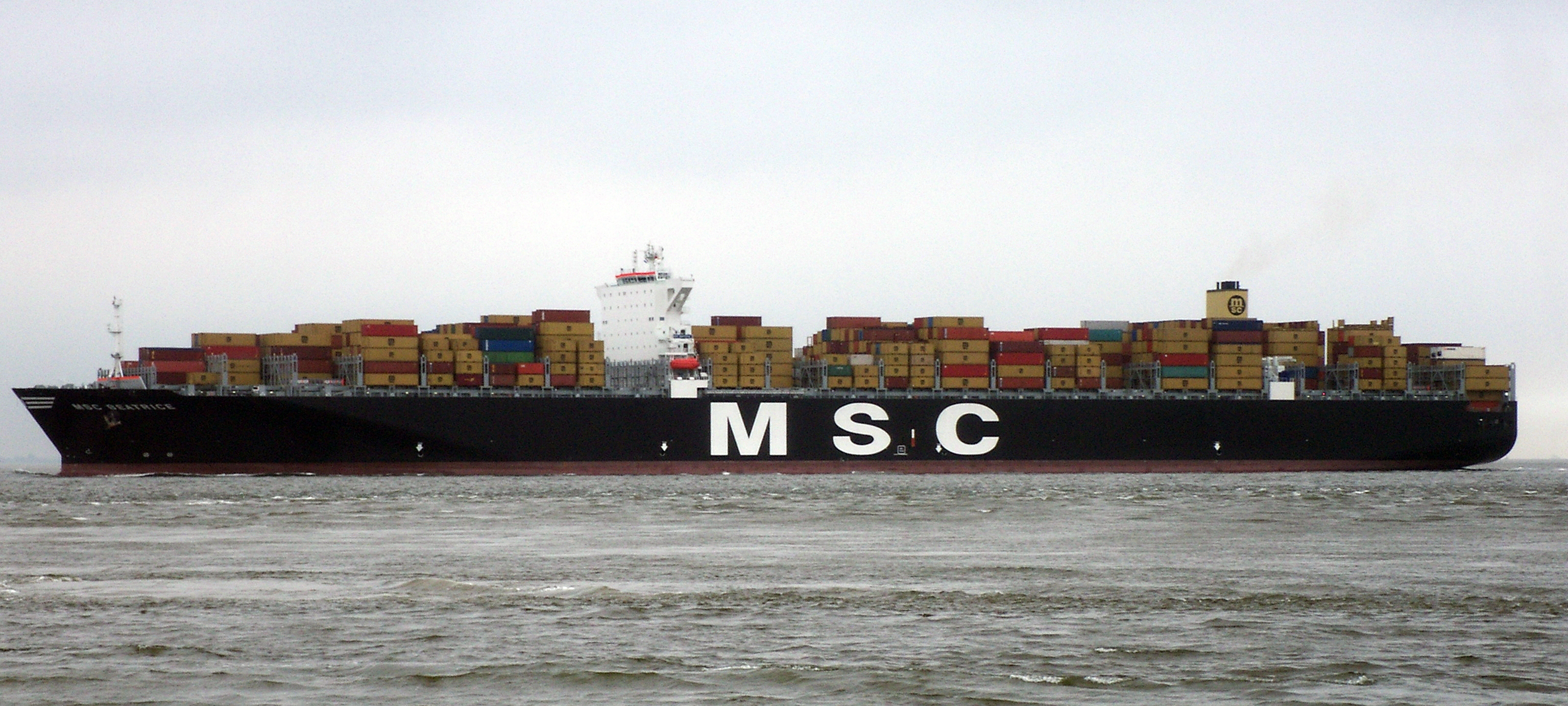
De MSC Beatrice, zusterschip van de MSC Daniela, met de accommodatie nog verder naar voren

Vanaf de MSC Daniela werd de accommodatie nog verder naar voren gebracht om het zicht over de containers heen te verbeteren. Naast recordbrekende schepen, konden ook voor het Panamakanaal grotere schepen ontworpen worden. In 2016 werden hier nieuwe sluizen in gebruik genomen, waarbij de maximaal toegestane afmetingen vergroot werden naar een lengte van 366 meter, een breedte van 49 meter en een diepgang van 15 meter. De eerste neopanamx-schepen die hierop ontworpen werden, was de Maersk Edinburgh-serie van 13.092 TEU.
In januari 2007 stond er nog voor 4,36 miljoen TEU aan containerschepen in de orderboeken van de scheepswerven, bijna de helft van de totale capaciteit op dat moment. De financiële crisis had dan ook grote gevolgen en de verminderde vraag werd niet alleen met slow steaming opgevangen, maar ook door in enkele gevallen niet via het Suezkanaal, maar langs Kaap de Goede Hoop te varen, waarmee ook het Somalische piratengebied vermeden werd. Daarnaast werden tussen september 2008 en februari 2010 de bestellingen van 140 schepen van 436.000 TEU geannuleerd en enkele schepen werden omgebouwd naar andere scheepstypes. Eind 2008 lagen meer dan 200 schepen opgelegd met een totale capaciteit van zo'n 500.000 TEU en in november 2009 was dit toegenomen tot 551 schepen met een capaciteit van 1,18 miljoen TEU. Ouder tonnage werd afgevoerd om gesloopt te worden, zoals Evergreen deed met de G/Gl/GX-klasse. Hoewel zo 3% van de capaciteit gesloopt werd, groeide de capaciteit met 4,9% door de oplevering van grote nieuwbouwschepen, terwijl de vraag met 9% afnam. CSCL en Hanjin verloren in 2009 hun wereldwijde dekking. CSCL trok zich terug uit de Atlantische Oceaan en Senator stopte er geheel mee, zodat er een einde kwam aan Hanjin-Senator en Hanjin alleen verderging. Het verlies voor de top-30 werd dat jaar op zo'n $19,4 miljard geschat. In 2010 trok de vraag weer aan met 12,9%, terwijl de capaciteit met 8,7% groeide, zodat de prijzen sterk stegen. Al snel werden er weer schepen besteld alsof er geen crisis was geweest en eind 2010 stond er 3,8 miljoen TEU aan capaciteit in bestelling, terwijl de top-30 zo'n $17 miljard winst maakte. De groei was dusdanig dat er een tekort aan containers ontstond, zodat hiervoor veel nieuw besteld moest worden. Het tekort was dusdanig dat de Federal Maritime Commission eisen ging stellen aan de beschikbaarheid. In 2011 zette de groei aanvankelijk door, maar overcapaciteit maakte hier al snel een einde aan. Vooral CSAV en Cosco leden zwaren verliezen en MISC besloot zich terug te trekken uit de containermarkt nadat het zich in 2009 al had teruggetrokken uit de dienst tussen Europa en het Verre Oosten. Maersk schroefde de intensiteit juist op door in 2011 met 72 schepen tussen de 8500 en 15.000 TEU Daily Maersk te beginnen tussen Noordwest-Europa en het Verre Oosten. Als reactie hierop gingen MSC en CMA CGM een samenwerking aan als CCMSC en de New World Alliance met APL, HMM en MOL en de Grand Alliance met Hapag-Lloyd, NYK en OOCL bundelden hun krachten als G6 Alliance en wisten op deze dienst ruim 90 schepen in te zetten. De De CKYH Green Alliance van Cosco, K Line, Yang Ming en Hanjin begonnen een samenwerking met Evergreen om zo de concurrentie het hoofd te bieden. Ook Cosco en CSCL gingen scheepsruimte met elkaar delen.

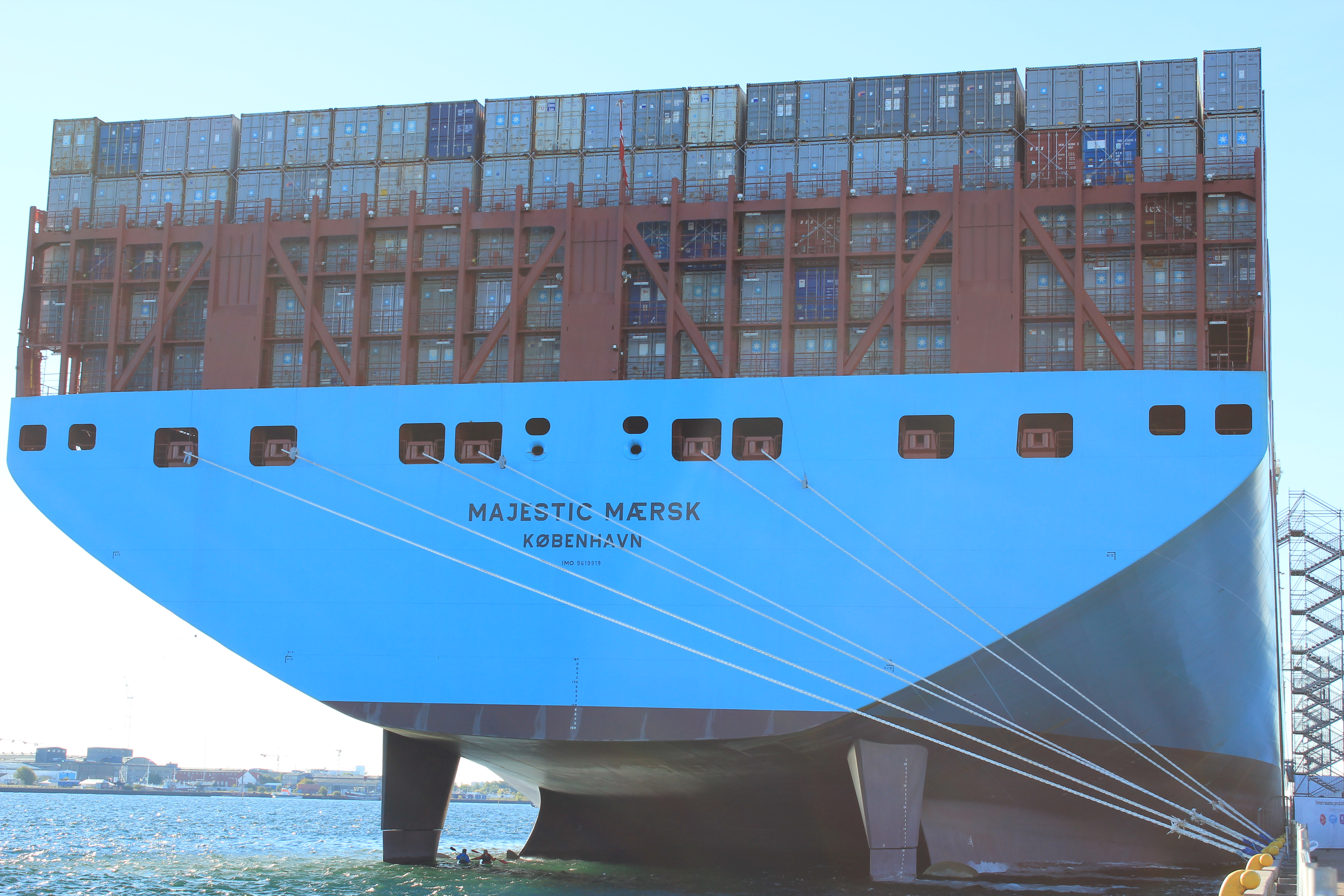
De Majestic Mærsk uit de Maersk Triple-E-klasse met twee schroeven

In 2012 verbrak de CMA CGM Marco Polo met 16.020 TEU het record van de Emma Mærsk. De CMA CGM Marco Polo was een vergroot ontwerp op basis van de CMA CGM Cristophe Colomb uit 2009. Er werden drie schepen in deze serie gebouwd op aandringen van Yüksel Yıldırım nadat Yildirim Holding een belang van ruim 20% had genomen in de rederij. Yıldırım gaf de voorkeur aan deze drie grote schepen in plaats van een eerder plan voor 20 schepen van 10.000 TEU. Het record was van korte duur, want in 2013 werd de Mærsk Mc-Kinney Møller opgeleverd, het eerste schip van de Maersk Triple-E-klasse met een capaciteit van 18.270 TEU. Dit zijn dubbelschroevers die ontworpen zijn voor een lagere snelheid. Om de grote schepen in te kunnen zetten, zou het aantal afvaarten omlaag moeten om niet te veel capaciteit toe te voegen. Om dat te voorkomen kondigde Maersk in 2013 een samenwerking aan met MSC en CMA CGM als P3 Network. Gezien de grootte van deze rederijen, stuitte dit op Chinese bezwaren, waarna de eerste twee het 2M Vessel Sharing Agreement afsloten. In 2015 vormden CSCL, CMA CGM en UASC het Ocean Three-consortium.
Op de noord-zuid-routes met kleinere schepen werd de capaciteit van koelcontainers uitgebreid tot soms meer dan 1000 aansluitingen, waarmee ze het aandeel van koelschepen af deden nemen van 60% in 2000 tot 26% in 2014.

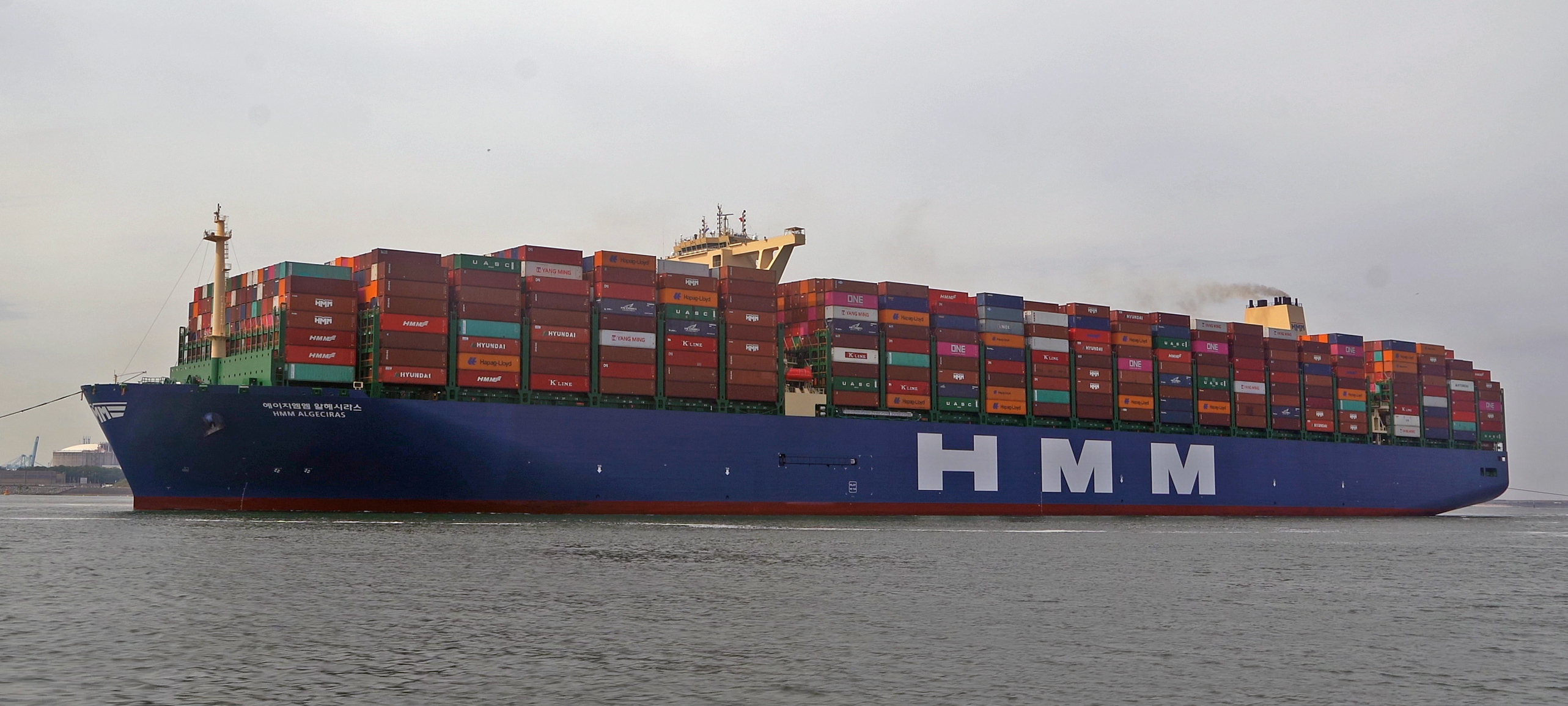
De HMM Algeciras

Ditmaal bleef de Maersk-serie niet zo lang het grootste schip. In 2014 werd het record verbroken door de CSCL Globe van 18.400 TEU en aan het einde van het jaar door de MSC Oscar van 19.224 TEU. In 2015 volgde de Barzan van United Arab Shipping Company met officieel 18.800 TEU, maar nominaal 19.870 TEU. De Pegasus-klasse uit 2016 van MSC lag daartussen.
Dit droeg bij aan de al bestaande overcapaciteit en veel rederijen leden sinds 2011 verlies. Daily Maersk werd in 2015 stopgezet en Cosco en CSCL besloten om te fuseren als COSCO SHIPPING Lines. Deze fusie werd in 2016 voltooid, waarna in 2017 OOCL over werd genomen. De grootste schok kwam echter met het faillissement van Hanjin in 2016, nadat deze zo'n $10,5 miljard aan schuld had opgebouwd. Schepen en lading werden vastgehouden in havens om betalingen af te dwingen, zodat de nodige bedrijven in de problemen kwamen doordat er niet geleverd werd. Ook HMM verkeerde in zwaar weer. CMA CGM SA nam NOL over en ook Mercosul Line van Maersk, omdat Maersk Hamburg Süd overnam en anders een te dominante positie zou verkrijgen op Zuid-Amerika. Hapag-Lloyd nam United Arab Shipping Company over en NYK, MOL en K Line gingen de joint-venture Ocean Network Express aan.
De MOL Triumph was in 2017 het eerste schip dat met 20.170 TEU de 20.000-TEU-grens doorbrak. Dat jaar kwam ook de Madrid Maersk in de vaart, de tweede generatie Triple-E met een capaciteit van 20.568 TEU. Een maand later kwam de OOCL Hong Kong al in de vaart met 21.413 TEU. In 2019 kwam de MSC Gülsün in de vaart die 23.756 TEU kan vervoeren en in 2020 de HMM Algeciras van 23.964 TEU.
De CMA CGM Tenere werd in 2020 het eerste grote containerschip dat op lng vaart.

## Versies

### Laad- en loskranen

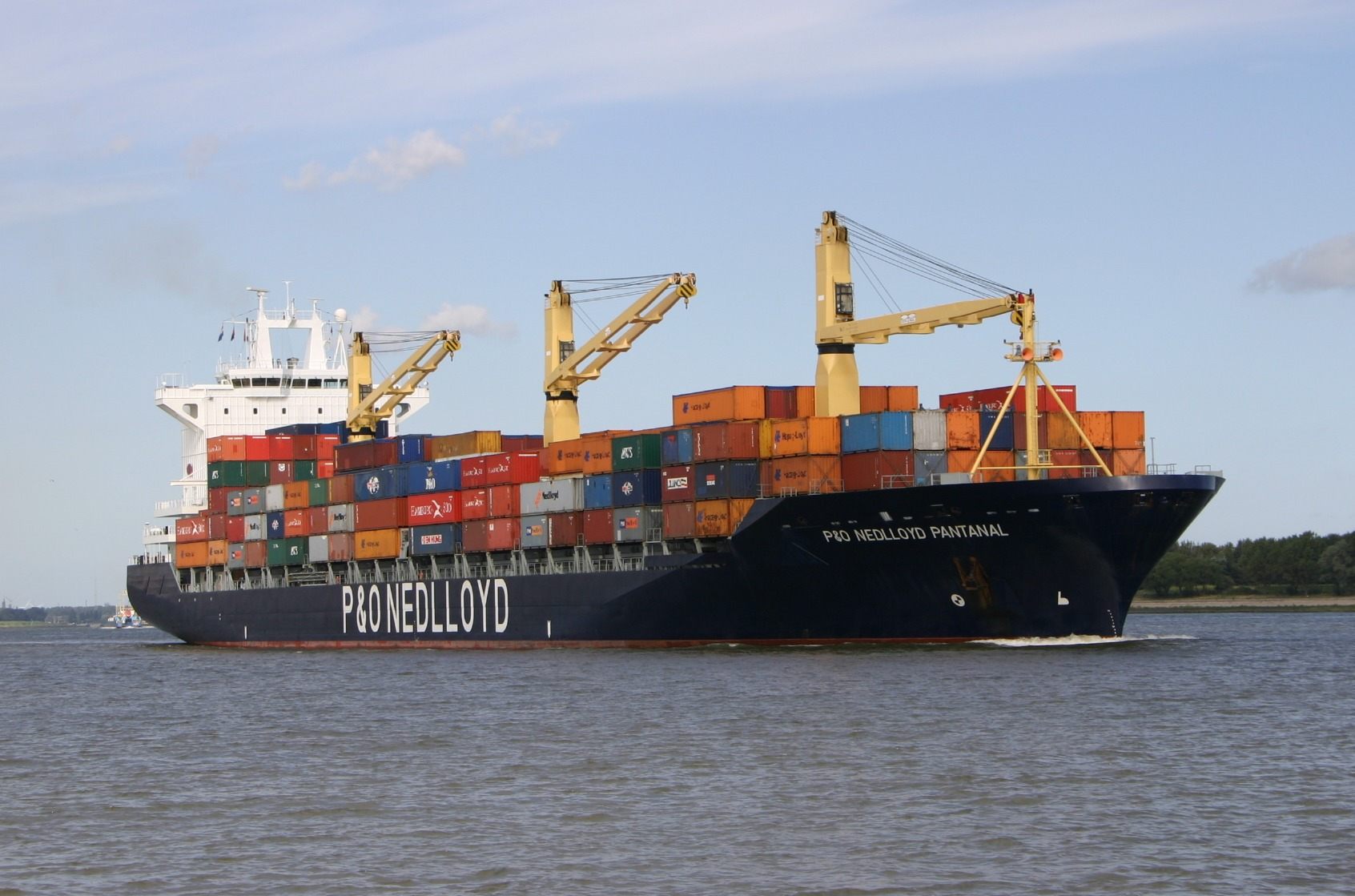
De P&O Nedlloyd Pantanal, voorzien van drie kranen (SWL 45mt)

Er zijn containerschepen met en zonder kranen om de containers te laden en te lossen.:28 De grote containerschepen laden en lossen in grote havens die beschikken over gespecialiseerde terminals met landkranen. Deze schepen hebben zelf geen laad- of losmaterieel (Engels: gearless). Kleinere havens, vooral in economisch opkomende landen, trekken onvoldoende lading aan om een dergelijk investering in een gespecialiseerde terminal te rechtvaardigen. Voor die havens moeten de schepen zelf kranen aan boord (Engels: geared) hebben voor de overslag van containers van schip naar land. Ongeveer een op de vijf containerschepen die in de vaart zijn, zijn geared. In 2012 werden in totaal 201 containerschepen in de vaart genomen waarvan slechts 29 met eigen laad- en loskranen. Deze opgeleverde schepen hadden gemiddeld een capaciteit van zo’n 3000 TEU en zijn daarmee fors kleiner dan de schepen zonder kranen die gemiddeld 6750 TEU groot zijn.

### Open-containerschip

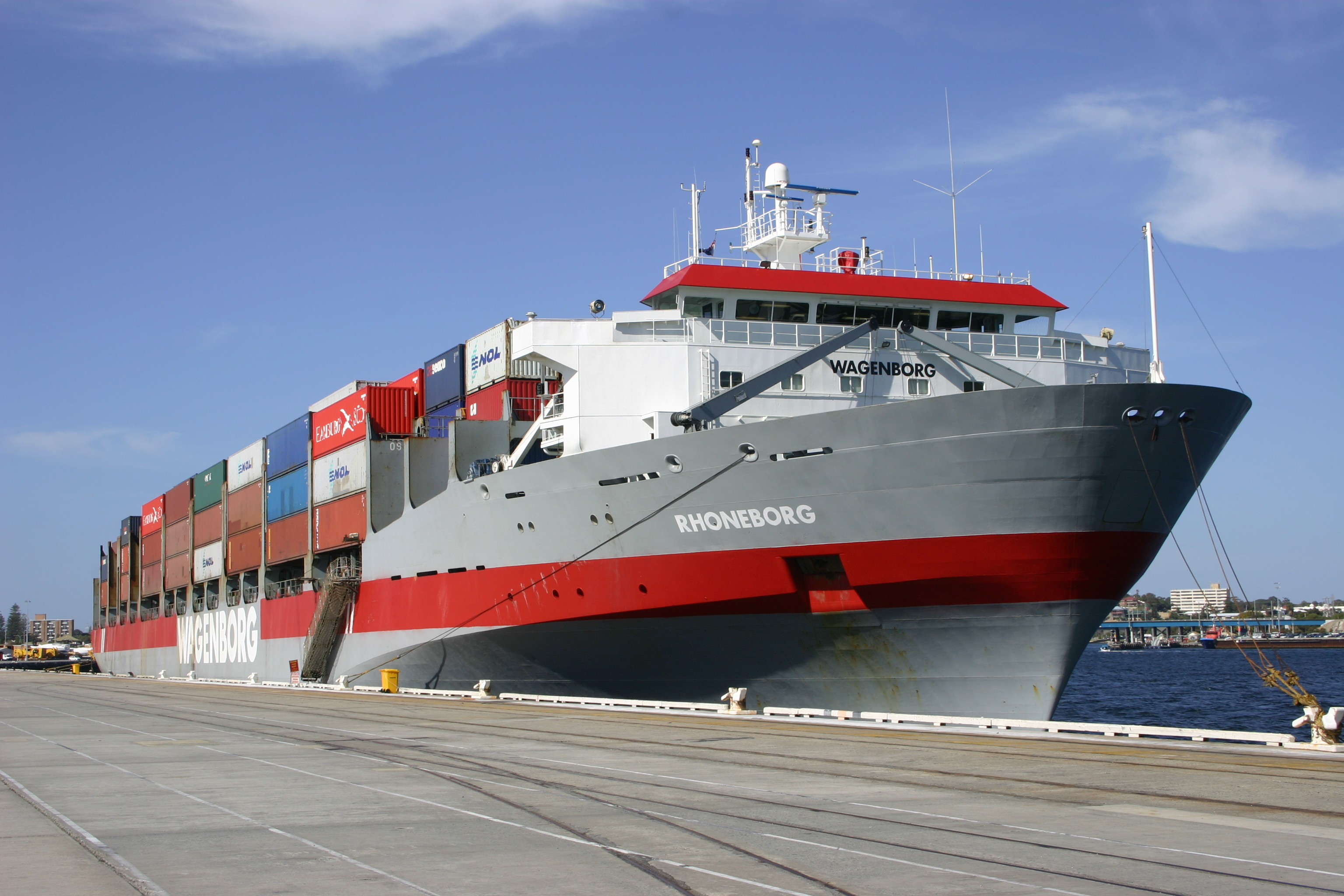
Open-containerschip Rhoneborg

Een bijzonder type containerschip is het open-containerschip, ook wel genoemd open-top-containerschip. Hier worden de laadruimen niet afgesloten door waterdichte luiken. Door de hoogte van het dek boven de waterlijn, die groter moet zijn dan bij schepen mét luiken, oftewel: het vrijboord is groter, heeft zeewater nauwelijks de kans om binnen te komen. Karakteristiek voor deze schepen zijn de geleidebanen van de containers die 'hoog' boven het dek uitsteken. Het voordeel van dit type containerschip boven het normale type met luiken is dat er veel tijd bespaard wordt doordat het laden en lossen van containers niet iedere keer onderbroken hoeft te worden voor het verwijderen of terugplaatsen van de luiken. Dit type schip heeft een aantal nadelen, het aantal containers op elkaar is ongeveer 13 hoog en er mogen niet te veel zware containers boven lichte containers staan. Het open-containerschip is daarom alleen economisch toepasbaar bij kleine tot middelgrote containerschepen (tot +/− 4000 TEU).
Een scheepstype dat qua principe enigszins lijkt op het containerschip is het LASH-schip.

## Vlootontwikkeling
Het vervoer van containers per zeeschip is een van de snelst groeiende segmenten in de globale scheepvaartsector. In 1990 werd wereldwijd 5,8 miljoen ton vracht verscheept waarvan het aandeel van containers 5,8% was, voor 2013 zijn de vergelijkbare cijfers 9,2 miljoen ton en 16,1%. De totale hoeveelheid containervracht is over deze periode gestegen van 234 miljoen ton tot 1,5 miljard ton. In tonnen vervoeren containers ongeveer een zesde van het totaal, maar gemeten naar de waarde van de vervoerde goederen dan is het aandeel van de container zo´n 50%.:22-23
De hoge groei van het vervoer per container leidde ook tot een sterke groei van het aantal containerschepen. De schepen werden ook steeds groter, de gemiddelde capaciteit van de containerschepen is bijna verdrievoudigd tussen 1987 en 2012. In 2012 werden 201 schepen afgeleverd met een gemiddelde capaciteit van zo’n 4225 TEU.:36
| Jaar | Aantal schepen | TEU-capaciteit (x 1000) | TEU per schip (gemiddeld) |
| ---- | -------------- | ----------------------- | ------------------------- |
| 1987 | 1052           | 1215                    | 1155                      |
| 1997 | 1954           | 3090                    | 1581                      |
| 2007 | 3904           | 9436                    | 2417                      |
| 2010 | 4677           | 12.825                  | 2742                      |
| 2015 | 5230           | 19.735                  | 3773                      |

| Rang | Rederij     | Land        | Schepen | TEU       |
| ---- | ----------- | ----------- | ------- | --------- |
| 1    | Maersk      | Denemarken  | 681     | 4.072.259 |
| 2    | MSC         | Zwitserland | 576     | 3.816.646 |
| 3    | COSCO       | China       | 488     | 2.978.199 |
| 4    | CMA CGM     | Frankrijk   | 533     | 2.840.120 |
| 5    | Hapag-Lloyd | Duitsland   | 235     | 1.702.904 |
| 6    | ONE         | Japan       | 211     | 1.552.367 |
| 7    | Evergreen   | Taiwan      | 199     | 1.284.933 |
| 8    | HMM         | Zuid-Korea  | 69      | 668.911   |
| 9    | Yang Ming   | Taiwan      | 91      | 618.346   |
| 10   | PIL         | Singapore   | 107     | 339.090   |

| Wereldwijde containeroverslag |
| --- |
| Vanwege een beveiligingsprobleem met de MediaWiki Graph-software is het momenteel niet mogelijk deze grafiek weer te geven. Zodra de software is bijgewerkt zal de grafiek vanzelf weer zichtbaar worden. |